# La Chapelle-Saint-Mesmin
Vous lisez un « article de qualité » labellisé en 2021.
Pour les articles homonymes, voir La Chapelle et Saint-Mesmin.
La Chapelle-Saint-Mesmin est une commune française située dans le département du Loiret en région Centre-Val de Loire.
La commune est située dans la région naturelle du Val de Loire et l'unité urbaine d'Orléans. C'est l'une des 22 communes d'Orléans Métropole. Elle est incluse dans le réseau Natura 2000 et le Val de Loire est inscrit sur la Liste du patrimoine mondial de l'Organisation des Nations unies pour l'éducation, la science et la culture (UNESCO) comme « paysage culturel ».
Elle est traversée d'est en ouest par plusieurs voies de communication : la Loire, la route départementale 2152, la ligne de Paris-Austerlitz à Bordeaux-Saint-Jean, l'autoroute A10, le GR3 (sentier de grande randonnée 3) et par l'un des quatre chemins de Compostelle : la Via Turonensis venant de Paris.
Elle doit son nom à Maximin de Micy ou saint Mesmin l'Ancien, 2e abbé (510-520) du monastère de Saint-Mesmin de Micy, édifié sur la rive opposée de la Loire. Selon la légende, il traversa le fleuve pour aller terrasser le dragon dans la grotte du dragon de Béraire (d'où Berarius, le premier nom de la commune) située sous l'église.
La commune possède de nombreux sites archéologiques, notamment celui des Chesnats dont les fouilles ont permis la mise au jour de vestiges d'un village du haut Moyen Âge prenant sa source à l'époque gallo-romaine (du Ier au XIe siècle), retraçant 1 000 ans d'histoire. Ce site est considéré actuellement comme l'un des plus importants en France pour cette période.
La Chapelle-Saint-Mesmin abrite également un patrimoine prestigieux (le château de l'Ardoise et le château des Hauts) et un monument historique classé depuis 1862, l'église de la Chapelle-Saint-Mesmin, l'une des plus anciennes églises du Val de Loire (XIe siècle). De 1846 à 1906, l'ancienne maison de retraite Paul-Gauguin constituait le petit séminaire, école secondaire religieuse, créée par Jean-Jacques Fayet, développée par Félix Dupanloup et où de nombreuses personnalités ont suivi leurs études.
Sur le plan économique, son activité viticole était très importante jusqu’à la fin du XIXe siècle. Le tissu économique communal est aujourd'hui largement représenté par les commerces, transports et services divers mais aussi par un secteur industriel dont le plus important représentant est l'usine de production du verre Duralex, présente sur la commune depuis 1934.
La ville dispose d'un tissu associatif dynamique avec en particulier le club de BMX chapellois, premier club sportif de cyclisme en nombre de licenciés au niveau national. Avec un démarrage des travaux prévu courant 2023, la ville disposera, en 2024, du plus grand circuit de bicross de France, avec une piste d'une longueur de 420 mètres.

## Géographie

### Localisation et communes limitrophes
La commune de La Chapelle-Saint-Mesmin se trouve dans le département du Loiret, en région Centre-Val de Loire. Elle fait partie de la région naturelle du Val de Loire orléanais, une région qui s'étend entre la Puisaye à l'est, le Blaisois à l'ouest, la Petite Beauce et la forêt d'Orléans au nord, la Sologne au sud.
Elle se situe à 7,1 km par la route d'Orléans, préfecture du département, et à 5,2 km de Saint-Jean-de-la-Ruelle, bureau centralisateur du canton de Saint-Jean-de-la-Ruelle dont dépend la commune depuis 2015.
La commune fait en outre partie du bassin de vie d'Orléans.
Les communes limitrophes sont : Ingré au nord, Chaingy à l'ouest, Saint-Jean-de-la-Ruelle à l'est et Saint-Pryvé-Saint-Mesmin au sud.
Les communes les plus proches, les distances étant mesurées entre chefs-lieux de communes à vol d'oiseau, sont, au nord de la Loire : Saint-Jean-de-la-Ruelle (3,6 km), Ingré (3,6 km), Orléans (5,0 km), Chaingy (5,0 km), et au sud : Saint-Pryvé-Saint-Mesmin (2,3 km), Saint-Hilaire-Saint-Mesmin (2,7 km), Olivet (5,4 km), Mareau-aux-Prés (5,6 km). Par la route, les communes situées au sud de la Loire, sont bien plus éloignées, le franchissement de la Loire se faisant au droit du pont de l'Europe.

### Géologie et relief

Carte géologique de la commune de La Chapelle-Saint-Mesmin.
Fz : Alluvions récentes des lits mineurs (Holocène)
FC : Alluvions et colluvions du fond des vallées secondaires (Holocène)
m2MSO : Marnes et sables de l'Orléanais (Burdigalien)
m2MCO : Marnes et calcaires de l'Orléanais (Burdigalien)
m1CPi : Calcaires de Pithiviers (Aquitanien)

La commune se situe au sud du Bassin parisien, un vaste bassin sédimentaire composé localement d'un empilement de roches sédimentaires d'origine marine et lacustre (dépôts carbonatés) et fluviatiles (dépôts détritiques issus de l’érosion d'anciennes chaînes de montagnes),.
Le Calcaire de Beauce constitue la principale assise géologique de la commune. C'est une roche calcaire d'origine lacustre âgée de l'Aquitanien (de −23  à   −20,5 millions d’années). La partie supérieure de cette formation (Calcaires de Pithiviers - m1CPi et les Marnes et Calcaires de l'Orléanais - m2MCO), est la plus représentée sur la commune. Selon les données disponibles du Bureau de recherches géologiques et minières (BRGM - Service géologique national), les roches calcaires sont présentes au niveau du forage de l'ancien château d'eau de la commune, sous environ 40 cm de terre végétale.
Les Marnes et Sables de l’Orléanais (m2MSO), âgés du Burdigalien (de −20,44  à   −15,97 millions d'années), recouvrent les Calcaires de Beauce, et se localisent au nord de la commune. Ces sables sont essentiellement composés de grains de quartz émoussés, accompagnés de feldspaths kaolinisés et friables, de silex à patine noire et de graviers calcaires particulièrement fréquents à la base de la formation,.
Enfin des alluvions et colluvions récentes, datant de l'Holocène, occupent le fond d'une ancienne vallée secondaire, perpendiculaire à la Loire dont le lit mineur est quant à lui occupé par des alluvions récentes (Fz) datant également de l'Holocène.
La superficie de la commune est de 8,96 km2. Son territoire est relativement plat puisque le dénivelé maximal atteint 26 mètres. L'altitude du territoire varie entre 87 m et 113 m,.

#### Carrières souterraines et à ciel ouvert
Depuis le XVIIe siècle jusqu'en 1914, on comptait de nombreuses carrières à ciel ouvert (notamment aux lieux-dits les Forges, La Guide, Maison Brulée, la Blennerie, Mègreville, la Butte, le Petit Courant et sous le chemin de la levée) et souterraines (notamment aux lieux-dits la Croix Noble, Four à Chaux, Montaut et Monteloup). En 1905, on en recensait 65, le plus important regroupement de carrières de pierres de taille du département du Loiret à cette époque, pour une production annuelle de 6 000 tonnes. Les fours à chaux sont exploités le plus souvent par des cultivateurs, appelés chaufourniers. Les pierres chapelloises étaient considérées comme dures et de bonne qualité et ont été utilisées notamment pour les constructions à Orléans du pont Royal, de l'église Saint-Paterne d'Orléans ou de la rue de la République. Elles étaient expédiées par bateaux à partir du port de La Chapelle puis par chemin de fer lors du déclin de la batellerie. Aujourd'hui, la plupart des carrières à ciel ouvert ont été remblayées et celles souterraines ont peu à peu été abandonnées puis fermées.

### Paysages

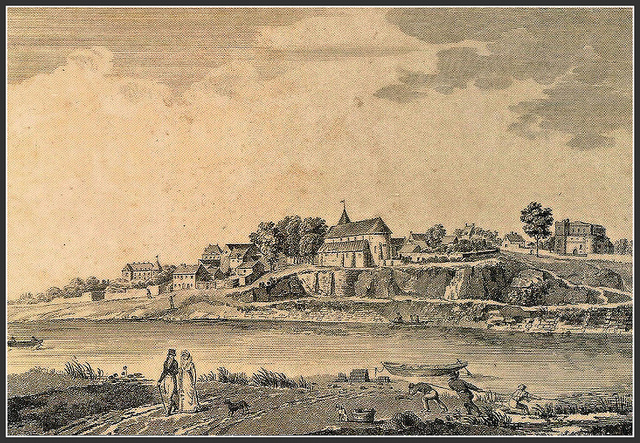
Vue de La Chapelle-Saint-Mesmin depuis la rive opposée au XIXe siècle.

Trois unités topographiques et paysagères peuvent être distinguées sur la commune :
- le plateau de Beauce dont la limite sud est marquée par le coteau qui borde la Loire et qui occupe les deux-tiers nord de la commune. Cette partie haute de la commune présente des altitudes comprises entre 100 et 115 m NGF, avec toutefois la présence d'un petit talweg lié à la rivière des Bois aujourd'hui disparue ;
- le coteau de la Loire, avec un dénivelé d'une dizaine de mètres, faisant la transition entre Beauce et Val de Loire ;
- le Val de Loire et sa plaine alluviale présentant une altitude moyenne de 90 m.

Le lit du fleuve est lui-même partagé entre le lit mineur, où l'eau s'écoule en permanence, et le lit majeur, qui fait partie du val de la Bouverie, un petit val agricole, quasiment pas urbanisé, d’une longueur de 4 kilomètres, qui concerne également la commune de Chaingy.

#### Labellisation patrimoine mondial

Patrimoine mondial de l'UNESCO.

Le 30 novembre 2000, le Val de Loire, dans son cours moyen de Sully-sur-Loire (Loiret) à Chalonnes-sur-Loire (Maine-et-Loire), est inscrit sur la Liste du patrimoine mondial de l'organisation des Nations unies pour l'éducation, la science et la culture (UNESCO) comme « paysage culturel ». Cette inscription reconnaît au site une « valeur universelle exceptionnelle » fondée sur la densité de son patrimoine monumental, architectural et urbain, l'intérêt du paysage fluvial et la qualité exceptionnelle d’expressions paysagères héritées de la Renaissance et du Siècle des Lumières. Toute altération de cette « valeur » est considérée comme une perte pour la mémoire de l’Humanité. Le préfet de la région Centre, préfet coordonnateur, approuve le plan de gestion pour le Val de Loire patrimoine mondial par arrêté en date du 15 novembre 2012. Trente-cinq communes du Loiret sont concernées, dont La Chapelle-Saint-Mesmin qui a une frange de son territoire inscrite et le reste en zone tampon. La covisibilité présente sur la commune entre l'église et la pointe de Courpain est considérée comme l’une des valeurs identitaires du paysage du patrimoine UNESCO dans l’Orléanais.

Carte du périmètre Val de Loire, patrimoine de l'Unesco, sur la commune et ses abords, et de la zone tampon.
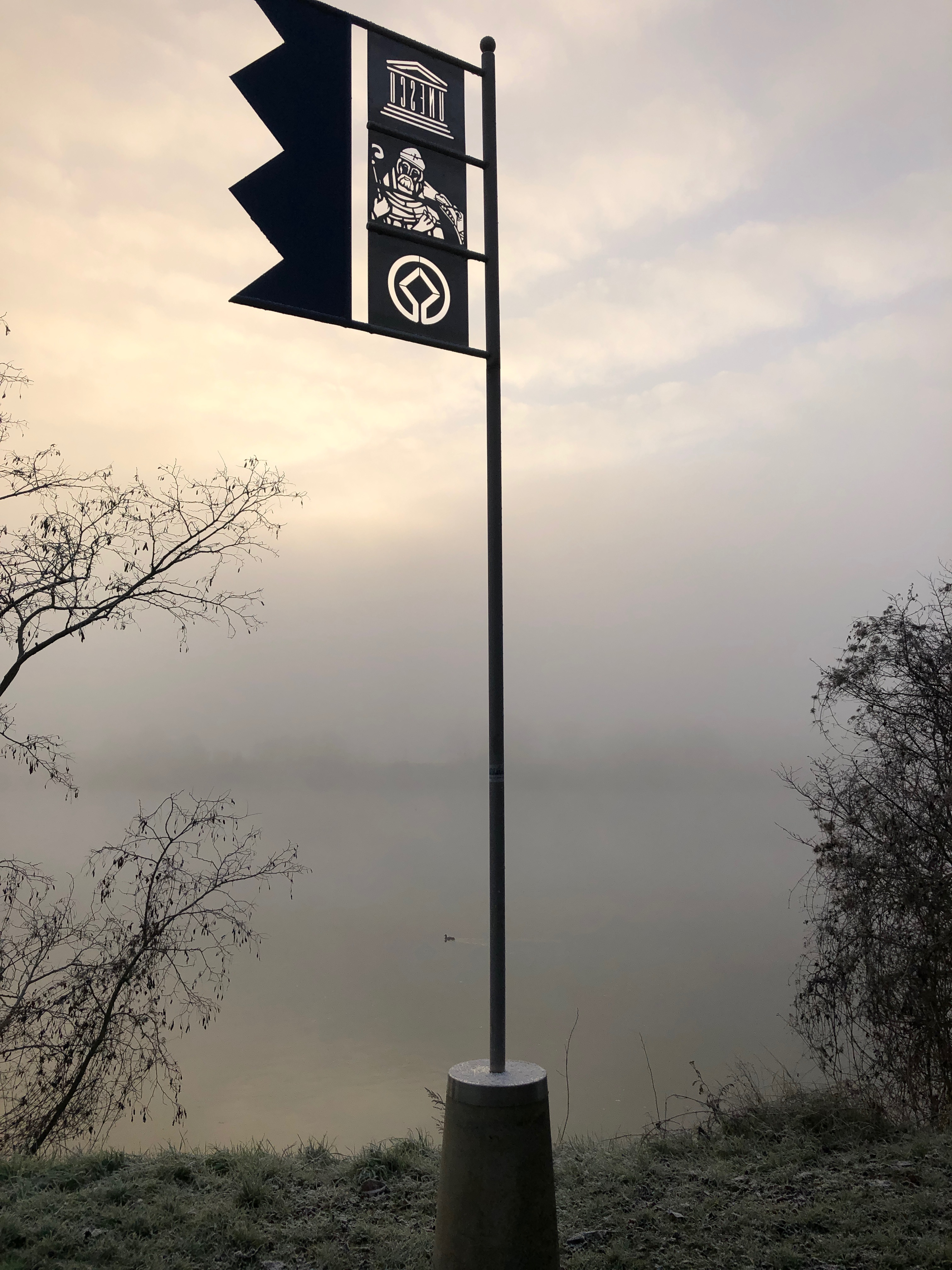
Le girouet Val de Loire – patrimoine mondial caractérise la signalétique patrimoine mondial des communes du Val de Loire inscrites[15].

### Hydrographie

#### Cours d'eau

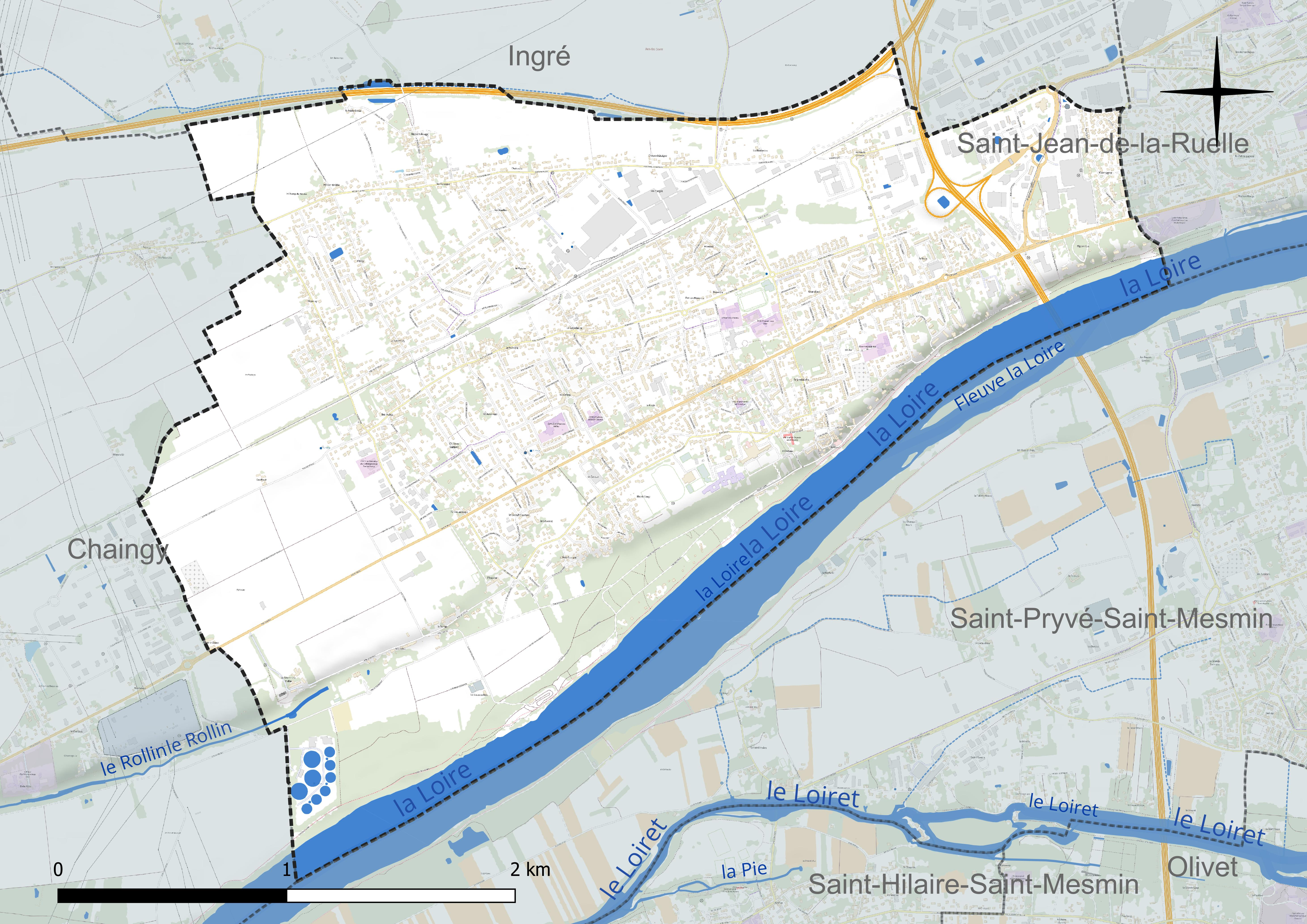
Réseau hydrographique de La Chapelle-Saint-Mesmin.

La commune est traversée par la Loire sur 3,788 km.
Le réseau hydrographique communal, d'une longueur totale de 4,17 km, comprend également un autre petit cours d'eau, le Rollin.
Le cours de la Loire s’insère dans une large vallée qu’elle a façonnée peu à peu depuis des milliers d’années. Elle traverse le sud du département du Loiret depuis Beaulieu-sur-Loire jusqu'à Beaugency, avec un cours large et lent. La Loire présente des fluctuations saisonnières de débit assez marquées. La station hydrométrique la plus proche située en amont de la commune et servant de référence en cas de crue est celle d'Orléans, au droit du pont Royal.
En bord de Loire, les sources de Bellevue, eaux provenant de résurgences de la Loire, du gouffre de l'Île Charlemagne (Saint-Jean-le-Blanc), de l'affleurement de la nappe de Beauce et de nappes souterraines situées dans le sous-sol de la forêt d'Orléans, favorisent une faune et une flore spécifiques.
Au pied du coteau coule parfois un petit ruisseau, le Rollin, qui prend sa source en contrebas du château du même nom, le château de la Source du Rollin, situé en surplomb vers le milieu du val, pour se jeter dans la Loire à l'extrémité du val de la Chapelle à Saint-Ay un peu moins de trois kilomètres plus loin.

#### Zones humides
Le registre du cadastre de 1812 mentionne plusieurs zones humides (Lieux-dits la Vallée, la Noue, le clos du four, le clos de la Source) mais on en comptait d'autres qui avaient pour noms : mare d'Orentay, mare de la Jaunisse, mare des Dangeaux, mare des Garreaux, la mare du Pigeon Vert.
Une étude de prélocalisation des zones humides a été engagée en juin 2010 sur l'ensemble du territoire du schéma d'aménagement et de gestion des eaux (SAGE) de la Nappe de Beauce. Sur le territoire de la commune, les zones humides probables sont localisées au niveau du lit majeur de la Loire et en fond de vallon du ruisseau « le Rollin »,.

### Climat
Pour des articles plus généraux, voir Climat du Centre-Val de Loire et Climat du Loiret.
En 2010, le climat de la commune est de type climat océanique dégradé des plaines du Centre et du Nord, selon une étude du CNRS s'appuyant sur une série de données couvrant la période 1971-2000. En 2020, Météo-France publie une typologie des climats de la France métropolitaine dans laquelle la commune est exposée à un climat océanique altéré et est dans la région climatique Moyenne vallée de la Loire, caractérisée par une bonne insolation (1 850 h/an) et un été peu pluvieux.
Pour la période 1971-2000, la température annuelle moyenne est de 11,2 °C, avec une amplitude thermique annuelle de 15,6 °C. Le cumul annuel moyen de précipitations est de 682 mm, avec 10,6 jours de précipitations en janvier et 7,2 jours en juillet. Pour la période 1991-2020, la température moyenne annuelle observée sur la station météorologique de Météo-France la plus proche, sur la commune de Fleury-les-Aubrais à 8 km à vol d'oiseau, est de 11,7 °C et le cumul annuel moyen de précipitations est de 728,8 mm,. Pour l'avenir, les paramètres climatiques de la commune estimés pour 2050 selon différents scénarios d'émission de gaz à effet de serre sont consultables sur un site dédié publié par Météo-France en novembre 2022.
| Mois                                  | jan.           | fév.             | mars           | avril         | mai           | juin         | jui.           | août          | sep.           | oct.            | nov.           | déc.             | année     |
| ------------------------------------- | -------------- | ---------------- | -------------- | ------------- | ------------- | ------------ | -------------- | ------------- | -------------- | --------------- | -------------- | ---------------- | --------- |
| Température minimale moyenne (°C)     | 1,4            | 0,9              | 3              | 5             | 8,7           | 11,9         | 13,8           | 13,5          | 10,2           | 7,8             | 4,2            | 1,9              | 6,9       |
| Température moyenne (°C)              | 4,3            | 4,8              | 7,9            | 10,6          | 14,3          | 17,7         | 19,9           | 19,8          | 16,1           | 12,3            | 7,6            | 4,8              | 11,7      |
| Température maximale moyenne (°C)     | 7,3            | 8,7              | 12,9           | 16,3          | 19,9          | 23,5         | 26             | 26,1          | 21,9           | 16,7            | 11             | 7,7              | 16,5      |
| Record de froid (°C) date du record   | −19 17.01.1985 | −13,8 07.02.1991 | −13,1 01.03.05 | −4,5 11.04.03 | −1 05.05.1979 | 0 05.06.1991 | 3,1 16.07.1984 | 4 26.08.1993  | 0,5 30.09.1988 | −4,6 21.10.10   | −11 23.11.1993 | −12,8 30.12.1985 | −19 1985  |
| Record de chaleur (°C) date du record | 17 30.01.02    | 22,2 27.02.19    | 24,5 16.03.12  | 29,7 30.04.05 | 32 27.05.05   | 38 29.06.19  | 41,5 25.07.19  | 40,4 10.08.03 | 35 15.09.1982  | 33,1 01.10.1985 | 24 01.11.14    | 19,4 16.12.1989  | 41,5 2019 |
| Précipitations (mm)                   | 59,4           | 55,3             | 51,5           | 52            | 74,6          | 52,9         | 58,1           | 58,4          | 56,3           | 66,8            | 68,6           | 74,9             | 728,8     |

### Milieux naturels et biodiversité
La commune est bordée par la Loire sur plus de 5 km. Le sentier de grande randonnée GR3 emprunte l’ancien chemin de halage et permet de découvrir de beaux points de vue sur Orléans et la Sologne à partir du parc municipal situé dans les bois. De nombreuses essences (perce-neige, violettes, marguerites...) et une cinquantaine de variétés d'arbres et arbustes sont répertoriées et visibles selon les saisons.
Les bords de Loire offrent à La Chapelle-Saint-Mesmin une grande diversité de paysages et de milieux naturels, dont les plus remarquables sont : la forêt alluviale, les herbiers aquatiques, les grèves et les sources. Grâce à cette diversité de milieux naturels, les bords de Loire chapellois abritent plusieurs stations de plantes rares ou protégées, telles que la gagée des prés, la tulipe sauvage, ou l’herbe Saint-Roch, ainsi que la corydale à bulbe plein.
La ville a engagé en 2008, l'opération « Objectif zéro pesticide dans nos villes et villages ». Le niveau d’utilisation des herbicides a été fortement réduit depuis plusieurs années pour l’entretien des espaces verts, des forêts, des promenades et des voiries. Le second volet, mis en place à partir du 1er janvier 2019, en prévoit l’interdiction pour un usage par les particuliers.
La commune a obtenu en 2004 le niveau « deux fleurs » au Concours des villes et villages fleuris. Elle dispose de trois parcs municipaux : Parc municipal de la place des Grèves (aire de pique-nique, jeux pour enfants et mini-golf, parc de l'Espace Béraire (1986) et Parc de la Solitude.

#### Réserve naturelle nationale de Saint-Mesmin

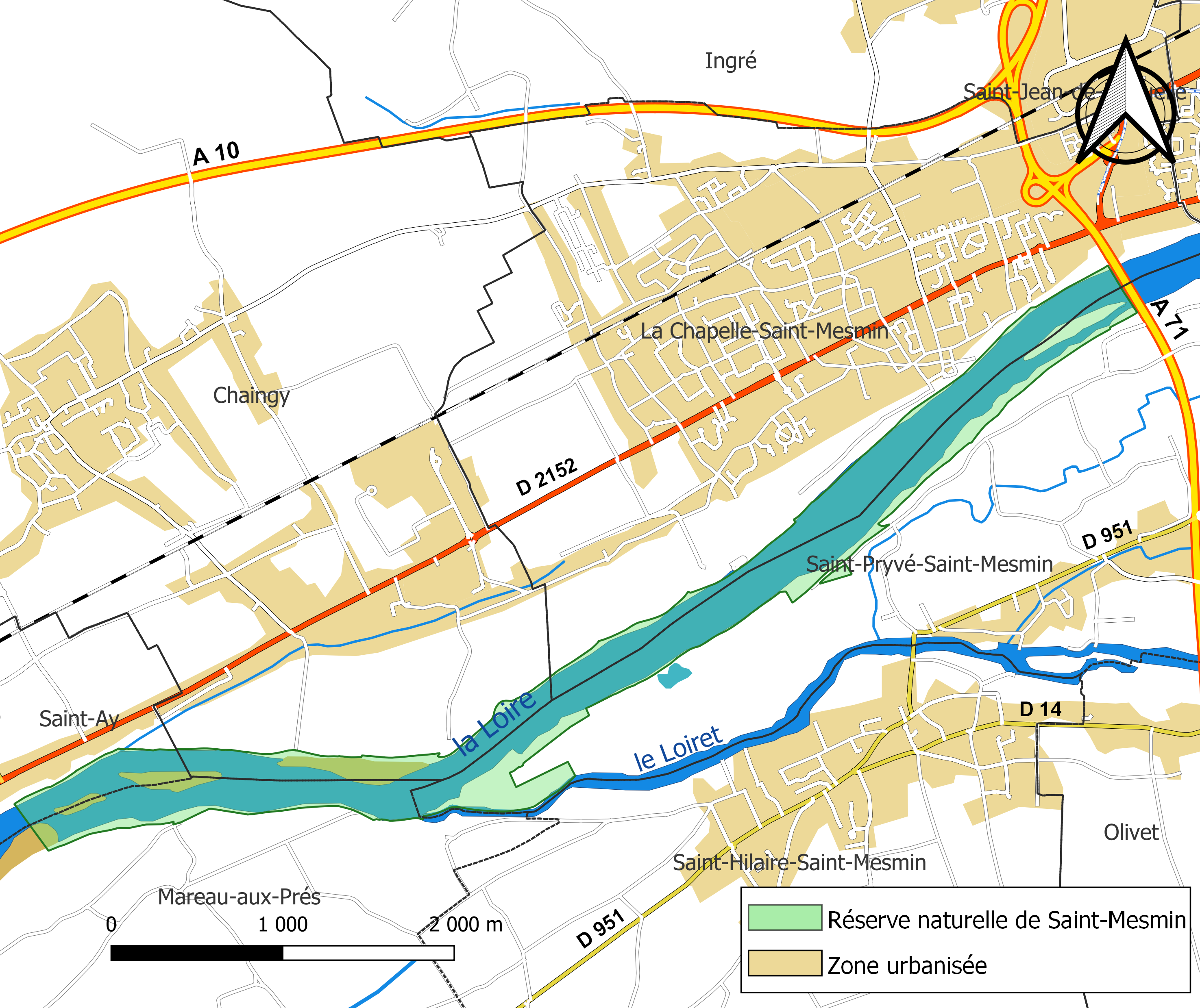
Carte du périmètre de la réserve naturelle nationale Saint-Mesmin.

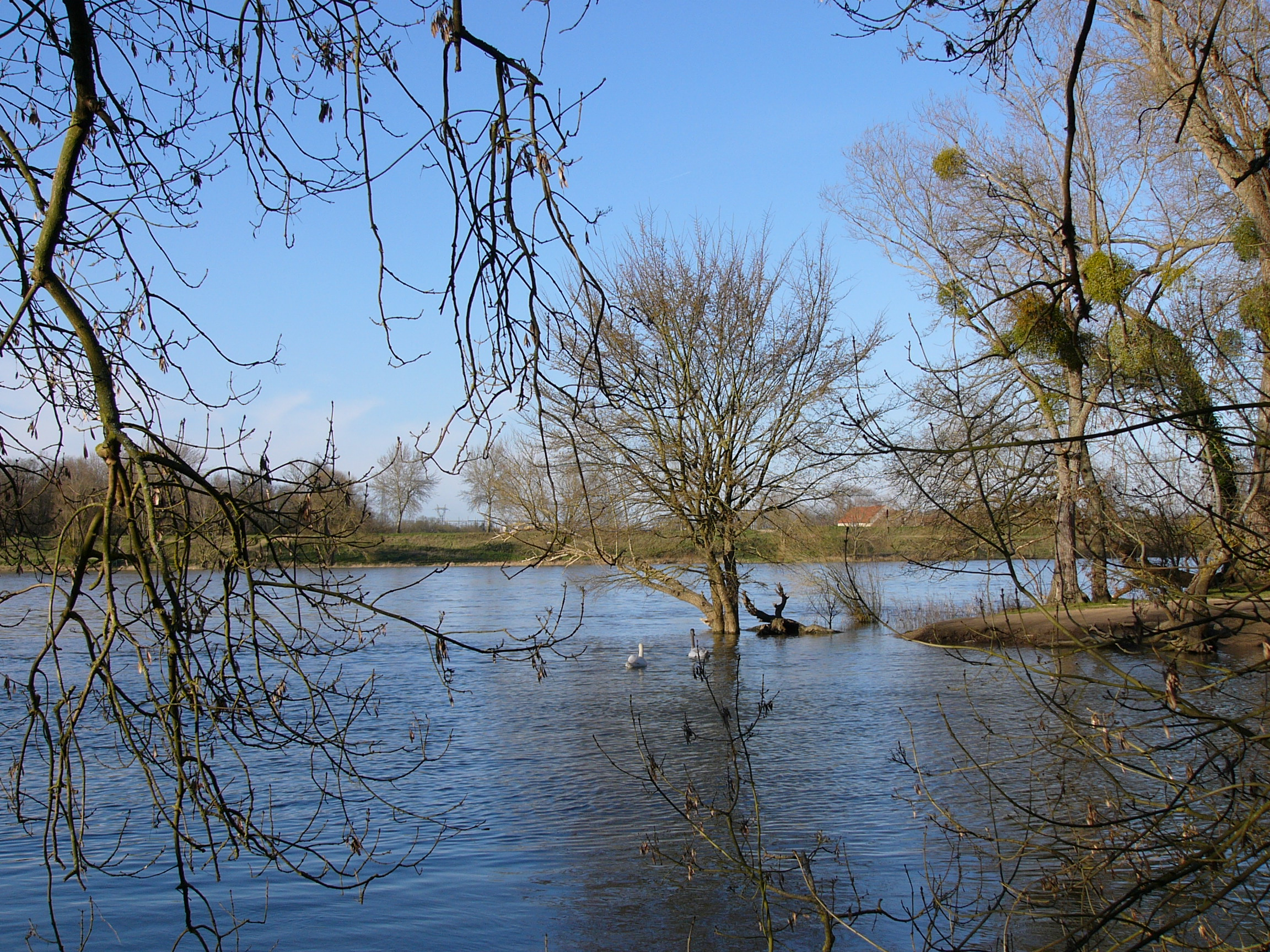
Pointe de Courpain (à Saint-Pryvé-Saint-Mesmin).

La réserve naturelle nationale de Saint-Mesmin est une aire protégée faisant partie du réseau des réserves naturelles en France et dont le statut est défini par la loi relative à la démocratie de proximité du 2 février 2002. Elle a été créée par décret du 14 décembre 2006. Elle comprend la partie de la vallée de la Loire située dans le domaine public fluvial s’étendant de Saint-Pryvé-Saint-Mesmin et Mareau-aux-Prés, en rive gauche, à La Chapelle-Saint-Mesmin, Chaingy et Saint-Ay, en rive droite ainsi que certaines parcelles cadastrées de la commune de Saint-Pryvé-Saint-Mesmin. Elle s'étend sur 263 ha, auxquels s'ajoute un périmètre de protection de 90 ha, et englobe la pointe de Courpain (boisement alluvial situé au confluent de la Loire et du Loiret) et les îles de Mareau. La zone se superpose pour partie à la zone de protection spéciale vallée de la Loire du Loiret du réseau Natura 2000 et à la zone naturelle d'intérêt écologique, faunistique et floristique de type 2 « Île de Saint-Pryvé-Saint-Mesmin et abords ». La variété des milieux a permis le développement d’une flore très riche et diversifiée, avec 558 espèces de plantes supérieures recensées dont trois protégées au niveau national (pulicaire vulgaire, gagée des prés, tulipe sauvage) et cinq au niveau régional (limoselle aquatique, pigamon jaune, corydale à bulbe plein, laîche de Loire, scille d'automne). Il également possible d'observer la céphalanthère de Damas, orchidée rare.
Le castor d’Europe a fait son apparition dans la réserve en 1983, à la suite de sa réintroduction en amont de Blois. Nocturne, il se laisse difficilement observer mais les traces de son activité sont nombreuses.

#### Sites Natura 2000
Le réseau Natura 2000 est un réseau écologique européen de sites naturels d’intérêt écologique élaboré à partir des Directives « Habitats » et « Oiseaux ». Ce réseau est constitué de Zones Spéciales de Conservation (ZSC) et de Zones de Protection Spéciale (ZPS). Dans les zones de ce réseau, les États Membres s'engagent à maintenir dans un état de conservation favorable les types d'habitats et d'espèces concernés, par le biais de mesures réglementaires, administratives ou contractuelles. L'objectif est de promouvoir une gestion adaptée des habitats tout en tenant compte des exigences économiques, sociales et culturelles, ainsi que des particularités régionales et locales de chaque État Membre. Les activités humaines ne sont pas interdites, dès lors que celles-ci ne remettent pas en cause significativement l’état de conservation favorable des habitats et des espèces concernés. Les sites Natura 2000 présents sur le territoire communal de La Chapelle-Saint-Mesmin sont au nombre de deux :
- la Vallée de la Loire de Tavers à Belleville-sur-Loire, un site d'importance communautaire (SIC) (Directive « Habitats ») créé le 13 avril 2007, de 7 120 ha superficie. Le site concerne 51 communes. La délimitation de ce site Natura 2000 est très proche de celle correspondant à la Directive Oiseaux. L'intérêt majeur du site repose sur les milieux ligériens liés à la dynamique du fleuve, qui hébergent de nombreuses espèces citées en annexe II de la directive Habitats[INPN 3],[INPN 4]. Il est situé dans la frange sud de la commune[36]. Les bords de Loire de La Chapelle abritent notamment deux espèces protégées : la couleuvre vipérine et l’alyte, surnommé le crapaud accoucheur[M 2] ;
- la Vallée de la Loire du Loiret, une Zone de protection spéciale (ZPS) (Directive « Oiseaux ») créée le 4 mai 2007, de 7 684 ha de superficie. Le site concerne la vallée de la Loire dans le Loiret. Cette ZPS se poursuit en amont et en aval sur les départements voisins. L'intérêt majeur du site repose sur les milieux et les espèces ligériens liés à la dynamique du fleuve. Ces milieux hébergent de nombreuses espèces citées en annexe I de la directive Oiseaux. Le site est caractérisé par la présence de colonies nicheuses de sternes naines et pierregarin et de mouette mélanocéphale. Des sites de pêche du Balbuzard pêcheur sont également présents. Le site est également lieu de reproduction du bihoreau gris, de l'aigrette garzette, de la bondrée apivore, du milan noir, de l'œdicnème criard, du martin-pêcheur, du pic noir, de la pie-grièche écorcheur[INPN 5],[INPN 6]. Il est situé dans la frange sud de la commune[36].

Au fil des saisons, on peut aussi apercevoir cygnes, hérons, foulques, balbuzards et entendre les chants des rossignols, hirondelles et fauvettes.
Depuis le début des années 1970, on y observe une augmentation massive de la reproduction du grand cormoran (Phalacrocorax carbo sinensis), espèce protégée, à tel point, qu'un projet d'arrêté préfectoral relatif à la régulation du grand cormoran pour la période 2019-2022 dans le département du Loiret est envisagé contre les dégâts aux piscicultures extensives en étangs et aux peuplements piscicoles sur les eaux. En 2014, l'association Loiret Nature Environnement a dénombré une centaine de cormorans perchés sur l'unique saule de l'île de Saint-Pryvé-Saint-Mesmin qu'on dénomme pour cette raison l'arbre aux cormorans.

Sélection de représentants de l'avifaune de la zone Natura 2000 « Vallée de la Loire du Loiret ».
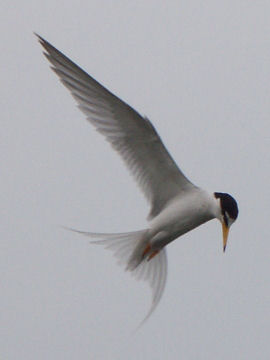
Sterne naine.
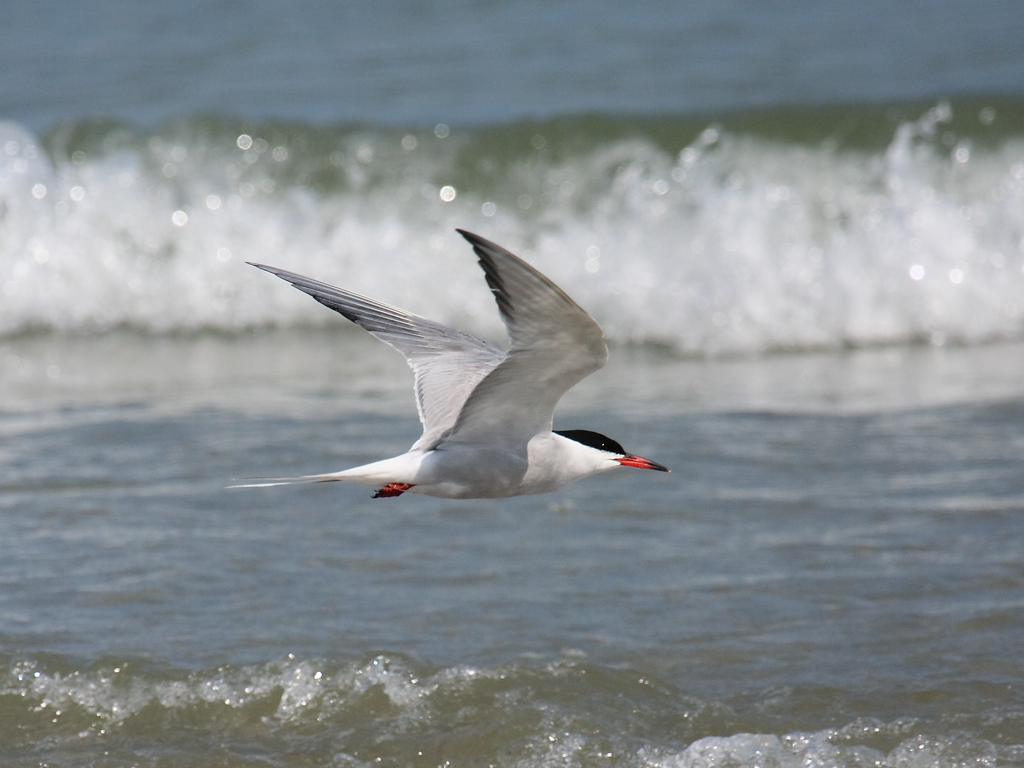
Sterne pierregarin.
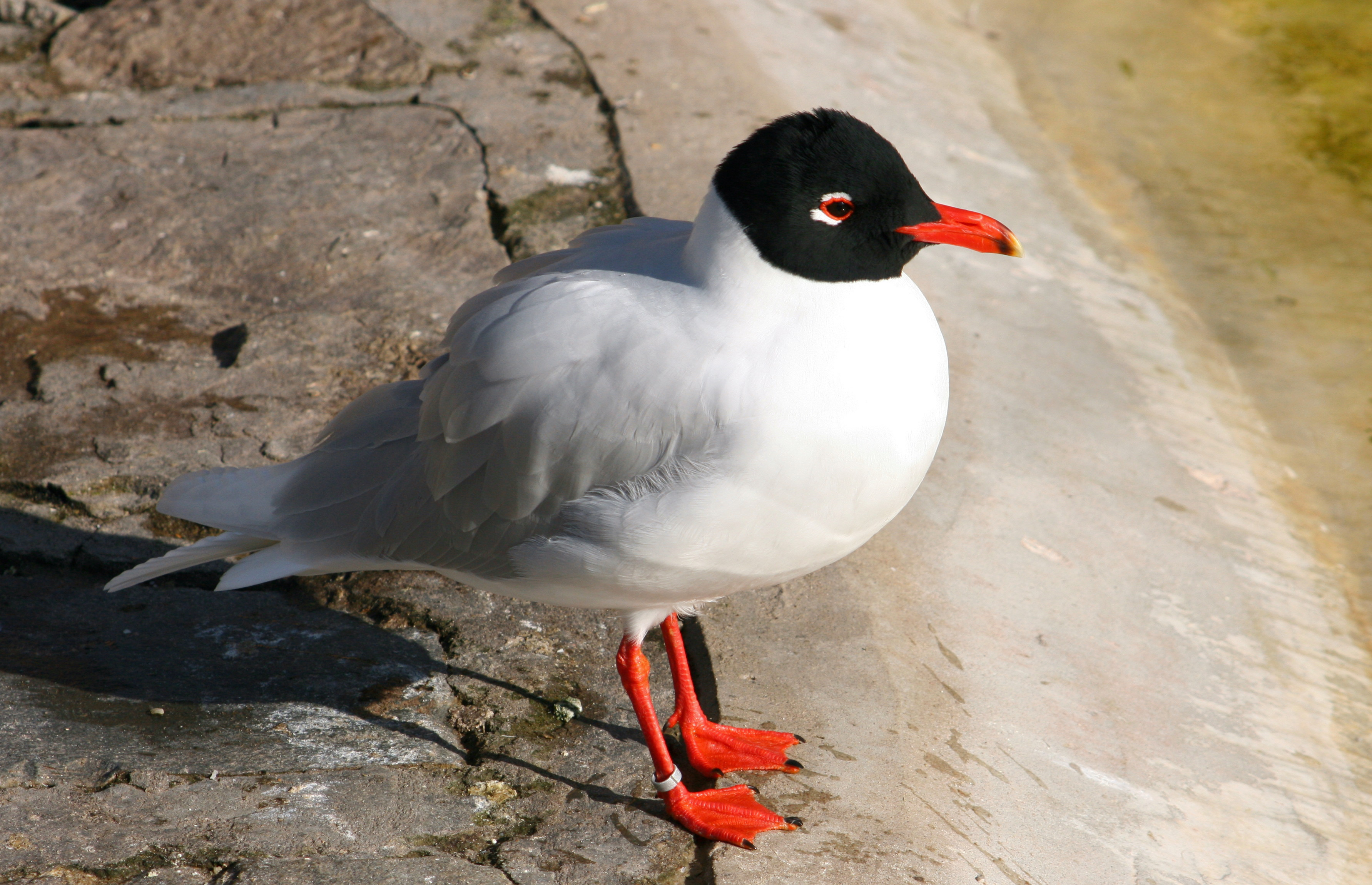
Mouette mélanocéphale.
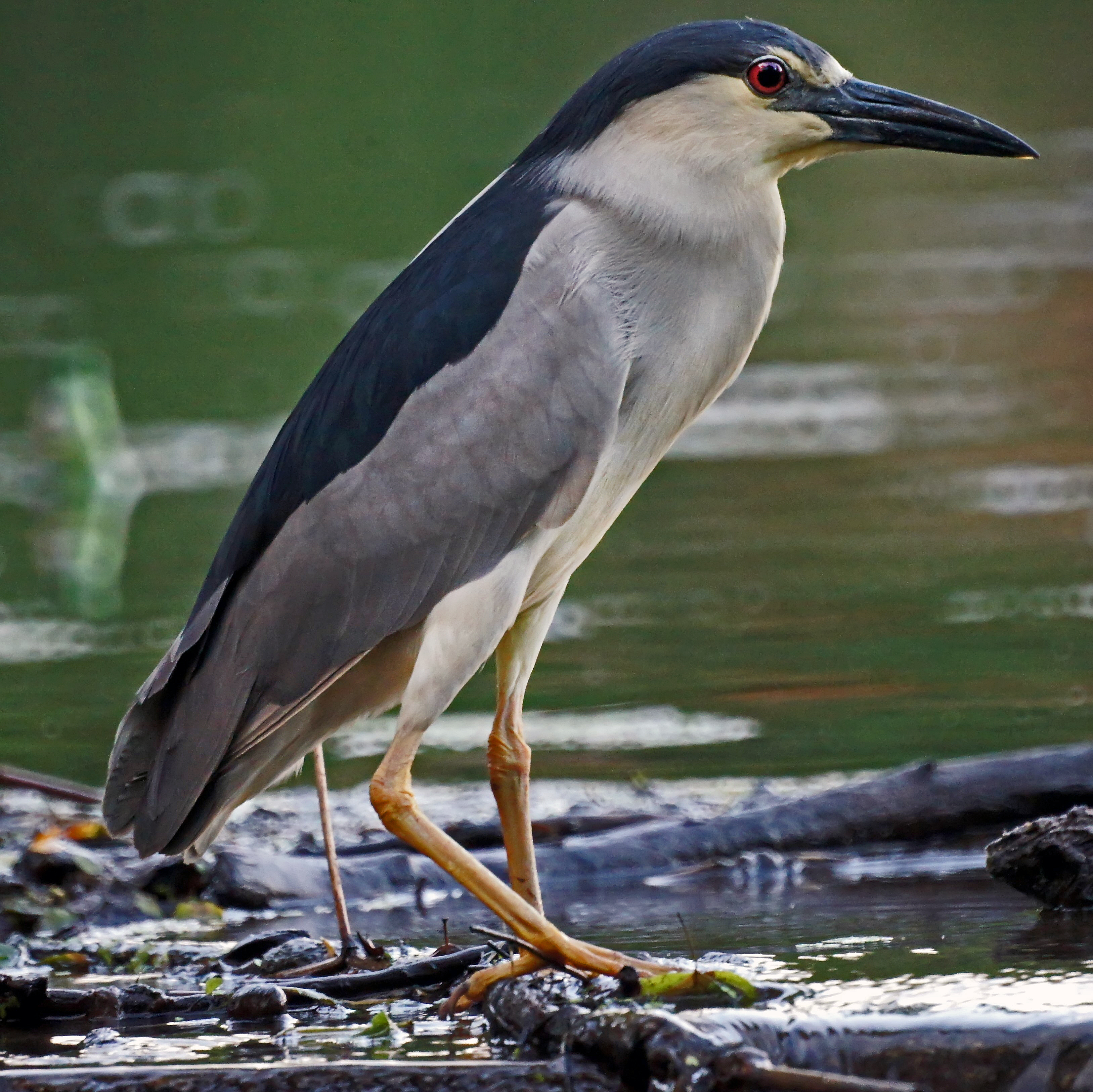
Bihoreau gris.
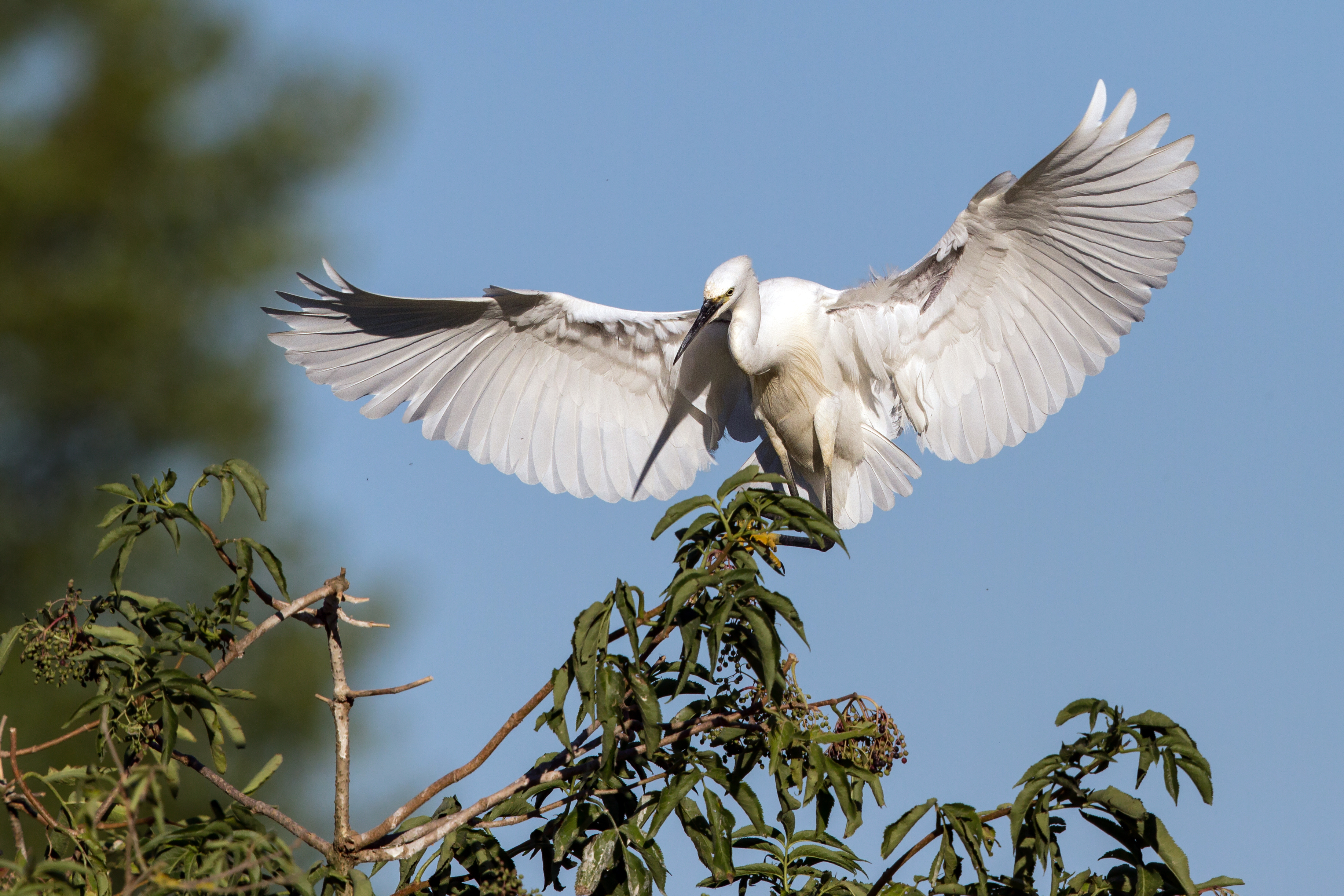
Aigrette garzette.
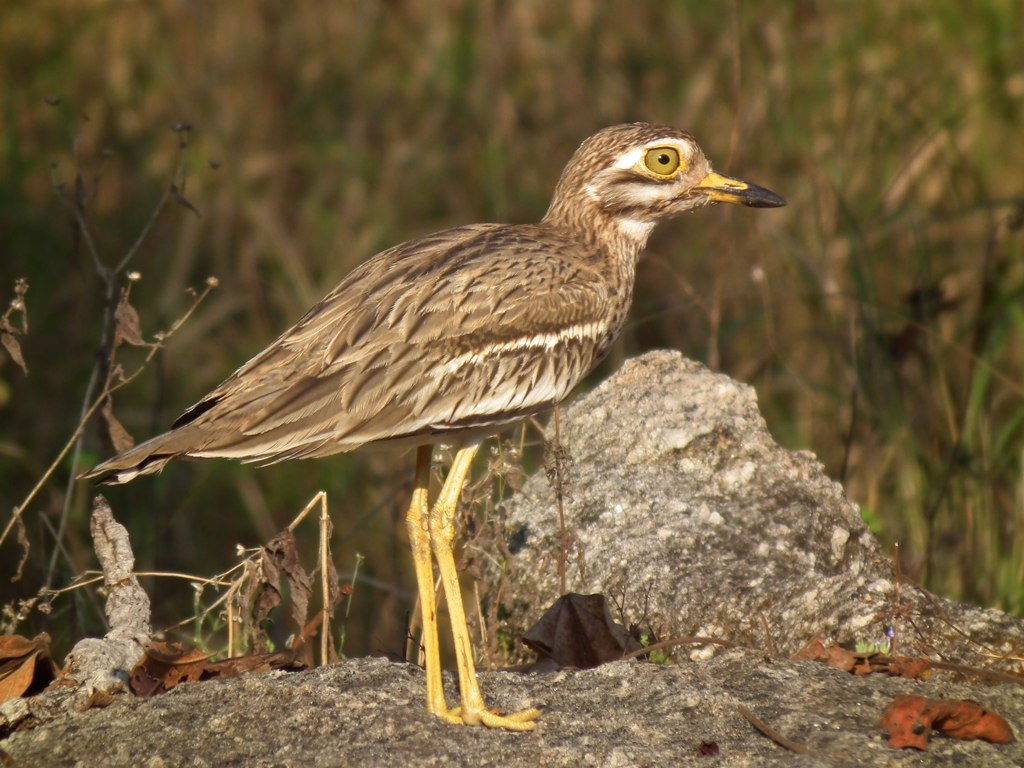
Œdicnème criard.

#### Zones nationales d'intérêt écologique, faunistique et floristique

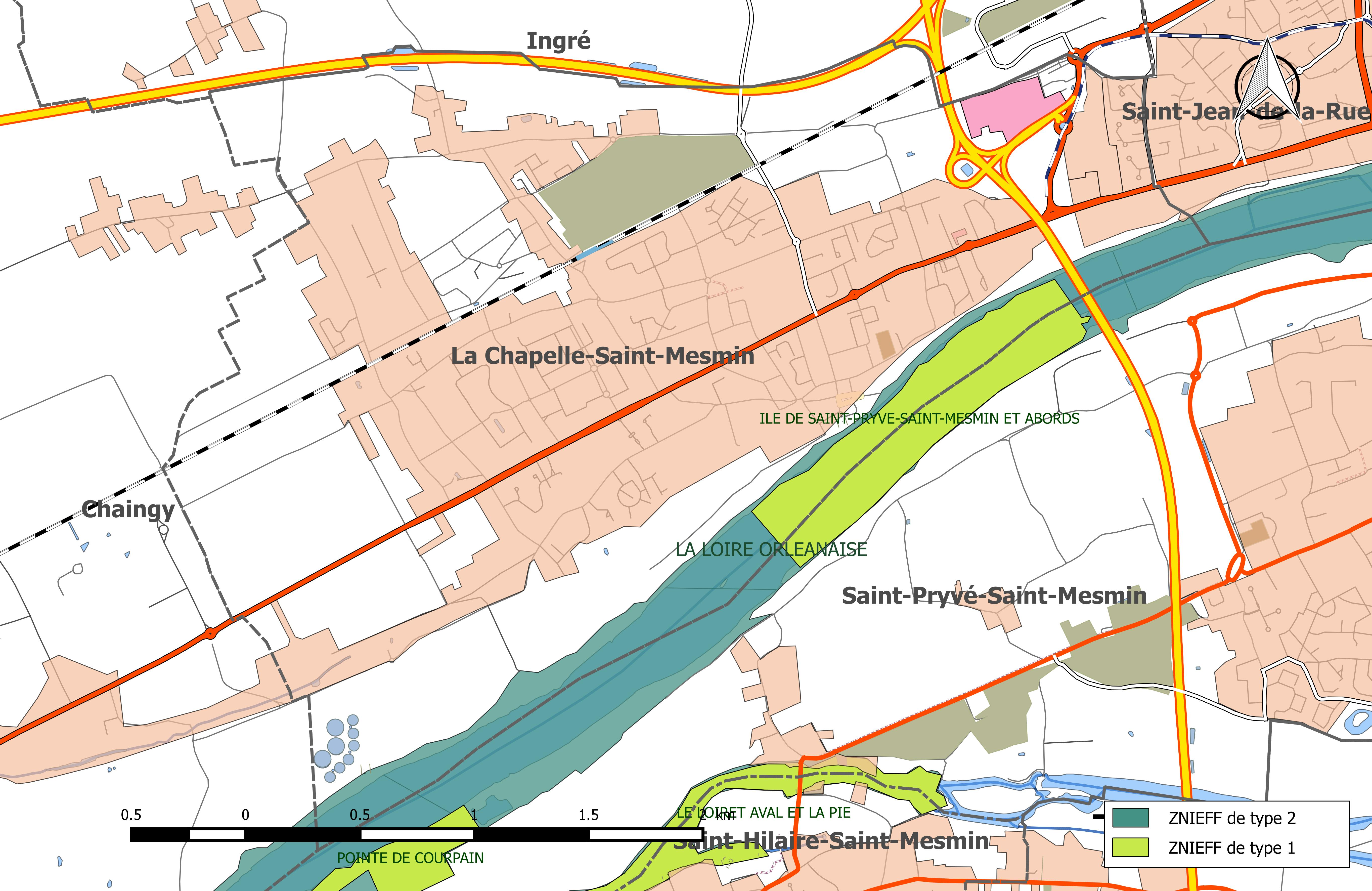
Carte des ZNIEFF de la commune et de ses abords.

L’inventaire des zones naturelles d'intérêt écologique, faunistique et floristique (ZNIEFF) a pour objectif de réaliser une couverture des zones les plus intéressantes sur le plan écologique, essentiellement dans la perspective d’améliorer la connaissance du patrimoine naturel national et de fournir aux différents décideurs un outil d’aide à la prise en compte de l’environnement dans l’aménagement du territoire. Le territoire communal de La Chapelle-Saint-Mesmin comprend deux ZNIEFF.
L'île de Saint-Pryvé-Saint-Mesmin et abords est une ZNIEFF de type 1, d'une superficie de 50 hectares, s'étendant sur les territoires de deux communes : La Chapelle-Saint-Mesmin et Saint-Pryvé-Saint-Mesmin. Son altitude est de 95 m. Cette portion de la Loire est constituée d'une mosaïque d'habitats typiques du lit mineur comprenant des eaux courantes calmes, des milieux pionniers des grèves de vase et/ou de sable, des milieux herbacés, des friches, des boisements pionniers de saules arbustifs, des boisements plus évolués de la saulaie-peupleraie.
La Loire orléanaise est une ZNIEFF de type 2, d'une superficie de 5 458 hectares. Elle s'étend sur 37 communes et se superpose pour la commune à la zone Natura 2000 de nom similaire. Elle correspond à la boucle septentrionale du fleuve. Son altitude varie entre 80  et   135 mètres. Elle se caractérise par un lit mineur largement occupé par des îles et grèves sableuses. Ces milieux soumis au marnage annuel recèlent de multiples habitats plus ou moins temporaires. C'est pratiquement la seule section qui présente des méandres. On observe, sur les basses terrasses, quelques formations sablo-calcaires.

#### Jardins familiaux

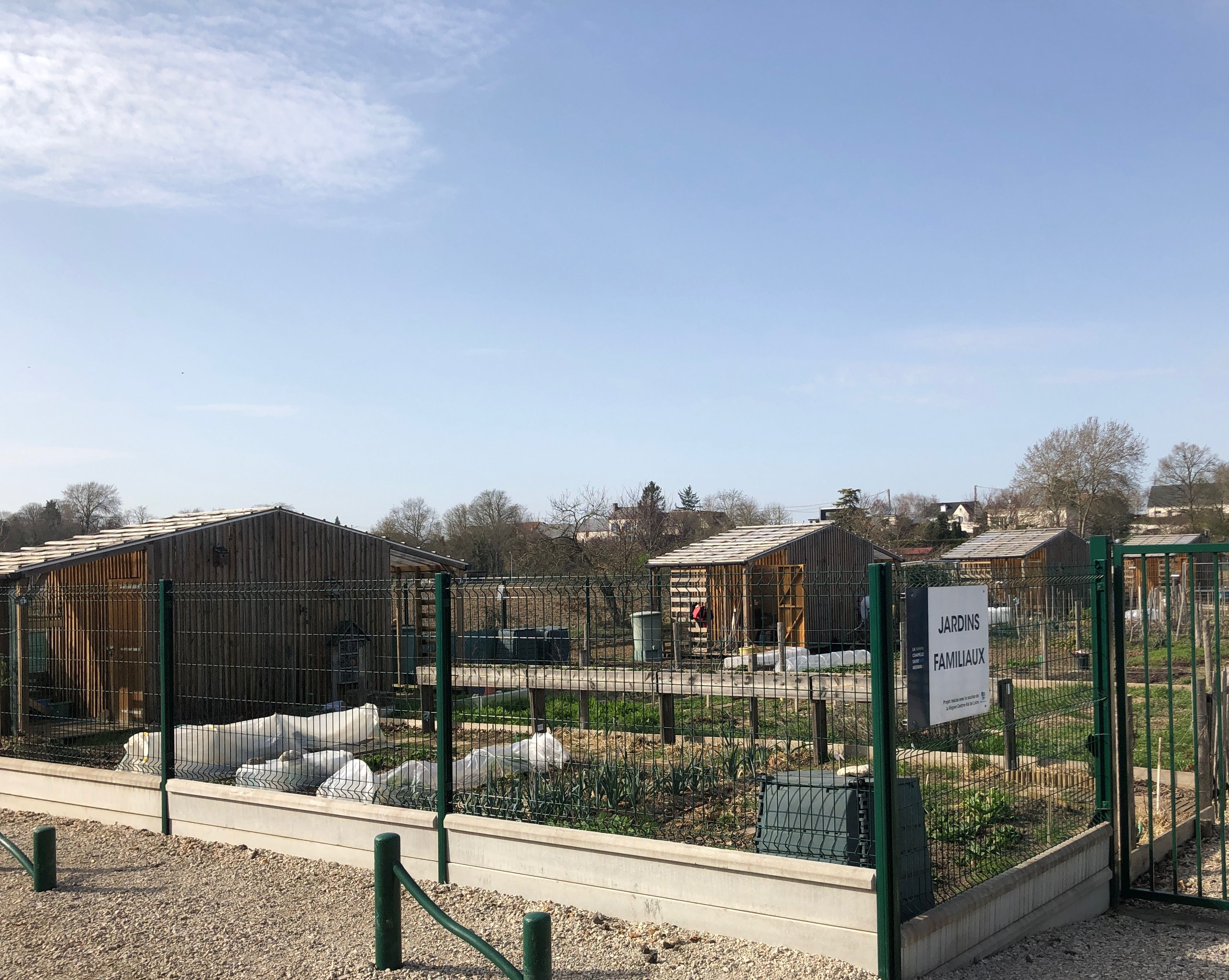
Enclos municipal des jardins familiaux.

Depuis les années 2010, la commune propose la mise à disposition de douze parcelles de 100 m2 chacune de jardins familiaux pour les habitants. Par le passé et jusqu'en 1974, un terrain privé (à l'emplacement actuel du concessionnaire automobile situé près de l'autoroute) était mis à disposition de l'association des jardins ouvriers et familiaux.

#### Rucher pédagogique
Un rucher pédagogique, composé de quatre essaims, a été mis en place en 2016 par la mairie, avec l'aide d'une dizaine d'apiculteurs amateurs locaux, afin d’agir en faveur de la sauvegarde des abeilles et de contribuer à préserver la biodiversité. Les quatre essaims composés chacun d'environ 50 000 abeilles (dont des abeilles noires, espèce locale), peuvent produire annuellement jusqu'à 80 kg de miel. Une sensibilisation est proposée aux enfants des écoles de la commune chaque année au cours des mois de mai et juin. Un pot de miel produit, le miel du dragon, est remis à chaque visiteur.

## Urbanisme

### Typologie
Au 1er janvier 2024, La Chapelle-Saint-Mesmin est catégorisée grand centre urbain, selon la nouvelle grille communale de densité à sept niveaux définie par l'Insee en 2022.
Elle appartient à l'unité urbaine d'Orléans, une agglomération intra-départementale regroupant 19  communes, dont elle est une commune de la banlieue,,. Par ailleurs la commune fait partie de l'aire d'attraction d'Orléans, dont elle est une commune du pôle principal,. Cette aire, qui regroupe 136 communes, est catégorisée dans les aires de 200 000 à moins de 700 000 habitants,.

### Occupation des sols
L'occupation des sols de la commune, telle qu'elle ressort de la base de données européenne d’occupation biophysique des sols Corine Land Cover (CLC), est marquée par l'importance des territoires artificialisés (56,1 % en 2018), en augmentation par rapport à 1990 (45,9 %). La répartition détaillée en 2018 est la suivante :
zones urbanisées (43,8 %), terres arables (29,2 %), zones industrielles ou commerciales et réseaux de communication (12,4 %), forêts (9,5 %), eaux continentales (5,1 %).
L’évolution de l’occupation des sols de la commune et de ses infrastructures peut être observée sur les différentes représentations cartographiques du territoire : la carte de Cassini (XVIIIe siècle), la carte d'état-major (1820-1866) et les cartes ou photos aériennes de l'IGN pour la période actuelle (1950 à aujourd'hui).

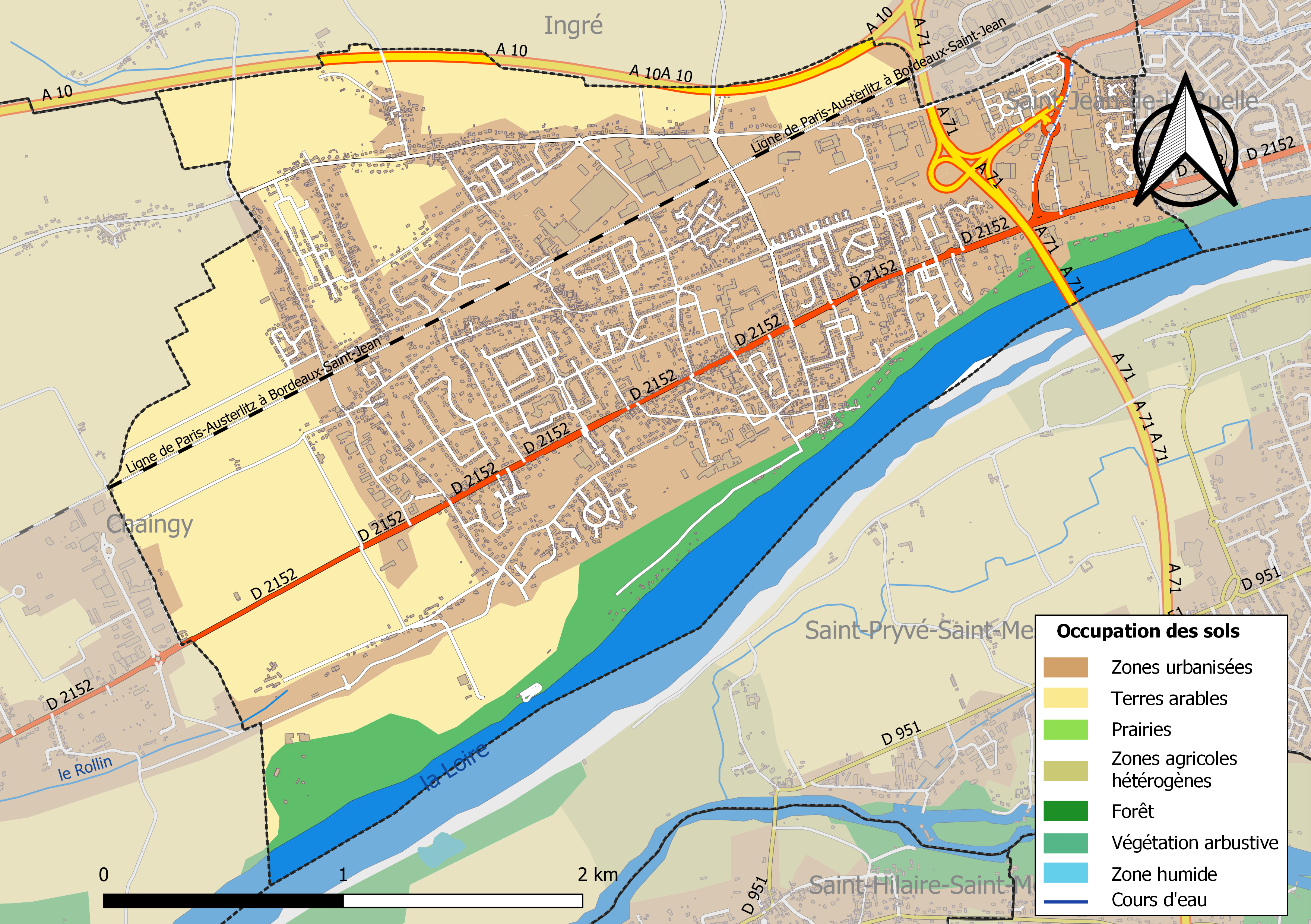
Carte des infrastructures et de l'occupation des sols de la commune en 2018 (CLC).
Carte orthophotographique de la commune en 2016.

### Planification

Carte du zonage du plan local d'urbanisme de la commune (2019).

La loi SRU du 13 décembre 2000 a incité les communes à se regrouper au sein d’un établissement public, pour déterminer les partis d’aménagement de l’espace au sein d’un Schéma de cohérence territoriale (SCoT), un document d’orientation stratégique des politiques publiques à une grande échelle et à un horizon de 20 ans et s'imposant aux documents d'urbanisme locaux, les PLU (Plan local d'urbanisme). La commune est dans le territoire du SCOT Orléans-Métropole, approuvé le 28 mai 2019.
La commune disposait en 2019 d'un plan local d'urbanisme approuvé. Le zonage réglementaire et le règlement associé peuvent être consultés sur le géoportail de l'urbanisme. Les zones AU sont les zones à urbaniser, les A correspondent à des zones agricoles et les N à des zones naturelles.

### Morphologie urbaine
L’urbanisation de la commune s’est développée grâce à plusieurs facteurs :
- un territoire fertile constitué de vignes, sans contraintes particulières de relief et à l’abri des caprices du fleuve ;
- la commune se situe dans un couloir de communication : les voies antiques vers Tours et Le Mans, la Loire navigable (en lien avec Nantes) ;
- la proximité géographique (essor économique) et le lien historique (St-Mesmin) avec l’abbaye de Micy.

Vers 1905, la commune n’est constituée que d’une mosaïque de hameaux. Dans les années 1950, la tâche urbaine se développe par extension de ces hameaux et des espaces entourant l’usine de verrerie et Michelin. Le centre-bourg apparaît. Dans les années 1980, la morphologie urbaine de la commune se transforme avec la mise en service des autoroutes A10 en 1974 et A71 en 1980. L’urbanisation s’étend alors de manière simultanée sur la quasi-totalité du territoire communal, même si l’extrême ouest reste à dominante rurale. Dans les années 2000, l’urbanisation se densifie par comblement des dents creuses.

### Voies de communication et transports

#### Voies routières

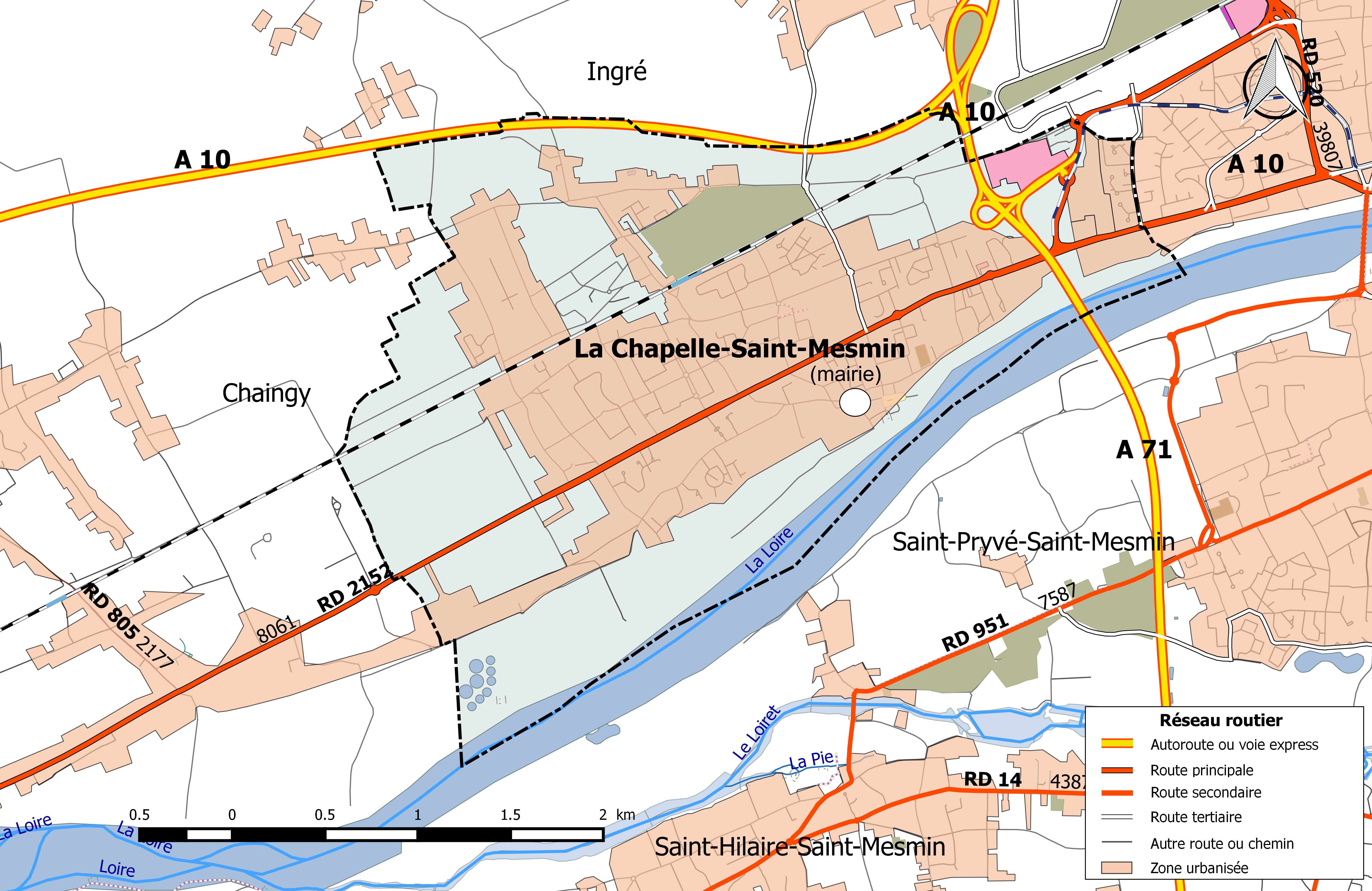
Réseau routier principal de la commune de La Chapelle-Saint-Mesmin (avec indication du trafic routier 2014).

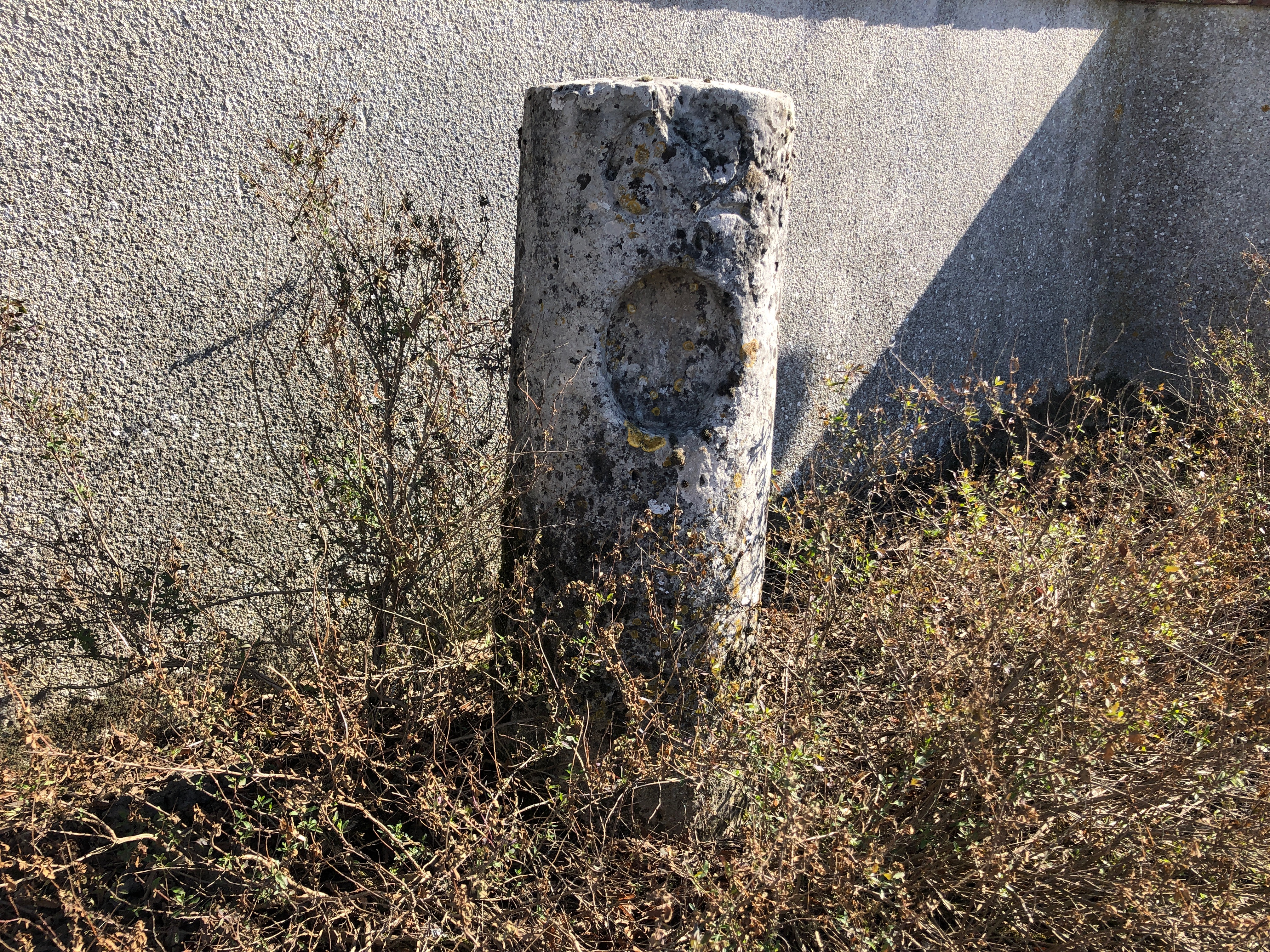
Borne royale no 62.

La commune est traversée par trois voies routières d’importance supra communale orientées sud-ouest nord-est : les autoroutes A10 et A71 ainsi que la RD2152.
L'autoroute A10, qui relie Paris à Bordeaux et dont la section Orléans – Parçay-Meslay  a été mise en service en 1974, longe la commune sur son flanc nord et supportait, sur cette section, un trafic moyen journalier annuel de 42 880 véhicules/jour en 2018 (40 186 véhicules/jour en 2014).
L’autoroute A71, qui relie Orléans à Clermont-Ferrand et dont la section Orléans (A10) – Olivet (sortie 2) a été mise en service en 1980, supporte un trafic similaire (41 115 véhicules/jour en 2018, 38 993 véhicules/jour en 2014). La sortie de cette autoroute, dénommée « Orléans-Centre » est située sur la partie est de la commune et permet l'accès vers le centre-ville d'Orléans à partir des deux autoroutes.
La RD 2152 est une voie historique. Il s'agit de l’ancienne RN 152 déclassée en 2006 dont la dénomination et le tracé ont évolué avec le temps. Créée en 1824 et reliant Briare à Angers, elle succède alors à la route impériale 172. Elle est numérotée 152 en 1933, puis déclassée en 2006. Elle supporte un trafic de 8 061 véhicules/jour en 2014. Sur le tracé, trois exemplaires de bornes royales (ou bornes à fleur de lys) installées tous les 2 km environ au XVIIIe siècle, sont placées sur le trottoir de gauche en provenance d'Orléans.
Diverses voies secondaires et parallèles à la RD 2152 et l'A10 sont également présentes : les axes Croquechataigne – Autruche -Chaingy et 3 fossés – Beauvois – Cahotus – Perrière - Muids. Perpendiculairement, trois axes nord-sud principaux peuvent être définis : la rue d'Ingré et les axes Gabellière – Placeau – Bruelles – Maison Rouge ainsi que Eiffel – Orentay - Azone.

#### Transports collectifs
La commune est bien desservie par le réseau de tram-bus mis en œuvre par Orléans Métropole et dispose également d'une desserte ferroviaire.
La ligne B du tramway d'Orléans, mise en service en 2012, termine son parcours sur le territoire de la commune. Le terminus ouest nommé Georges-Pompidou est la seule station présente sur la commune. Elle est située sur l'avenue du même nom, à la limite avec les villes d'Ingré et Saint-Jean-de-la-Ruelle. Le trajet reliant la commune au centre-ville d'Orléans s'effectue en 14 minutes environ.
La Chapelle-Saint-Mesmin est desservie par cinq lignes de bus des transports de l'agglomération orléanaise (TAO) : 2, 4, 51, 52 et resa’nord. Les deux premières lignes de bus de la TAO (ex-SEMTAO) desservant la commune, ont été mises en service en 1979.
La commune est également desservie depuis 2017 par Rémi (ligne no 9), le réseau de la région Centre-Val de Loire (Orléans - Beaugency AR) et compte deux arrêts.
La ligne de chemin de fer Paris-Austerlitz à Bordeaux-Saint-Jean, qui traverse de part en part le territoire de la commune, suivant plus ou moins parallèlement le tracé de l'autoroute A10 à une distance d'environ un kilomètre plus au nord, et qui constitue une frontière naturelle avec la commune voisine d'Ingré, est toujours considérée aujourd'hui comme une véritable coupure avec le centre bourg pour les habitants des quartiers situés entre ces deux réseaux (Les Forges, l'Autruche, Pailly, les Chesnats, Orentay et Maison Rouge). La gare (de 4e classe), d'une longueur de 240 mètres est située à l'est du chemin de la Gabellière.
Certains trains de la ligne TER Centre-Val de Loire no 3 (Tours, Blois-Chambord, Orléans) s'arrêtent en gare de La Chapelle-Saint-Mesmin.
La ville est desservie en semaine par plusieurs TER en direction d'Orléans et de Blois. Le trajet La Chapelle/Orléans centre-ville s'effectue en huit minutes.
- Traversée de la Chapelle via la D 2152.

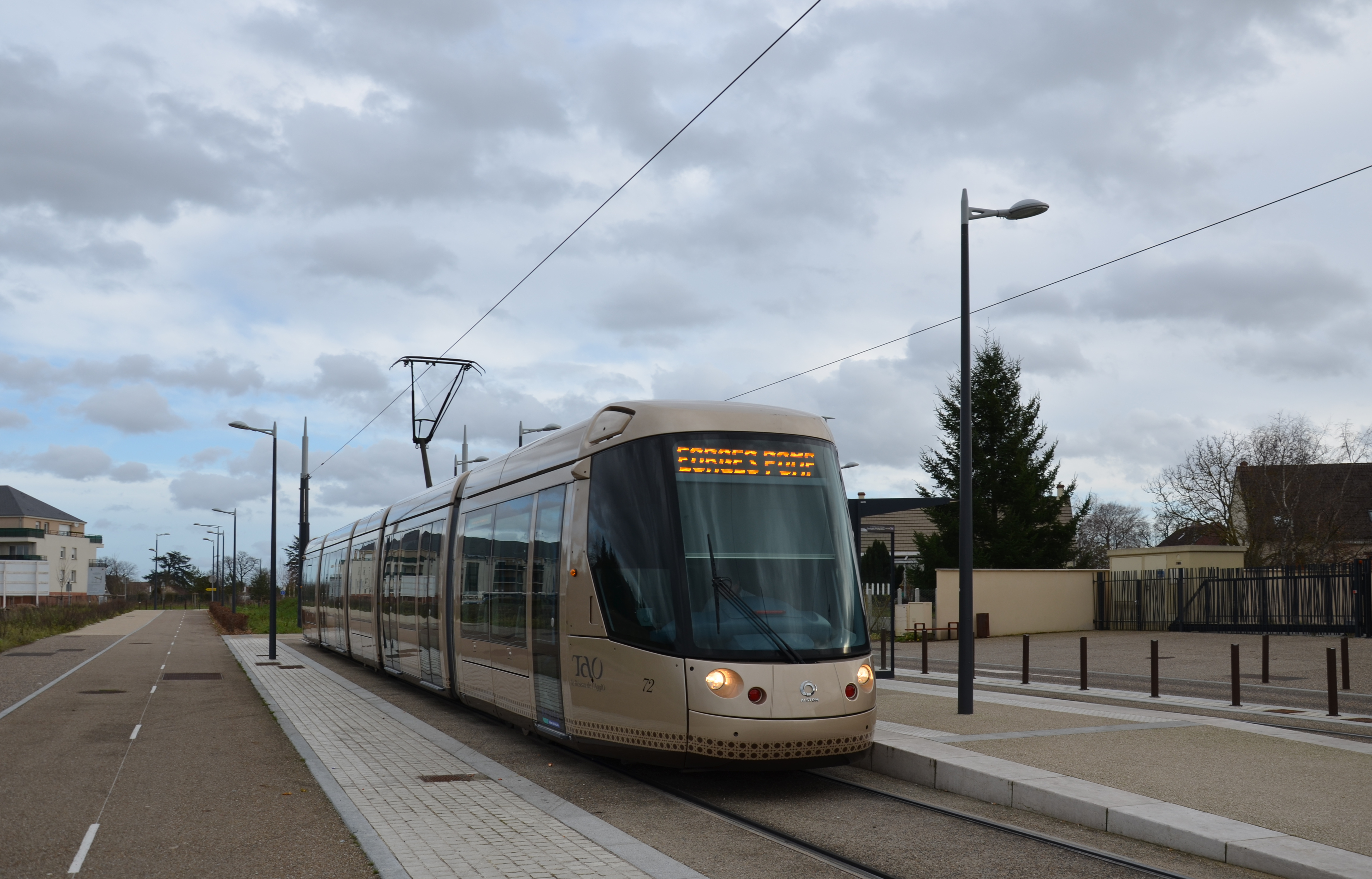
La ville est desservie par la ligne B du tramway.
L'ancienne gare ferroviaire de La Chapelle-Saint-Mesmin.

#### Transports en mode doux et sentiers de grande randonnée

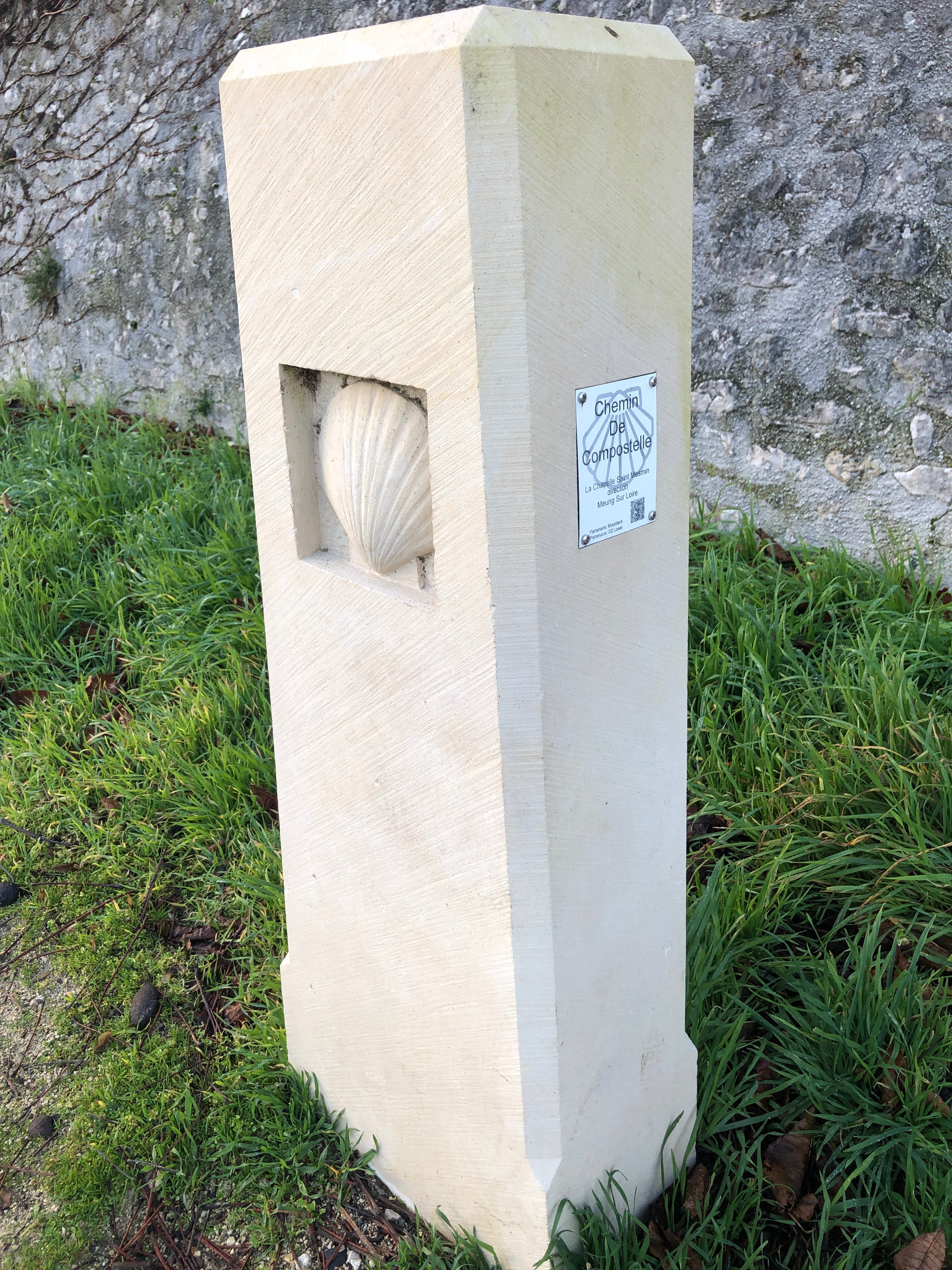
Stèle du chemin de Compostelle.

Un important réseau cyclable maille la commune.
La commune est traversée par le GR3 (sentier de grande randonnée 3, autrefois dénommé Sentier de Loire) et par l'un des quatre chemins de Compostelle : la Via Turonensis venant de Paris. En octobre 2017, La Chapelle-Saint-Mesmin était la première commune du Loiret à ériger une stèle commémorative, en collaboration avec l'association « Compostelle 45 » qui est à l'origine du projet. L'installation de celle-ci a pour but de mieux faire connaitre la Via Turonensis auprès des pèlerins et randonneurs mais aussi pour contribuer à développer le tourisme. Celle-ci a été réalisée par les élèves et leur professeur de l'atelier sculpture du lycée Henri Gaudier-Brzeska de Saint-Jean-de-Braye. Elle est installée au pied de l'église Saint-Mesmin sur l'ancien chemin de halage de la rive droite de la Loire.

#### Bornes de Loire

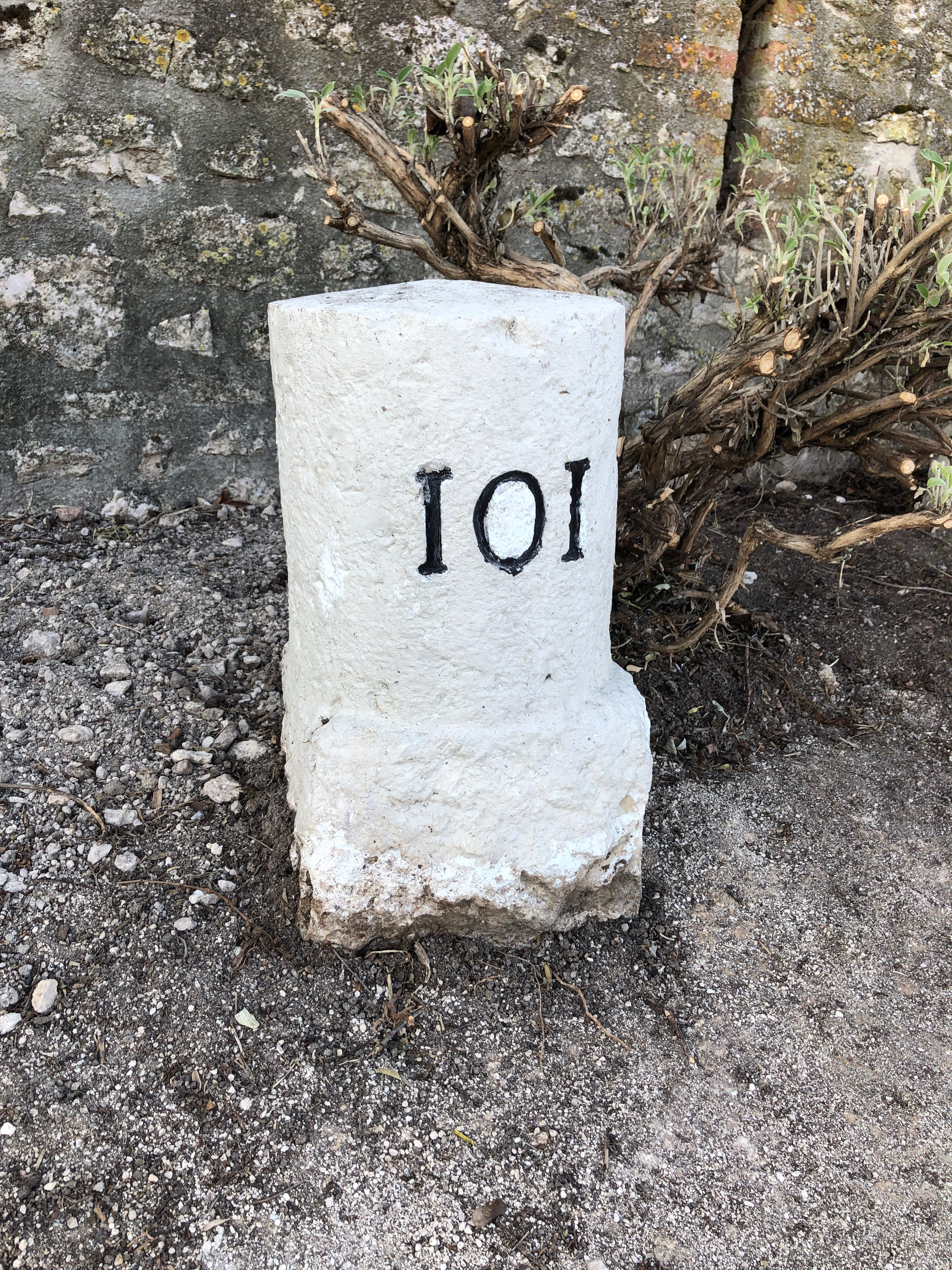
Borne de Loire kilomètre 101, au pied de l'église.

Des bornes géographiques de deux types (forme cylindrique ou carrée) ont été installées au milieu du XIXe siècle par les services des ponts et chaussées tout le long des berges de la Loire.
Les bornes de pierre de forme cylindrique servent à indiquer la distance en kilomètres parcourue par la Loire de l’est vers l’ouest du département. À la Chapelle, on en compte cinq placées à égale distance tous les kilomètres à proximité du chemin de halage entre les limites est et ouest de la commune.
Les bornes de pierre carrées sont des bornes-repères de nivellement situées aussi bien sur la rive gauche que sur la rive droite de la Loire. Elles sont gravées d’un numéro suivi d’une lettre. Le « M » signifie montant (amont), le « D » descendant (aval). La numérotation part du Méridien de Paris. La borne 0 se trouve sur la levée de Loire entre Saint-Père-sur-Loire et Saint-Benoît-sur-Loire ainsi que sur la rive gauche. Implantées sur des points hauts comme les levées, elles sont espacées d’un kilomètre réel environ. Au pied de l'église, la borne 54D est parfaitement identifiable.

### Logement et habitat

#### Logement
En 2020, le nombre total de logements dans la commune était de 4 609, alors qu'il était de 4 407 en 2015 et de 4 091 en 2010. Parmi ces logements, 90,7 % étaient des résidences principales, 0,9 % des résidences secondaires et 8,3 % des logements vacants. Ces logements étaient pour 70,2 % d'entre eux des maisons individuelles et pour 29,6 % des appartements. Le tableau ci-dessous présente la typologie des logements à la La Chapelle-Saint-Mesmin en 2020 en comparaison avec celle du Loiret et de la France entière. Une caractéristique marquante du parc de logements est ainsi la faible proportion des résidences secondaires et logements occasionnels (0,9 %) par rapport au département (4,7 %) et à la France entière (9,7 %).
| Typologie                                               | La Chapelle-Saint-Mesmin | Loiret | France entière |
| ------------------------------------------------------- | ------------------------ | ------ | -------------- |
| Résidences principales (en %)                           | 90,7                     | 86,2   | 82,1           |
| Résidences secondaires et logements occasionnels (en %) | 0,9                      | 4,7    | 9,7            |
| Logements vacants (en %)                                | 8,3                      | 9,1    | 8,2            |

##### Programme local de l'habitat(PLH)
Le PLH 4 (2023-2028), élaboré en 2022 par Orléans Métropole en concertation avec les communes membres, a défini les objectifs et le programme d'actions pour les sept prochaines années, notamment à La Chapelle Saint-Mesmin :
- Parc privé:
  - Accompagner des projets de rénovation thermique[53].
- Développement du logement[54],[M 9]:
  - Accentuer l’effort de production de logements de type 2 et 3, dont la demande augmente.
  - Inclure davantage de logements adaptés aux personnes à mobilité réduite dans les programmes.
- Production du logement social[55]:
  - La ville a défini un taux minimal de 30% de logements sociaux[56] pour tout programme comportant 5 logements ou plus sur des zones définies au plan local d'urbanisme métropolitain (PLUm).

#### Contrat de mixité sociale(CMS)[57]
Faisant suite aux obligations de la loi SRU de 2000, et à la loi 3DS du 21 février 2022 adaptant le dispositif de l'article 55 de la loi SRU permettant aux communes déficitaires en logements sociaux de bénéficier d'un mécanisme de rattrapage, la commune a conclu avec Orléans Métropole et l'État, pour la période 2023-2025, un contrat de mixité sociale.
Ce contrat constitue un cadre d'engagement de moyens lui permettant d'atteindre ses objectifs pour la période triennale suivante, en développant notamment, comme le stipule son Programme local de l'habitat (PLH 4, 2023-2028), les typologies de logements telle le F1, le F2 ou le F3.
En 2022, la commune comptait 703 logements sociaux sur un total de 4552 résidences principales, limitant le taux SRU sur la commune à environ 15 % (207 logements manquant). C'est la raison pour laquelle, dès son PLU de 2012, la commune décidait d'inclure, dans les constructions à destination d'habitation de plus de 10 logements de ses zones urbaines, au moins 30 % de logements sociaux.
Dans le cadre de ce CMS, il a été décidé de fixer, pour cette période triennale, un objectif correspondant à 25 % du nombre de logements sociaux manquants, soit la mise à disposition de 52 logements.

#### De l'habitat typique ancien à l'habitat pavillonnaire
La maison « vigneronne » locale typique, perpendiculaire à la rue, s'articule autour d'une maison d'habitation (avec une chambre basse unique et multifonctionnelle sous laquelle court une cave et surmontée d'un grenier) et d'une grange (qui abrite le pressoir). Le grenier s'ouvre sur une ou plusieurs lucarnes d'accès qui sont souvent placées au-dessus d'une porte ou d'une fenêtre afin d'alléger le poids sur le linteau. Les briques remplacent les pierres autour de la cheminée ou du four pour éviter de les faire éclater à cause de la chaleur. Portes et fenêtres sont encadrées de pierres de taille. La porte d'entrée est d'un seul vantail et surmontée d'une imposte vitrée. Certaines maisons sont munies d'une porte de type fermière (articulée en deux parties, permettant de laisser fermée la partie basse afin d'empêcher l'intrusion d'animaux). Un puits à eau se trouve fréquemment à proximité (notamment pour permettre au maçon d'avoir de l'eau à disposition pour bâtir sa maison). Les murs, souvent d'une largeur d'au moins 50 centimètres, sont élevés en moellons posés (à partir du XIXe) à l'aide d'une pâte de terre blanche, puis enduits de mortier de chaux et de sable de Loire. La toiture est formée de deux versants d'une pente de 45⁰ et composée de tuiles plates à ergots. La base de la toiture repose sur une corniche de briques ou de pierres. Le faîtage est surmonté de tuiles faîtières raccordées par de gros bourrelets de mortier.
À partir du XIXe siècle et jusqu'à la première moitié du XXe siècle, de nombreuses maisons possèdent leur propre four à pain. On le trouve soit à l'intérieur de la maison, soit accolé au corps d'habitation, plus rarement à l'écart de la propriété. Dans le quartier de la Perrière, par exemple, il en existait une quinzaine dont quatre subsistent encore aujourd'hui.
Pendant les Trente Glorieuses, plusieurs lotissements et ensembles immobiliers de logement sont réalisés :
- Les Oiseaux (1953) ;
- La Noue (1954) ;
- HLM de la rue de Verdun (1959), anciennement dénommés Lotissement des Tilleuls et actuellement Résidence de La Bredauche[GHL 10] ;
- Les Pervenches (1962-1967) et Le Gaigneau (1963)[Note 11] ;
- La Barre de l'Ange (1963-1967)[Note 12] ;
- Les Sansonnets (1964-1968)[Note 13] ;
- Le Levereau (1965-1967)[Note 14] ;
- Les Hauts du Bourg (1965-1968)[Note 15] ;
- Le Prieuré (1968-1972)[Note 16] ;
- Bel Air (1963-1976) (ou Square des déportés)[Note 17].

### Projets d'aménagement
Le plan local d'urbanisme (PLU), mis en révision en 2015 et adopté par Orléans Métropole début 2019, a défini des orientations d'aménagement et de programmation (OAP) qui ont été intégrées le 7 avril 2022 dans le PLU métropolitain (PLUm), et concerne les secteurs suivants :
- secteurs de Pailly et du moulin de Pailly : encadrer l’intégration des nouvelles constructions à vocation d’habitat, préserver les ensembles bâtis et paysagers remarquables et création de liaisons douces. Création d’un équipement public sur le secteur du Moulin de Pailly ;
- secteur Descartes[M 17] : encadrer l’intégration et le développement de ce secteur à vocation mixte. Préservation des masses et continuités végétales ainsi que création de liaisons douces. Mixité programmatique et qualité d’aménagement pour conjuguer développement économique et qualité du cadre de vie ;
- secteur des Cacoux : encadrer l’intégration des nouvelles constructions à vocation d’habitat en prenant en compte les risques d’inondation. Préservation des ensembles paysagers remarquables et création de liaisons douces ;
- zone d'activités ouest : pôle d'activités des quatre cheminées : encadrer le développement du pôle des Quatre Cheminées et veiller à préserver le paysage lointain offert depuis la rive sud de la Loire, traitement des franges entre habitat et activités, et entre espace agricole et activités, amélioration de l’entrée de ville pour contribuer à l’intégration des activités existantes et de l’extension de la zone ;
- bords de Loire : préserver des éléments du patrimoine bâti et paysager, notamment boisés, et mettre en valeur le secteur UNESCO[Note 18] de protection des bords de Loire. Traitement des entrées de ville est et ouest pour valoriser l’image de la ville. Aménagement de liaisons douces reliant le centre-ville aux bords de Loire ;
- réaménagement du centre-ville : créer une unité au sein du centre-ville, en minimisant la coupure urbaine constituée par la RD 2152 et « en rapprochant » les équipements et espaces verts entre eux à l’aide de liaisons en modes doux.

En outre, lors de l'élaboration du PLUm, 12 hectares de zones à urbaniser ont été supprimés du PLU communal et conservés en zones Naturelle et Agricole, portant ainsi les superficies des zones Naturelle et Agricole à 380 hectares, de la zone urbaine d'habitation à 414 hectares et de la zone économique à 98 hectares. La zone à urbaniser restante en 2023 était seulement de 10 hectares sur une superficie totale communale de 887 hectares.

### Risques naturels et technologiques majeurs
La commune de La Chapelle-Saint-Mesmin est vulnérable à différents aléas naturels : inondations (par débordement de la Loire ou de ruisseaux), climatiques (hiver exceptionnel ou canicule), mouvements de terrains ou sismique. Elle est également exposée à un risque technologique : le transport de matières dangereuses.
Entre 1999 et 2020, quinze arrêtés ministériels ayant porté reconnaissance de catastrophe naturelle ont été pris pour le territoire de la commune de La Chapelle-Saint-Mesmin dont quatre pour des inondations et coulées de boue et onze pour des mouvements de terrain. Le site de la mairie met à disposition le Document d'information communal sur les risques majeurs (DICRIM). Par ailleurs Orléans Métropole et ses communes membres proposent un dispositif gratuit de diffusion d’alertes à l’ensemble de la population.

#### Risque d'inondation

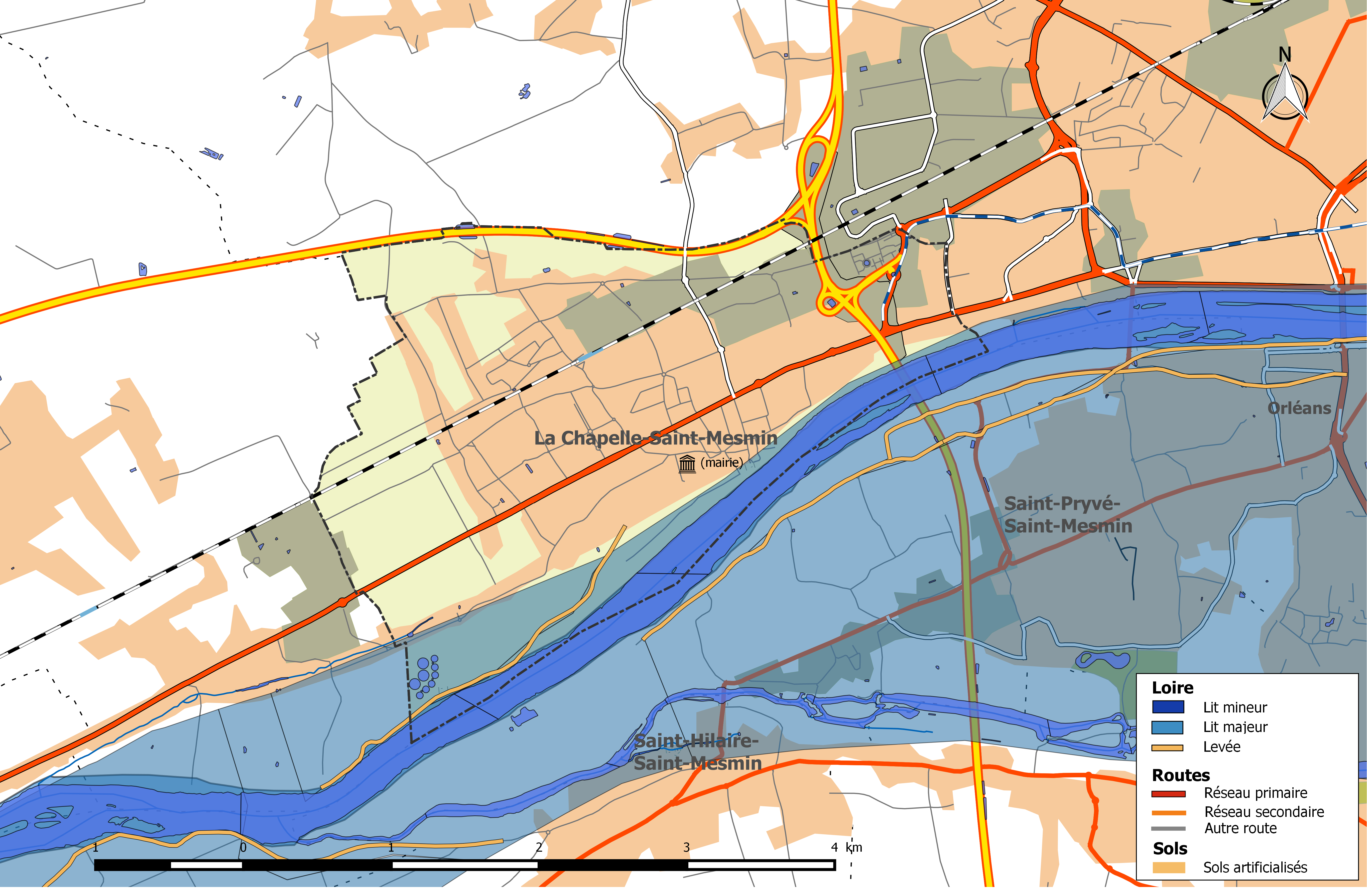
Zone inondable de la commune de La Chapelle-Saint-Mesmin.

La Loire est à l'origine des dégâts les plus importants sur le territoire de la commune en cas de crue majeure. Les crues historiques sont celles de 1846, 1856, 1866 et 1907.
La zone inondable de la commune de La Chapelle-Saint-Mesmin couvre une surface de 158 hectares, soit 18 % du territoire communal. Cette zone se répartit en 25 ha en espaces agricoles, 60 ha en eau, 53 ha en espaces naturels et 20 ha en surfaces urbanisées. 67 personnes résident dans cette zone.
Le risque d'inondation est pris en compte dans l'aménagement du territoire de la commune par le biais du Plan de prévention du risque inondation (PPRI) du val d'Orléans - val amont, approuvé le 20 janvier 2015.
Deux documents permettent de définir les modalités de gestion de crise et d'organisation des secours : au niveau départemental, le dispositif ORSEC départemental spécialisé déclenché en cas d'inondation de la Loire, le plan ORSIL, et au niveau communal le plan communal de sauvegarde.

#### Risque de mouvements de terrain
Le territoire de la commune peut être concerné par un risque d'effondrement de cavités souterraines non connues. Une cartographie départementale de l'inventaire des cavités souterraines et des désordres de surface a été réalisée. Il a été recensé sur la commune plusieurs effondrements de cavités. Par ailleurs le sol du territoire communal peut faire l'objet de mouvements de terrain liés à la sécheresse. Le phénomène de retrait-gonflement des argiles est la conséquence d'un changement d'humidité des sols argileux. Les argiles sont capables de fixer l'eau disponible, mais aussi de la perdre en se rétractant en cas de sécheresse. Ce phénomène peut provoquer des dégâts très importants sur les constructions (fissures, déformations des ouvertures) pouvant rendre inhabitables certains locaux. Celui-ci a particulièrement affecté le Loiret après la canicule de l'été 2003 et la canicule de l’été 2018. La plus grande partie du territoire de la commune est soumise à un aléa « moyen » face à ce risque, selon l'échelle définie par le Bureau de recherches géologiques et minières (BRGM). Une bande étroite longeant la Loire est en aléa « faible ». Une zone au nord de la commune centrée sur Pailly, la Corne, les Bruelles est en aléa « fort ».

#### Risques de tempête
Le 26 décembre 1999, une tempête d’une intensité exceptionnelle a soufflé à 151 km/h sur l’ensemble de la commune. Des dégâts matériels importants (arbres arrachés, toitures soulevées, véhicules et habitations endommagés) ont été constatés mais aucune victime n’a été à déplorer. Le niveau de vitesse du vent le plus important avait été précédemment relevé en 1967 : 166 km/h.

## Toponymie

### Attestations anciennes
Cette paroisse, qui appartenait à l'abbaye Saint-Mesmin de Micy, est mentionnée primitivement sous la forme Villa Berarii en 836 (copie de la fin Xe siècle ou début XIe siècle). Par la suite, elle est attestée au Xe siècle sous le nom de Cappella Sancti Maximini,; La Chapelle Sainct Mesmin en mars 1307, en janvier 1374, en juillet 1384 et en avril 1501. Puis La Chappelle Saint Mesmin est attestée en 1536, et enfin La Chapelle Saint Mesmin en 1740 et sur la carte de Cassini au XVIIIe siècle. Sous la Convention, les noms des saints étant bannis, la commune porte brièvement le nom de Roche-sur-Loire ou La Chapelle-Mesmin. On retrouve le nom de La Chapelle Saint-Mesmin en 1801, dans l'arrêté du 5 vendémiaire an IX portant réduction des justices de paix du département du Loiret.

### Étymologie
Il s'agit d'une formation toponymique médiévale. D'après la première mention, le nom primitif devait être *Berarville (Villa Berarii IXe siècle), les noms en -ville au sens ancien de « domaine rural, village » étant fréquent dans la région. L'élément Berar- représente l'anthroponyme Berar[ius] ou Berachar[ius], nom d’homme d'origine germanique en usage à l’époque mérovingienne. Par la suite le nom de la chapelle dédiée à saint Mesmin s'est substitué au toponyme d'origine selon un mode usuel en toponymie. La chapelle est consacrée à Maximin de Micy (saint Mesmin l'Ancien), 2e abbé (510-520) du monastère de Saint-Mesmin de Micy. Les formations toponymiques La Chapelle + nom de saint sont courantes comme noms de communes et Albert Dauzat en dénombre plus d'une vingtaine dont La Chapelle-Saint-Martin, lieux du Loir et Cher et de Savoie.
Remarque : cappella, diminutif du bas latin cappa, « chape, manteau », désignait spécialement la chape ou manteau de saint Martin, le grand thaumaturge, relique insigne, dont les premiers souverains se faisaient suivre dans leurs expéditions militaires, et sur laquelle se prêtaient les serments. Puis, cappella désigna l'endroit même où dans le palais était conservée la fameuse chape, et enfin ce vocable fut appliqué à tout sanctuaire possédant des reliques; cappella a abouti en ancien français à chapele écrit aujourd'hui « chapelle ».

### Écarts, lieux-dits et chemins ruraux

Carte des lieux-dits (hors zone urbaine) de La Chapelle-Saint-Mesmin.

Le fichier FANTOIR 2020 des voies et lieux-dits de La Chapelle-Saint-Mesmin (publié le 2 février 2021) recense pour la commune 328 toponymes et odonymes, se décomposant en 98 lieux-dits et 230 voies : un boulevard, six avenues, 146 rues, cinq places, deux squares, trois routes, 34 impasses, 18 chemins, trois allées, 100 lieux-dits et 10 autres voies.
Les hameaux autour desquels s’est développée l’urbanisation dans les années 1950, subsistent aujourd’hui sous forme de quartiers : les Hauts Champs, Grattelard, Montaut, la Gabellière, la Perrière ou les Muids.

## Histoire

### Préhistoire et protohistoire

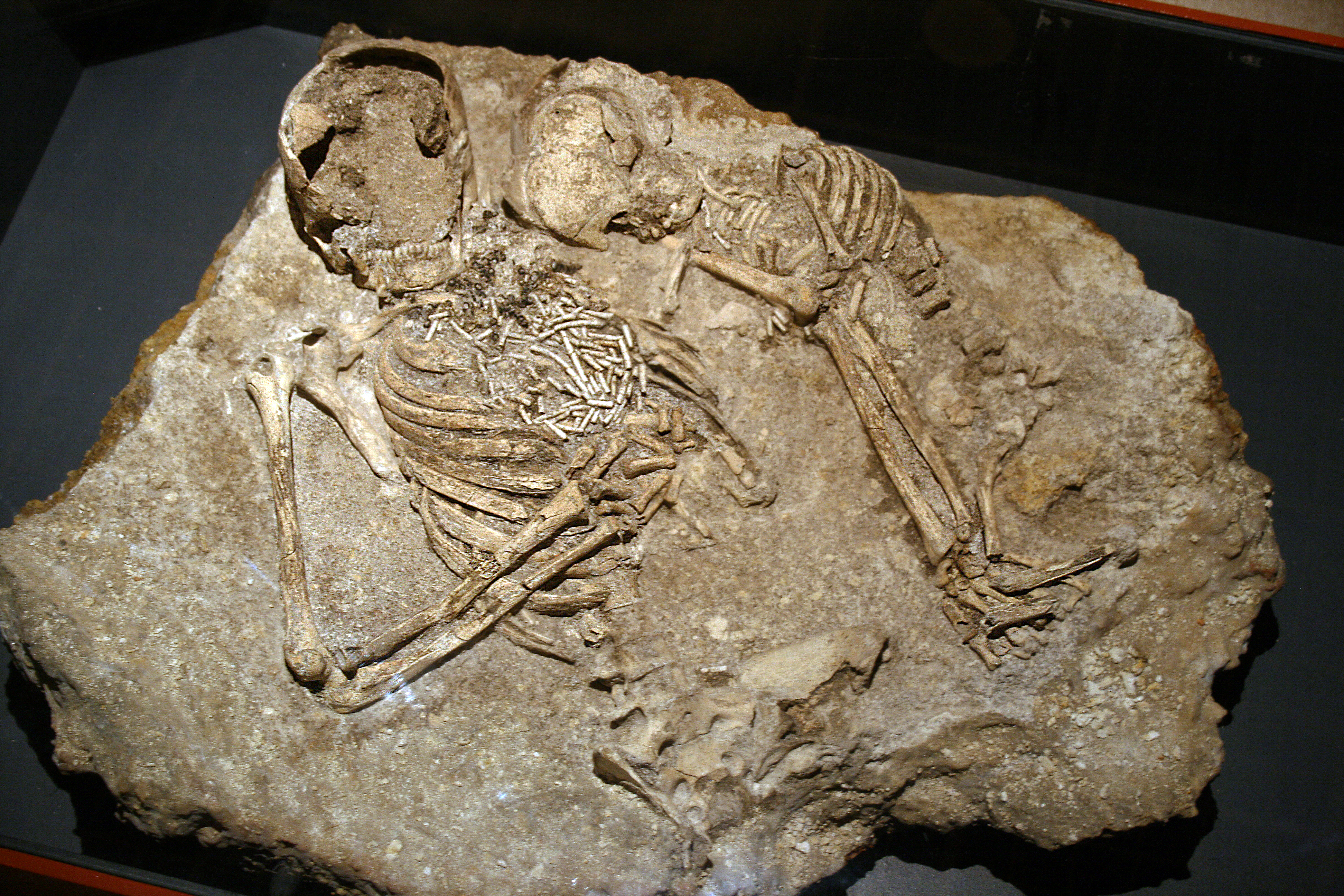
Sépulture double dite « la dame de Monteloup », une femme (20 ans) et son enfant - La jeune femme est richement parée de plusieurs colliers comportant plus de deux cents dentales et une centaine de perles en lignite.

En 1856, la grotte du dragon de Béraire, cavité souterraine naturelle apparue au cours de l'Holocène, est découverte par l'archéologue Ernest Pillon.
Au cours du XXe siècle, plusieurs sites préhistoriques (Paléolithique supérieur, culture magdalénienne) sont découverts au lieu-dit Monteloup. Le site a livré des vestiges humains magdaléniens,. Une série d'occupations livre de l'industrie lithique typique du Badegoulien à raclettes, avec des pièces de facture plus récente (Magdalénien). Monteloup est prospecté par l'abbé A. Nouel en 1937, puis par Jacques Allain en 1970. Dans le même temps, Allain prospecte aussi le site badegoulien « Le Coteau », qui est également visité par Guy Richard en 1972,.
Des travaux d'agrandissement d'une cave dans le hameau des Neuf-Arpents réalisés en 1988 ont en particulier mis au jour une double sépulture datant du néolithique : « La Dame de Monteloup », une femme d'une vingtaine d'années tenant contre elle un enfant de dix-huit mois. Les riches parures retrouvées sur son corps révèlent son honorabilité ou son niveau de richesse ainsi que l'existence probable d'une coutume funéraire.

### Antiquité
Au début de notre ère, sur l'emplacement actuel de l'église saint-Mesmin, se tenait une villa gallo-romaine appartenant à un dénommé Béraire (Villa Berarii). Cette villa surplombait la falaise dans laquelle se trouve la grotte du dragon de Béraire. La Chapelle-Saint-Mesmin était probablement traversée par la voie gallo-romaine reliant Orléans (Cenabum) à Tours (Caesarodunum) par la rive droite de la Loire et qui figure sur la table de Peutinger.
La rue du Coin Chaud a livré d'anciennes carrières comblées avec des matériaux de l'époque gallo-romaine.

### Moyen Âge

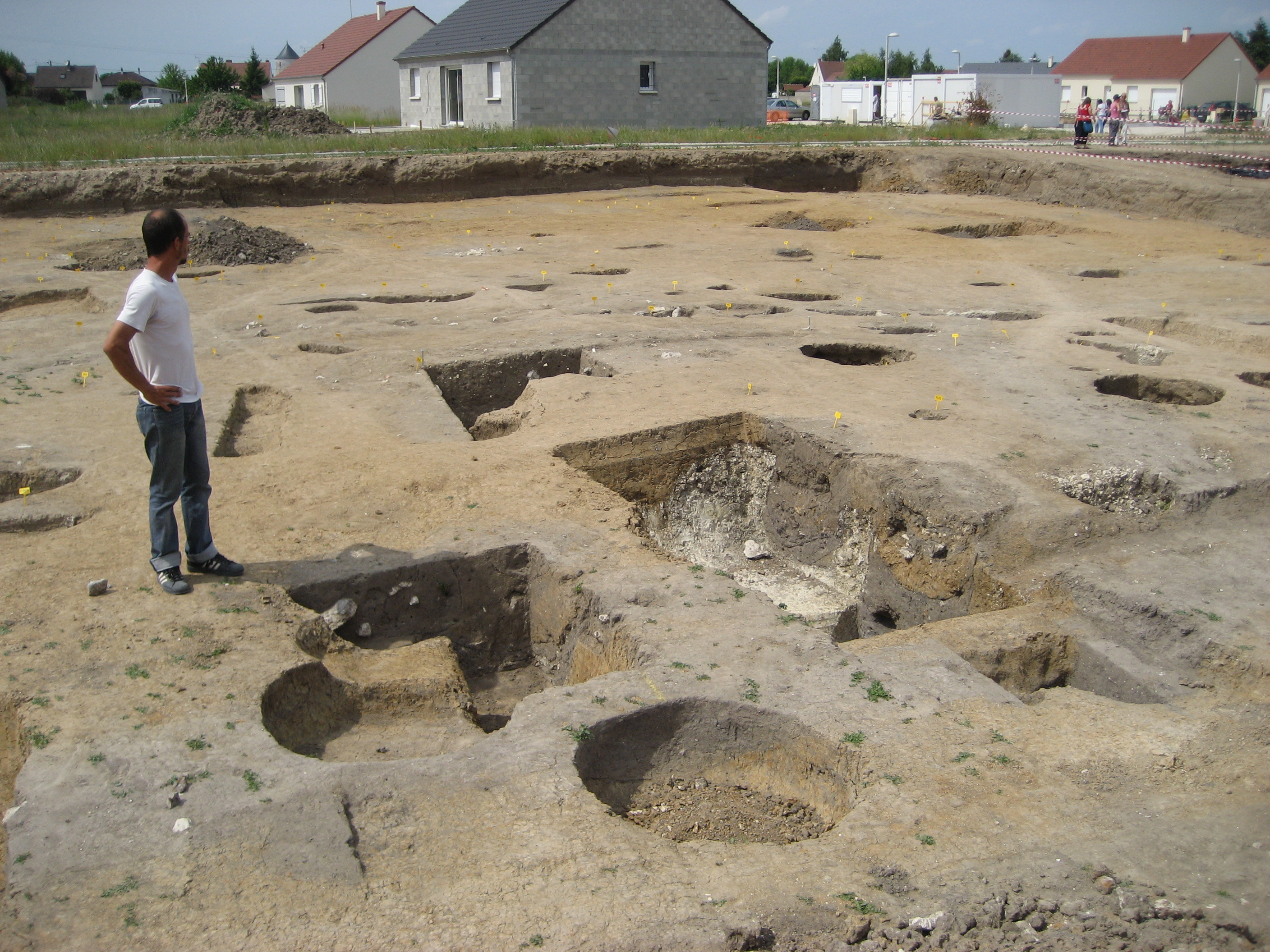
Vue d'une partie du chantier de fouilles archéologiques des Chesnats en mai 2012.

Des fouilles effectuées en 1990 dans le périmètre de l'ancien cimetière de l'église ont mis au jour de nombreuses sépultures d'époque mérovingienne (notamment sous la 1re mairie et sur la place du bourg).
Des fouilles archéologiques préventives, en 2009 dans le quartier dit les Chesnats, ont permis la mise au jour de vestiges d'un village du haut Moyen Âge, véritable réserve à grains, prenant sa source à l'époque gallo-romaine (du Ier au XIe siècle) et site historique de plusieurs hectares retraçant 1 000 ans d'histoire. Ce site archéologique est considéré actuellement comme l'un des plus importants en France pour cette période (des dizaines de milliers de vestiges immobiliers ont été découverts).
La légende veut qu'aux environs du VIe siècle, saint Mesmin l'Ancien, qui établit un monastère à Micy, de l'autre côté de la Loire, y combattit un dragon à Béraire (premier nom du village), donnant son nom à ce lieu. À sa mort, saint Mesmin se fait ensevelir dans la grotte située sous la Villa Berarii (Béraire). Cette grotte devient un lieu de pèlerinage jusqu'à son oubli. Un cimetière d'époque mérovingienne est implanté à partir du VIe siècle autour d’un édifice cultuel au-dessus du tombeau de Saint Mesmin. L'édifice est remplacé par l'église Saint-Mesmin entre le XIe et le XIIe siècle.

Objets découverts dans les fouilles des Chesnats en 2009-2012
Agrafe.
Briquet.
Clé.
Faucille.
Fibule.
Lissoir.
Mors de cheval.
Peson.
Vaisselle.

### Temps modernes

#### XVIeetXVIIesiècles
Au XVIe siècle, la commune dispose d'installations portuaires. En effet, on trouve mention du « port et passage de Saint-Mesmin » dès 1529. En 1616, on compte 185 feux ce qui correspond à environ 832 habitants.
La qualité de bourg ligérien implique que la Loire est une voie de communication aussi sollicitée que la route. Le village est peuplé majoritairement de vignerons qui produisent principalement un vin rouge de table : l'Auvernat, issu du cépage pinot noir.

#### XVIIIesiècle

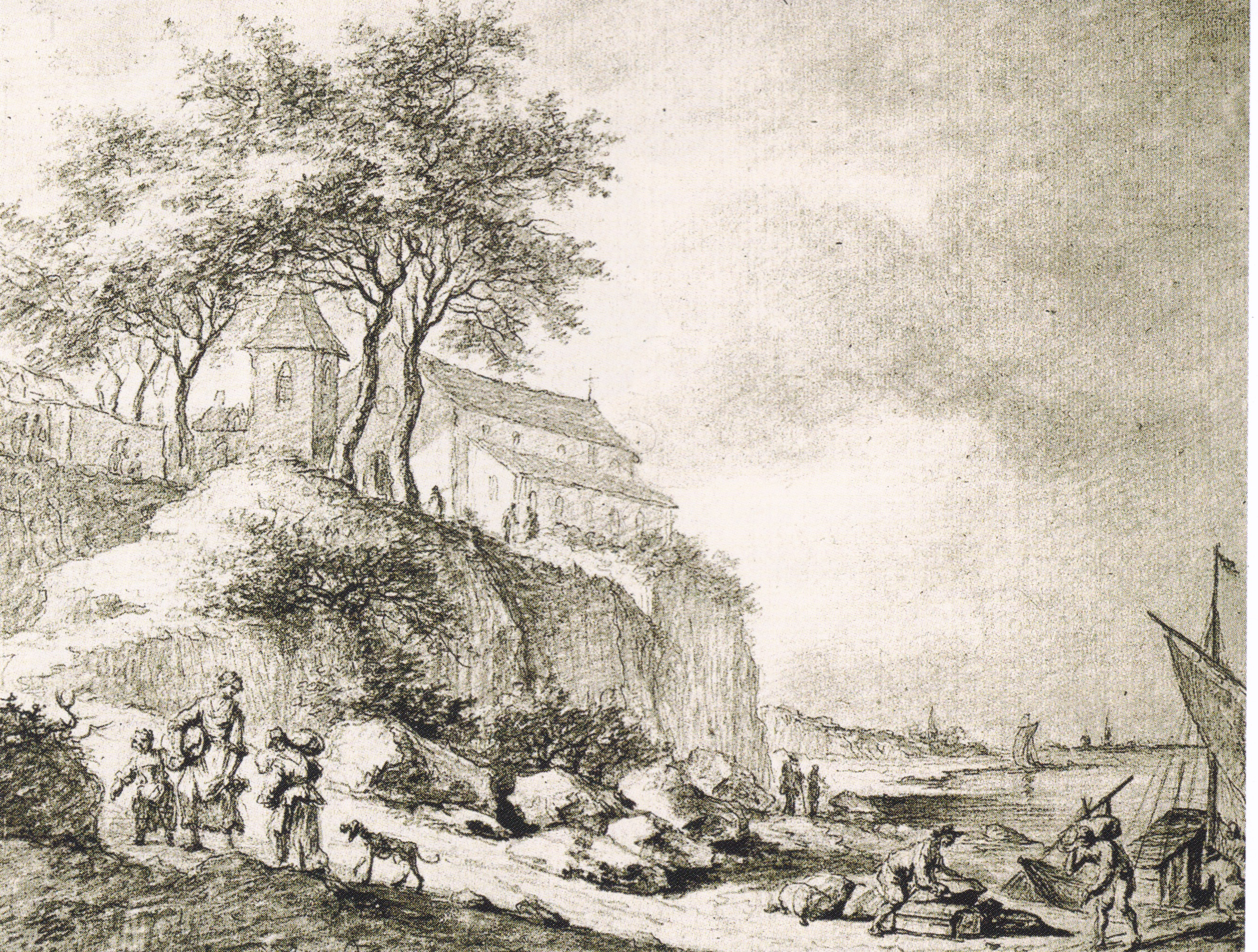
Église et berge de Loire (Aignan-Thomas Desfriches, 1760)

De la préhistoire jusqu'au milieu du XIXe siècle, la Loire est un important axe de navigation et de transport de marchandises et de personnes. Le dessin ci-contre au crayon noir d'Aignan-Thomas Desfriches, daté de 1760, représentant deux bateaux à grande voile rectangulaire, témoigne de l’activité de la marine de Loire au XVIIIe siècle, en interaction avec la commune. Le plus proche est en cours de déchargement. On y voit nettement, à l’arrière, le gouvernail ou piautre placé sur sa fourche. À gauche deux femmes chargées de ballots et une fillette empruntent le chemin escarpé joignant la grève du fleuve à l'église qui le domine.
L'assemblée des habitants, composée des chefs de familles du village et représentée par le syndic, Guillaume Rouilly, qui organise la levée des impositions et gère les dépenses dues aux travaux.
L'assemblée électorale du 3 mars 1789, présidée par Sylvain Dubois, procureur fiscal dépendant de la justice seigneuriale de l'abbaye de Micy, est chargée d'élire les députés et de rédiger les cahiers de doléances faisant suite à la convocation des États généraux de 1789 par Louis XVI.

### Révolution française et Empire
Le décret de l'Assemblée constituante de 1789 décide « il y aura une municipalité dans chaque ville, bourg, paroisse ou communauté de campagne ». La municipalité de La Chapelle Saint Mesmin est rattachée au canton de La Chapelle Saint Mesmin et au district d'Orléans. Jacques Deshayes, vigneron, devient le premier maire de la commune (sont élus avec lui cinq conseillers, un procureur et douze notables). Un décret de déchristianisation est promulgué et le mot saint est banni. La Chapelle Saint-Mesmin devient Roche-sur-Loire ou La Chapelle-Mesmin. L'église, fermée la même année, restera sans prêtre jusqu'en 1802.
Le premier président élu du canton est François Boucher, un Chapellois. La Chapelle-Saint-Mesmin est alors rattachée au Canton d'Ingré et à l'arrondissement d'Orléans par arrêté du 9 vendémiaire an X (1er octobre 1801),,.
La vie municipale s'organise. Une école primaire est établie dans la commune en avril 1796. Une Garde nationale composée de volontaires est créée, à La Chapelle, afin de « préserver les villes contre les ennemis au dehors et les prémunir contre les fléaux du dedans ».
Un décret préfectoral en date du 16 thermidor an VIII (14 août 1800) nomme maire François Bigault, qui habite non pas La Chapelle mais Saint-Jean-de-la-Ruelle.
La même année, la commune est rattachée au canton d'Orléans-Nord-Ouest, un nouveau canton formé entre autres des communes de l'ancien canton d'Ingré.
Progressivement, les vignerons sacrifient la vigne au profit de la polyculture désormais plus rentable.
Dans son ouvrage Topographie de tous les vignobles connus paru en 1816, l'œnologue français André Jullien dresse un état des lieux du vignoble orléanais. Parmi les vins rouges dits de première classe, sont répertoriés les vignobles chapellois. L'ouvrage Guide pittoresque du voyageur en France confirme qu'en 1838 le vin rouge chapellois fait partie des meilleurs crus locaux.

### Époque contemporaine

#### Milieu duXIXesiècle
La première mairie est édifiée en 1831 à l'emplacement de l'ancien cimetière (entre l'église et la place du bourg). La seconde est construite en 1854 également place du bourg.
En 1844, le petit séminaire du diocèse d'Orléans est édifié dans le parc du château des Hauts. Il sera complètement achevé en février 1846.
À cette époque, on compte, sur la Loire, quatre moulins flottants servant à moudre le blé ainsi qu'un bac permettant de « passer » le fleuve.
Faisant suite à la crue de la Loire du 20 octobre 1846, la ferme de la Bouverie (limite de Chaingy) est saccagée
,,.
L'arrivée du chemin de fer en mars 1846 à La Chapelle fait progressivement disparaitre la viticulture et la batellerie, puis cesser, après quelques semaines, leurs activités. La commune commence à tourner le dos à la Loire, ce qui accentue le basculement des activités vers le nord-est de la commune.
Vers 1850, environ 70 % de la population active est concernée par la viticulture. Le vin local, précoce et de bon gout, est alors considéré comme l'un des principaux crus de l'Orléanais.
Jusqu'à leur disparition en 1851, une dizaine de bateaux à vapeur, d'un tirant d'eau de 21 centimètres, assuraient la liaison entre Nevers et Nantes et pouvaient transporter jusqu'à 150 passagers.

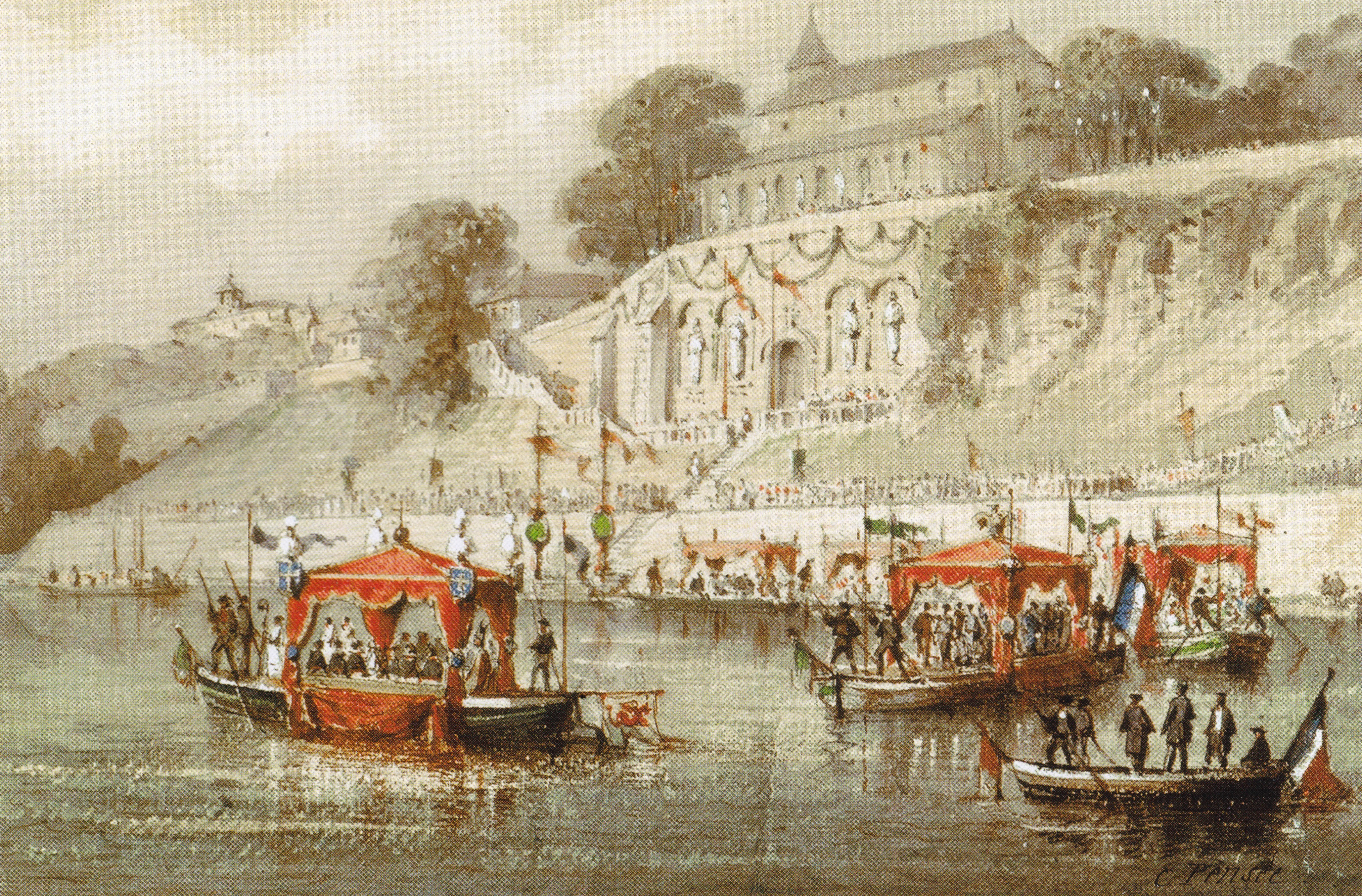
Inauguration de la grotte du dragon (gravure de Charles Pensée-1858).

En 1856, faisant suite à la crue de Loire de début du mois de juin qui a submergé de nouveau les levées de Vaussoudun et de la Bouverie, l'entrée de la grotte du dragon est retrouvée par l'archéologue Ernest Pillon. Elle sera inaugurée le 13 juin 1858.
En 1863, un orchestre d'harmonie est fondé au sein du corps de sapeurs-pompiers de la commune qui sera remplacé en 1878 par l'Harmonie de La Chapelle Saint-Mesmin.
Le 25 septembre 1866, une énorme inondation recouvre à nouveau le val.

#### Guerre franco-allemande de 1870
Après l'entrée des troupes bavaroises à Orléans, le 11 octobre 1870, La Chapelle-Saint-Mesmin est occupée à partir du 18 octobre.
Faisant suite à l'armistice signé par le gouvernement provisoire le 28 janvier 1871, les troupes d'occupation imposent à la commune le paiement d'une contribution de 4 635 francs avant le 18 février. Craignant le retour des troupes, la municipalité parvient finalement à réunir la somme de 2 000 francs qu'elle remet à l'autorité d'occupation vers le 20 février. Faisant suite à une nouvelle exigence de la troupe, le maire parvient à faire annuler cette seconde contribution et il est décidé qu'une partie de la somme prélevée sur les habitants soit reversée aux plus nécessiteux. Entre le 6 août 1870 et le 22 février 1871, neuf conscrits chapellois meurent au combat.

#### Troisième République
Après les ravages causés par le phylloxéra en 1878, un puceron ravageur de la vigne, très peu de replantations sont entreprises. Les vignerons deviennent minoritaires et laissent la place aux « cultivateurs propriétaires ». En 1896, ces derniers représentent plus de la moitié de la population active. En 1931, ils ne seront plus que 43 %, en 1936 seulement 34 %, en 1954 : 14 % et en 2017 : 0,1 % (cinq agriculteurs).
Jusqu'à la fin du XIXe siècle, le quartier de la Guide prend de l'ampleur et dépasse progressivement en nombre d'habitants celui du bourg. C'est là, en bordure de la route principale, qu'est édifiée en 1884 la nouvelle mairie.
En février 1899, le centre de la commune est raccordé au réseau d'électricité.

#### Début duXXesiècle
Le 20 octobre 1907, la crue de la Loire, qui atteint la cote de 5,75 mètres, envahit les bois et le chemin de halage. En novembre de la même année, la commune se voit attribuer une nouvelle pompe à incendie qui est remisée dans le local est de la mairie. La précédente pompe sera attribuée en 1910 par la commune au 45e régiment d'artillerie stationné dans la commune.
En 1911, faisant suite au vote de la loi de séparation des Églises et de l'État de 1905, l’allée des Tilleuls, propriété de l’ancien petit séminaire, fait l’objet d’un classement dans le domaine communal. La salle des fêtes, les logements de l’asile Sainte-Anne, le presbytère et la chapelle Sainte-Anne sont attribués à la commune.
La commune compte 178 mobilisés entre les années 1914 et 1918. Dès le mois d'octobre 1914, le 45e régiment d'artillerie de campagne (975 hommes), installé à l'origine dans l'ancien Petit Séminaire, est cantonné dans les quartiers du Bourg et de la Guide. L'ancien petit séminaire sert d'ambulance (poste de secours) pour les militaires hindous blessés. Début 1917, le château des Hauts est transformé en hôpital temporaire pour la 5e section d'infirmiers militaires (S.I.M.). Les noms des 50 soldats chapellois, déclarés morts pour la France sur 55, figurent sur le monument aux morts de la commune.

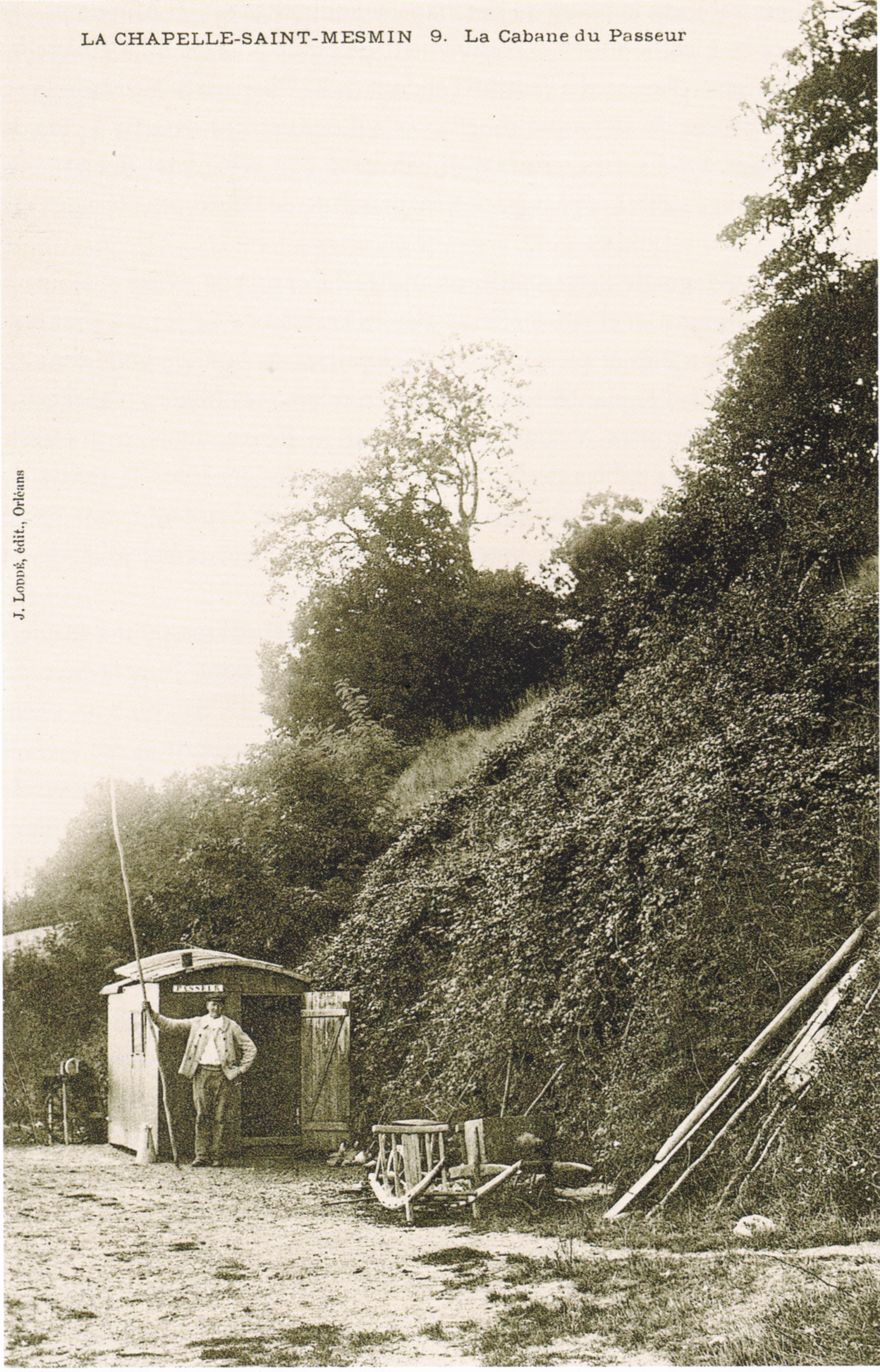
Le passeur de Loire muni de sa bourde.

Début 1921, le bac du passeur de Loire cesse son activité qui renaitra durant l'occupation à la suite de la destruction par les bombardements alliés des ponts sur la Loire. Il subsistera jusqu'au début des années 1950.
La culture principale à cette époque reste la vigne (Gris-meunier, Noah, Othello) mais on produit également du blé, de l'avoine, de l'orge, des pommes de terre, des asperges.
Aux alentours de 1930, l'Annuaire général des communes du Loiret des personnes, des services et des biens répertorie une soixantaine d'artisans-commerçants.
En 1933, la commune est complètement raccordée au réseau d'électricité. En 1939, le premier château d'eau (rue de Beauvois) est édifié et les travaux du réseau d'adduction d'eau sont achevés en 1940. Un second château d'eau édifié en 1961 (rue des Auvernais) et une station de pompage implantée à Gouffault (Les Muids) en 1985 compléteront le réseau.

#### Seconde Guerre mondiale
Début septembre 1939, devant la crainte de l'avancée allemande jusqu'à Paris, la commune sollicitée par la préfecture du Loiret, accueille, pendant ce qu'on a appelé la drôle de guerre, une soixantaine de fillettes originaires de la ville de Fontenay-sous-Bois.
Après la débâcle de mai 1940, faisant suite à l'invasion des troupes allemandes par le Nord de la France, c'est le début de l'exode en juin. La commune est traversée par des flots de réfugiés venant du Nord, de l'Est puis de la région parisienne. À partir du 12 ou 13 juin, la panique s'empare des habitants qui souhaitent se réfugier au sud de la Loire. Au retour, de nombreuses maisons ont souffert. Beaucoup de poules et de lapins ont disparu mais le bétail s'est regroupé près de quelques fermes.
Après la signature de l'armistice du 22 juin 1940, les troupes allemandes s'installent dans certaines maisons inoccupées. La Kommandantur est en particulier au 7, allée des Tilleuls. Une trentaine de ballons captifs, maintenus dans les airs par des câbles, en bord de Loire au sud-ouest de la commune, empêchent tout survol aérien et protègent le transformateur électrique du hameau de Fourneaux (à Chaingy). À partir de l'année 1943, de nombreux jeunes Chapellois sont envoyés en Allemagne par le service du travail obligatoire (STO).
Le 24 juillet 1944, une bombe est lâchée par une importante formation de bombardiers se dirigeant vers la ville de Stuttgart en Allemagne. Celle-ci explose au niveau de la rive sud de la Loire et souffle la plupart des vitraux de l'église Saint-Mesmin. Le village est libéré le 16 août par les GI américains. Peu après des membres des FFI sont chargés de surveiller la rive opposée de la Loire. Le 1er septembre, un cultivateur est tué dans un champ par l'explosion d'une mine sur laquelle sa carriole avait roulé. Les derniers prisonniers de guerre libérés ne rentrent que vers cette époque.

#### Depuis 1945
Après l'implantation d'un hôpital militaire américain en 1951 (the 34th hospital) dans les locaux de l'ancien petit séminaire et sa fermeture en 1967, à la suite du départ de la France du commandement intégré de l'OTAN, l'urbanisation de la commune s'accentue au cours des Trente Glorieuses : de nombreux lotissements et ensembles immobiliers de logements sont réalisés. La construction de l'école du bourg (appelée aussi école de la route puis de la rue d'Ingré, actuellement École Jean-Vilar) en 1952 permet de répondre plus efficacement à la scolarisation des 400 enfants de la commune.
Avec l’installation de l’usine Michelin en 1950, sont érigés divers ensembles d’habitation : la petite cité Michelin, puis le lotissement des Oiseaux pour le personnel Michelin (en 1953), puis celui de la Noue (en 1954). En 1963, la « maison de campagne » de la Barre de l’Ange (bâtie avant 1850) est remplacée par une résidence. Au nord de la RN 152, les résidences du Levereau et du Prieuré sont respectivement bâties en 1963 et 1968-1971. Puis de nombreux lotissements sont construits : rue de Monteloup (1960) ; les Hauts du Bourg (1965), le domaine de Monteloup (1965- 1973), le Paradis (1973), deux lotissements au grand Courant et vers l’Ardoise (1974-1977), le Moulin de Bel-Air (1975-1977), les Montaux (à partir de 1976), rue d’Orentay (1977), clos du Four (1977).
Avec le développement du secteur secondaire dans les années 1950, le nombre d’exploitations agricoles diminue fortement. En 1951, malgré la création de l'appellation d'origine vin délimité de qualité supérieure (VDQS) « vins de l'Orléanais » (Orléans (AOC)), s'étendant sur 25 communes autour d'Orléans dont La Chapelle-Saint-Mesmin, la viticulture poursuit son déclin. En 2021, il ne subsiste aucun vignoble notable sur le territoire de la commune.
À partir des années 1960, La Chapelle évolue progressivement vers le secteur tertiaire. Ces changements entrainent des transformations radicales dans les domaines sociaux, démographiques et géographiques. Ils annoncent une inexorable mutation identitaire.

## Politique et administration

### Découpage territorial
La commune de Chapelle-Saint-Mesmin est membre de l'intercommunalité Orléans Métropole, un établissement public de coopération intercommunale (EPCI) à fiscalité propre créé le 1er janvier 2002 dont le siège est à Orléans. Ce dernier est par ailleurs membre d'autres groupements intercommunaux. En 2020, il s'agit du SM aménagement desserte aérienne de l'Ouest du Loiret (SMAEDAOL), du SM des bassins versants de la Bionne et du Cens et du SMAH du bassin de la Retrêve et de son affluent le ruisseau du Renard.
Sur le plan administratif, elle est rattachée à l'arrondissement d'Orléans, au département du Loiret et à la région Centre-Val de Loire. Sur le plan électoral, elle dépend du canton de Saint-Jean-de-la-Ruelle pour l'élection des conseillers départementaux, depuis le redécoupage cantonal de 2014 entré en vigueur en 2015, et de la deuxième circonscription du Loiret  pour les élections législatives, depuis le dernier découpage électoral de 2010.

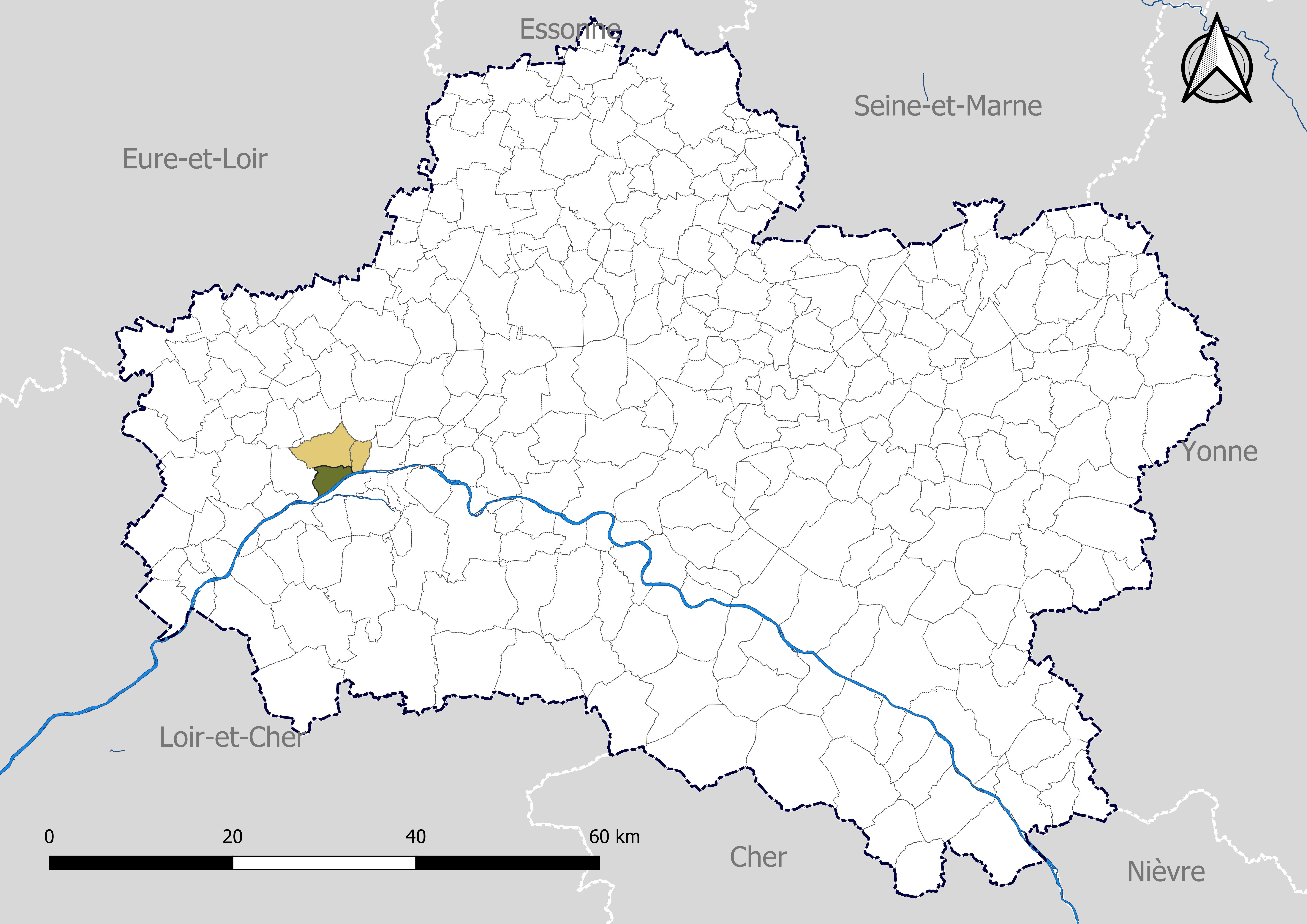
La Chapelle-Saint-Mesmin dans le canton de Saint-Jean-de-la-Ruelle en 2020.
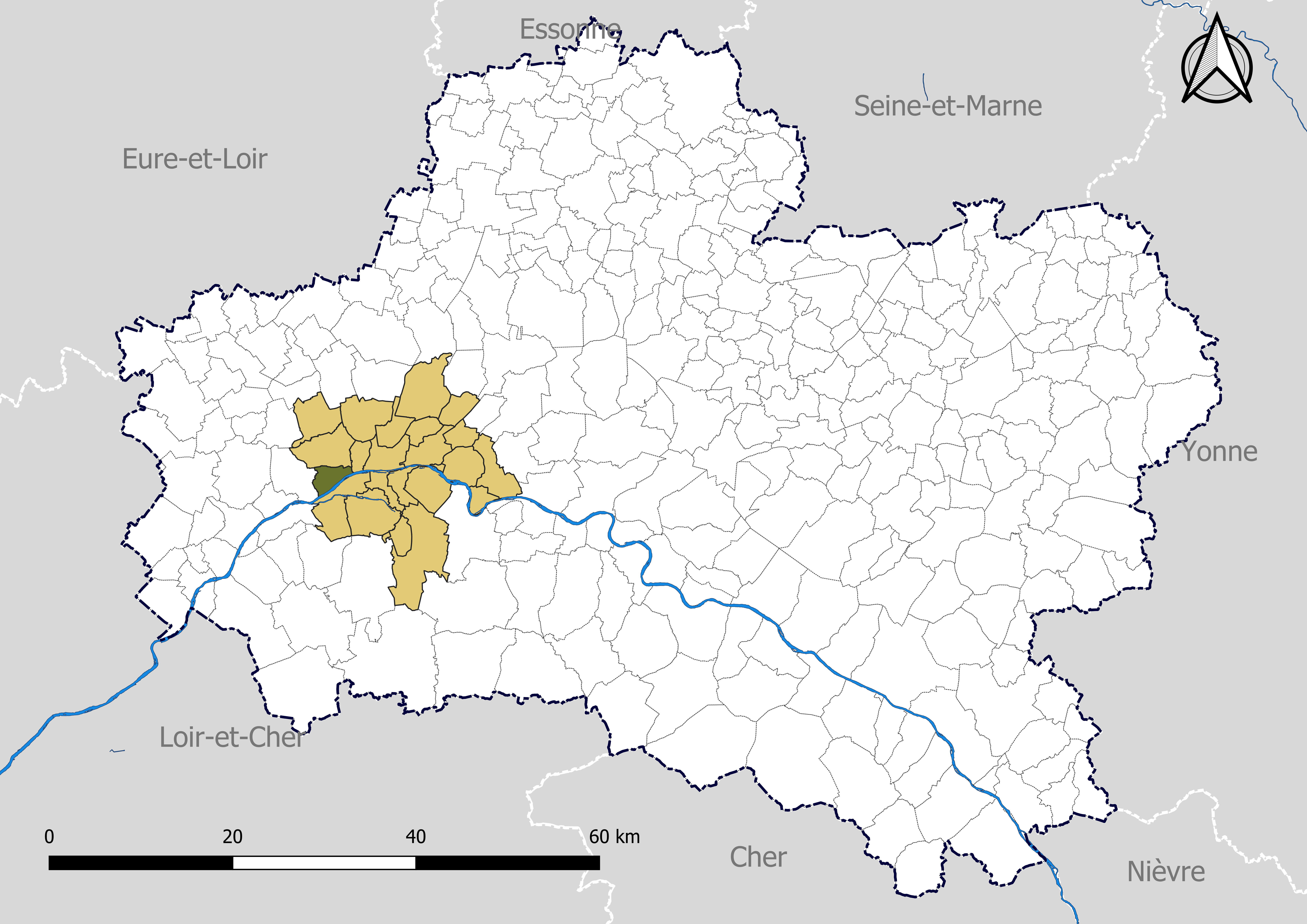
La Chapelle-Saint-Mesmin dans Orléans Métropole en 2020.
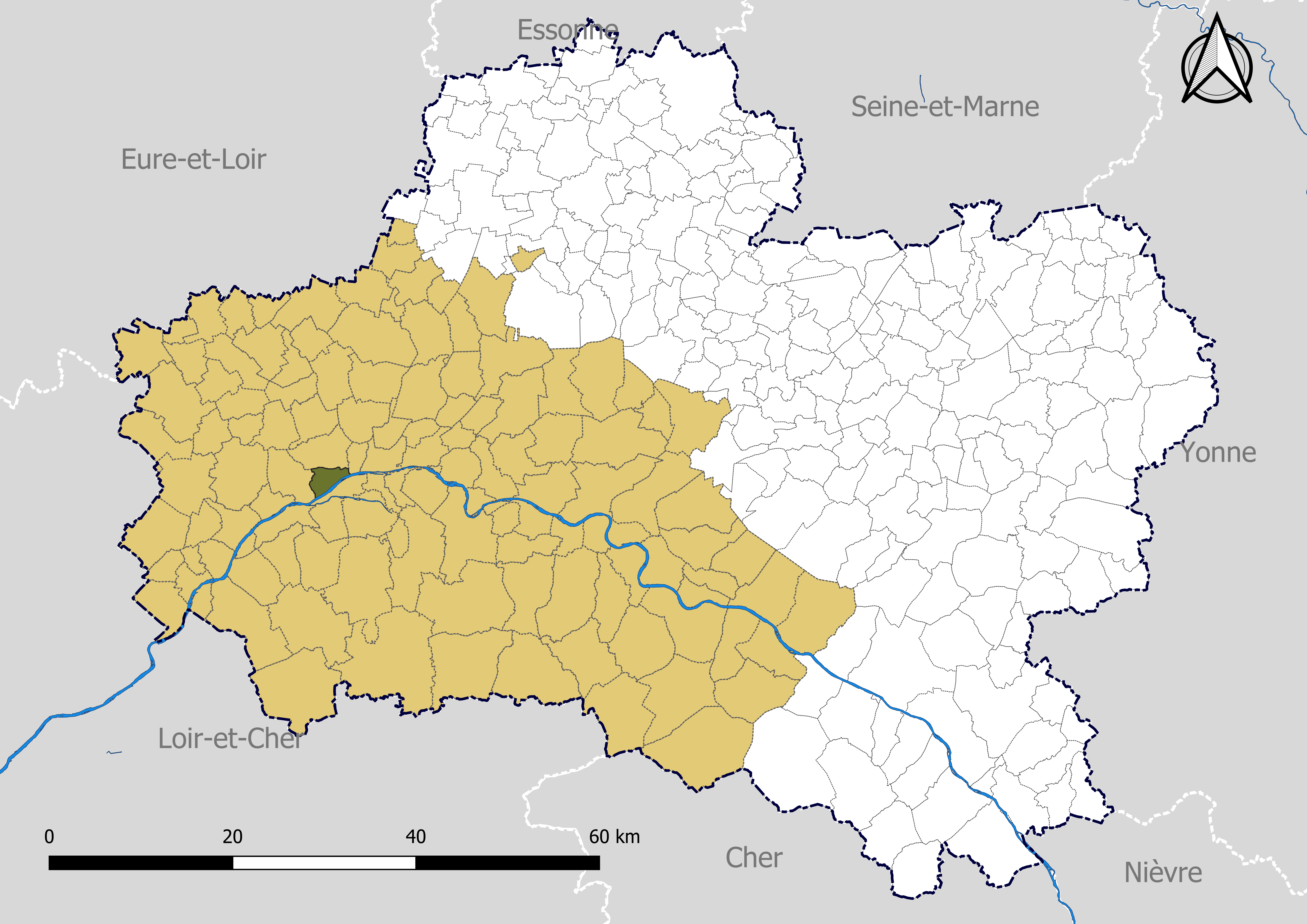
La Chapelle-Saint-Mesmin dans l'arrondissement d'Orléans en 2020.

### Élections municipales et communautaires

#### Élections de 2020
| Tête de liste | Tête de liste     | Suffrages | Pourcentage | CM | CC |
| ------------- | ----------------- | --------- | ----------- | -- | -- |
|               | Nicolas Bonneau   | 1514      | 58,38 %     | 26 | 2  |
|               | Francine Meurgues | 1079      | 41,61 %     | 7  | 1  |

Le conseil municipal de La Chapelle-Saint-Mesmin, commune de plus de 1 000 habitants, est élu au scrutin proportionnel de liste à deux tours (sans aucune modification possible de la liste), pour un mandat de six ans renouvelable. Compte tenu de la population communale, le nombre de sièges à pourvoir lors des élections municipales de 2020 est de 33. Les trente-trois conseillers municipaux sont élus au premier tour avec un taux de participation de 37,65 %, se répartissant en vingt-six issus de la liste conduite par Nicolas Bonneau et sept issus de celle de Francine Meurgues. Nicolas Bonneau, maire sortant, est réélu pour un nouveau mandat le 27 mai 2020. Sa liste étiquetée "Divers Gauche" bénéficiait du soutien du PS, EELV et LREM.
Les trois sièges attribués à la commune au sein du conseil communautaire de l'intercommunalité Orléans Métropole se répartissent en : liste de Nicolas Bonneau (2) et liste de Francine Meurgues (1).
Nicolas Bonneau, maire depuis 2008, meurt le 30 août 2020, à l’âge de 53 ans, à la suite d'un accident vasculaire cérébral. Le conseil municipal élit le 14 septembre 2020 Valérie Barthe Cheneau maire de la commune, jusque-là première adjointe,.

#### Liste des maires
La liste des maires successifs est affichée à la mairie,.
Depuis la Libération, huit maires se sont succédé, :
| Période           | Période                    | Identité               | Étiquette         | Qualité                                          |
| ----------------- | -------------------------- | ---------------------- | ----------------- | ------------------------------------------------ |
| décembre 1944     | octobre 1947               | Pierre Bergerard       | Nommé par le GPRF | Maçon                                            |
| octobre 1947      | novembre 1953              | Maurice Lalière        | SFIO              | Entrepreneur de maçonnerie Démissionnaire        |
| janvier 1954      | mars 1977                  | Aurélien Hatton        | Sans étiquette    | Plombier-chauffagiste, gardien de la paix        |
| mars 1977         | mars 1989                  | Pierre Grard           | RPR               | Chirurgien-dentiste                              |
| mars 1989         | juin 1995                  | Jean-Marc Bernard      | PS                | Responsable de projets                           |
| juin 1995         | mars 2008                  | Michel Tescher         | UDF puis UMP      | Chirurgien gynécologue                           |
| mars 2008         | 30 août 2020               | Nicolas Bonneau        | PS puis DVG       | Cadre de la fonction publique Décédé en fonction |
| 14 septembre 2020 | En cours (au 17 mars 2021) | Valérie Barthe Cheneau | DVG               | Chargée de communication                         |

#### Conseil municipal des jeunes
Le conseil municipal des jeunes est une instance consultative de la jeunesse créée en 1996 par la municipalité dont les principaux objectifs sont :
- d'associer et de consulter les jeunes sur les projets et décisions de la commune dans les domaines qui les concernent ;
- de contribuer à préparer les jeunes à leur vie de citoyen.

Les 33 jeunes conseillers sont élus par les enfants scolarisés dans les classes de CM1, CM2 et 6e, domiciliés dans la commune.
La durée de leur mandat est de deux ans.

### Finances locales
La commune de La Chapelle-Saint-Mesmin faisant partie d'un établissement public de coopération intercommunale à fiscalité propre, Orléans Métropole, son budget ne reflète qu'imparfaitement la réalité de la fiscalité locale en raison des transferts de dépenses de fonctionnement et d'investissement vers l'EPCI, d'une part, et de la perception par l'intercommunalité du produit de la fiscalité professionnelle (la contribution économique territoriale), d'autre part. Ainsi, diverses ressources fiscales sont prélevées au niveau communautaire, et de nombreuses dépenses sont également effectuées à ce niveau.
En 2019, le budget communal principal s'équilibrait à 17 689 000 € dont 12 541 000 € en section de fonctionnement et 5 148 000 € en investissement. La part d'impôts locaux dans les produits de fonctionnement s'établissait à 63,0 %, contre 43,2 % pour la strate de communes équivalente de 10 000  à   20 000 habitants appartenant à un groupement fiscalisé, avec des taux d'imposition fixés à 16,3 % pour la taxe d'habitation (16,7 % pour la strate), (y compris Taxe sur les logements vacants (THLV)), 32,62 % et 64,21 % pour la taxe foncière sur le bâti et le non-bâti (23 % et 54 % pour la strate). Par ailleurs l’encours de la dette communale est relativement faible, puisqu’il s’établit à 530 €/habitant contre 850 €/habitant pour la strate.

### Distinctions et labels
La commune a obtenu en 2004 le niveau « deux fleurs » au concours des villes et villages fleuris.
En 2019, elle obtient le label officiel commune touristique au titre de membre d'Orléans Métropole et le label « Terre de jeux 2024 » destiné aux collectivités qui s’engagent dans l’aventure des Jeux avec leurs habitants dans la perspective de la tenue des Jeux olympiques d'été de 2024.
En 2023, l'association Prévention routière lui décerne le niveau « deux cœurs » du label « ville prudente », label des communes qui s’engagent pour la prévention et la sécurité routières.

### Jumelages

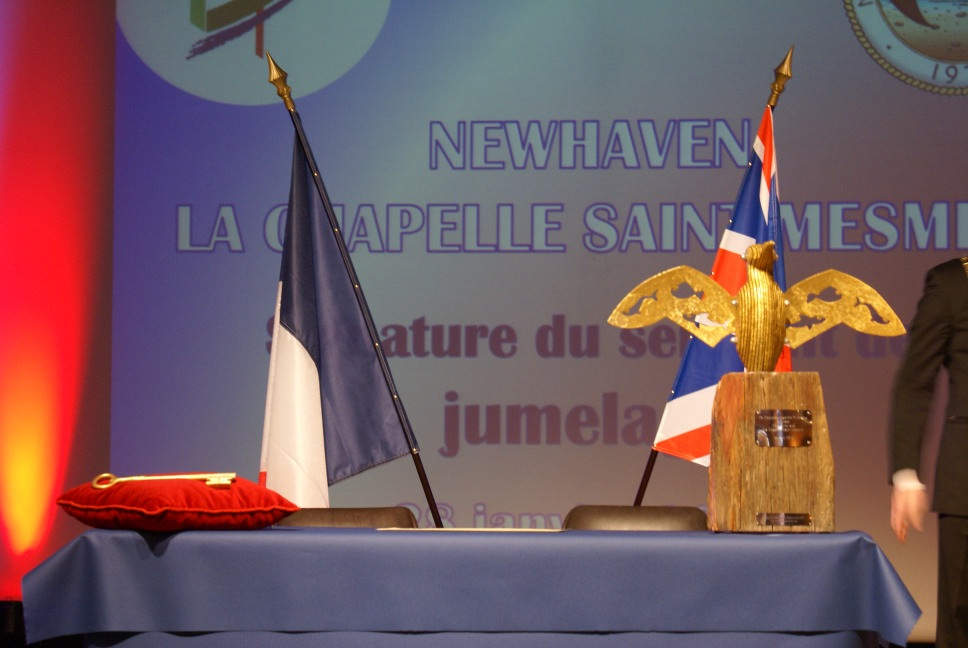
Jumelage La Chapelle-Newhaven.

Au 1er septembre 2023, La Chapelle-Saint-Mesmin est jumelée avec, :
- Cavriglia (Italie) depuis 1993,
- Newhaven (Sussex de l'Est) (Royaume-Uni) depuis 2010.

Le jumelage avec Newhaven, ville portuaire d'Angleterre située dans le Sussex de l'Est, est particulièrement actif. Il fête ses dix ans en 2021.
Celui avec Cavriglia fête son 30e anniversaire en 2023 par l'organisation de plusieurs manifestations.

## Équipements et services publics

### Gestion de l'eau

#### Eau potable
Le premier château d'eau (de Beauvois) est édifié en 1939 avec un forage de 84 mètres. Le service public d’eau potable est une compétence obligatoire des communes depuis l’adoption de la loi du 30 décembre 2006 sur l’eau et les milieux aquatiques. La gestion de l’eau étant une compétence obligatoire des communautés urbaines et des métropoles, la communauté urbaine Orléans Métropole s'est substituée à la commune pour la mise en œuvre du service public d'eau potable lors de la transformation de la communauté d'agglomération Val de Loire en communauté urbaine le 1er janvier 2017, puis c'est la métropole Orléans Métropole le 1er mai 2017 qui a pris cette compétence. La commune de La Chapelle-Saint-Mesmin est alimentée en eau potable par deux forages pompant l'eau dans la nappe souterraine des calcaires de Beauce : le forage de 75 mètres de la rue des Auvernais (château d'eau des Auvernais), mis en service en 1962 et le forage de 80 mètres de Gouffaut (les Muids), mis en service en 1985.

#### Eaux usées
La compétence assainissement, qui recouvre obligatoirement la collecte, le transport et l’épuration des eaux usées, l’élimination des boues produites, ainsi que le contrôle des raccordements aux réseaux publics de collecte, est assurée depuis le 1er janvier 2002 par la communauté de l'Agglomération Orléans Val de Loire, puis le 1er janvier 2017 par la communauté urbaine et enfin depuis le 1er mai 2017 par Orléans Métropole.
Depuis le 1er mai 2016, la métropole a signé un contrat de délégation de service public avec la société Suez pour l'exploitation des réseaux et ouvrages de transport de 11 communes du territoire métropolitain dont La Chapelle-Saint-Mesmin. Le réseau comprend un réseau unitaire (eaux usées + eaux pluviales) de 40 822 ml, un réseau séparatif eaux usées de 7 760 ml et un réseau d'eaux pluviales de 4 229 ml. On compte, dans la commune, 17 stations de relevage pour les eaux usées et 2 pour les eaux pluviales. Ces stations peuvent contenir de une à quatre pompes dont les puissances peuvent varier de 1,3 kW à 140 kW (soit de 3 l/s à 450 l/s).
Un zonage d'assainissement, qui délimite les zones d'assainissement collectif, les zones d'assainissement non collectif et le zonage pluvial a été réalisé par l’AgglO et a été approuvé par délibération du conseil de communauté du 15 avril 2004.
La commune est raccordée à la station d'épuration dite « de La Chapelle-Saint-Mesmin », située au sud-ouest du territoire communal. Cet équipement, dont la capacité est de 350 000 EH, le plus important sur le territoire d'Orléans Métropole, a été mis en service le 1er juin 1997 et son exploitation est assurée depuis mai 2016 par Véolia.

### Gestion des déchets

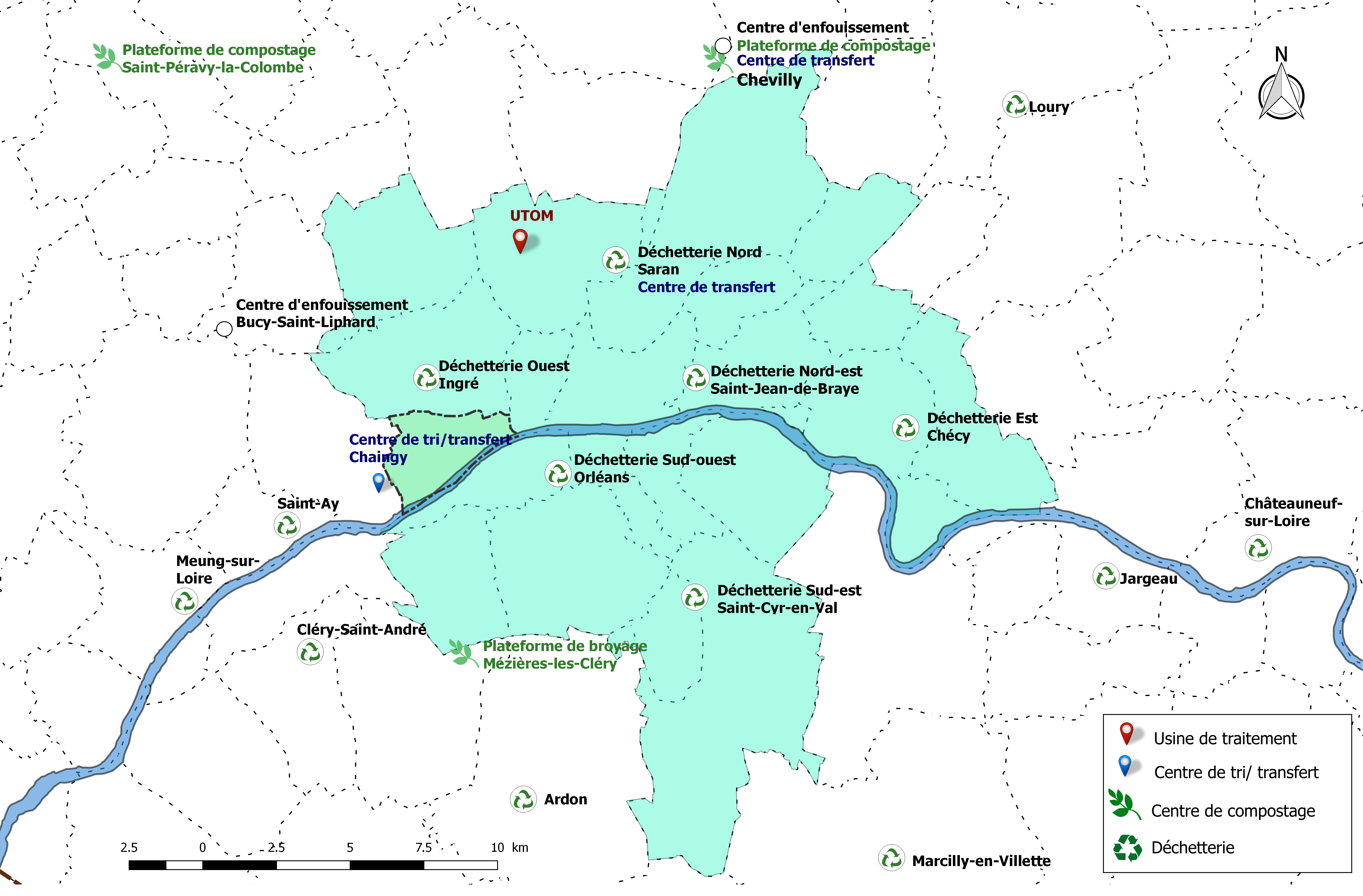
Sites de collecte, de traitement et de valorisation des déchets de la communauté urbaine d'Orléans Métropole, avec localisation de la commune de La Chapelle-Saint-Mesmin.

La collecte, le traitement et la valorisation des déchets sont une compétence exclusive de la communauté urbaine Orléans Métropole depuis 2002 (l'intercommunalité était alors communauté de communes). La collecte des déchets ménagers résiduels (DMr) est effectuée en porte-à-porte dans toutes les communes de la communauté urbaine. Un réseau de six déchèteries (créé au début des années 1990) accueille les encombrants et autres déchets spécifiques (déchets verts, déchets dangereux, gravats, cartons…). La plus proche pour les habitants de la commune de La Chapelle-Saint-Mesmin est celle d'Ingré.
Une unité de traitement permettant la valorisation énergétique (l’incinération des déchets ménagers résiduels) et la valorisation matière des autres déchets (corps creux, corps plats et multimatériaux) est en service à Saran depuis 1996. Elle est exploitée par la société Orvade, filiale du groupe Veolia.

### Enseignement, formation, animation
La commune dispose de trois groupes scolaires (élémentaire, maternelle) Jean-Vilar (1952), Bel-Air (1971), Les Vallées (maternelle en 1980 et élémentaire en 1994) et d'un collège (collège Pasteur, 1972).
Elle dispose également d'un centre de loisirs (enfants de 3 à 15 ans) réalisé dans les années 1980. Le précédent centre aéré, construit en 1968 et détruit par un incendie accidentel, était situé au même endroit.
À la rentrée 2014, l'ouverture d'une école privée hors contrat de confession musulmane était prévue, la première de France en région Centre. Elle n'a pas pu ouvrir à cause d'un non-respect de certaines normes de sécurité, et ne pouvait toujours pas ouvrir à la rentrée 2015 à la suite d'une décision du maire relative au nombre de places de stationnement concernant cette école. L'association qui promouvait ce projet a fini par y renoncer au printemps 2016.
Sont également situés sur le territoire de la commune :
- un centre de formation d'apprentis de l'industrie, du pôle formation Centre-Val de Loire de l'UIMM ;
- un centre de formation de l'association de formation professionnelle de l'industrie (AFPI) ;
- un centre de formation de la fédération compagnonnique des métiers du bâtiment (FCMB).

### Santé, solidarité
Le centre social municipal abrite :
- le centre communal d'action sociale (CCAS) ;
- le centre local d'information et de coordination (CLIC) qui accompagne les personnes âgées et leurs familles ;
- le multi-accueil Mélodine, établissement municipal d’accueil du jeune enfant (EAJE) qui permet l’accueil en simultané de 20 enfants de façon régulière ou occasionnelle ;
- la mini-crèche La courte échelle, établissement municipal d’accueil du jeune enfant (EAJE) qui permet l’accueil de 21 enfants de 0 à 3 ans (ou jusqu’à la scolarisation) en accueil régulier.

En outre, un service municipal de transport gratuit en minibus adapté est proposé aux personnes âgées pour leur permettre de se déplacer.
La Maison de santé pluridisciplinaire municipale (MSP) a vu le jour en 2019 grâce à l'action de la municipalité et regroupe une vingtaine de praticiens.
Le relais d'assistantes maternelles (RAM) est un service municipal gratuit mis à la disposition des habitants. C’est un lieu d’écoute, d’informations, de rencontres, d’animations et d’échanges pour les parents, les assistantes maternelles, les gardes à domicile et les enfants.
Un pôle de santé privé a ouvert ses portes en 2017 et regroupe une dizaine de praticiens.
Une dizaine d'associations à but social agissent au niveau local.

#### Établissements pour personnes âgées
La commune accueille trois établissements d'hébergement pour personnes âgées dépendantes (EHPAD) :
- l'Ehpad les Ombrages (qui héberge également le centre de réadaptation fonctionnelle Le Coteau - CRFA) gérés par l’Union pour la Gestion des Établissements des Caisses d’Assurance Maladie (UGECAM) se sont installés début 2018[M 30] ;
- l'Ehpad Résidence de La Chapelle[185] ;
- l'Ehpad Reflet de Loire administré par l'entreprise Korian[186].

### Sécurité, justice

#### Police municipale
La police municipale composée de six policiers en 2021, assure des missions de dissuasion et de prévention, y compris en milieu scolaire (écoles, collège, centre de formation d’apprentis). Elle effectue environ 1 200 interventions annuellement. Le service supervise également le dispositif de vidéo-protection composé de 60 caméras réparties sur le territoire de la commune.

#### Sapeurs-pompiers
En 2021, la commune dispose d’un centre de première intervention (CPI) composé d’une quinzaine de sapeurs-pompiers volontaires. Le centre réalise plus de 300 interventions par an (feux, accidents, secours à victimes et autres opérations). Il dépend du service départemental d'incendie et de secours (SDIS) et possède un véhicule d’intervention polyvalent (VIP) doté d’une réserve d’eau de 400 litres et d’un véhicule léger.
Il est intégré au Groupement Intercommunal des Sapeurs Pompiers de l'Agglomération Orléanaise (GISPAO) en 1991.

## Population et société

### Démographie
L'évolution du nombre d'habitants est connue à travers les recensements de la population effectués dans la commune depuis 1793.
Le recensement de 1954 révèle qu'en vingt années, la population a augmenté de 35 % et le nombre de maisons s'est accru de 85 % entre 1936 et 1958. 7 % sont alors de nationalité étrangère, principalement américaine, car 13 000 américains se sont installés dans l'agglomération orléanaise à la suite du Pacte de l’Otan de 1949. Entre 1951 et 1967, 5 495 bébés (dont près de 5 000 citoyens américains) naissent dans l'hôpital militaire de la commune (The 34th General Hospital), le plus important d'Europe. En 1966, la France quitte l'OTAN et les bases militaires américaines sont démantelées.
Entre 1954 et 1982, la population triple, passant de 2 613  à   7 801 habitants. En 2022, la commune comptait 10 492 habitants, en évolution de +2,63 % par rapport à 2016.
| 1793  | 1800  | 1806  | 1821  | 1831  | 1836  | 1841  | 1846  | 1851  |
| ----- | ----- | ----- | ----- | ----- | ----- | ----- | ----- | ----- |
| 1 175 | 1 324 | 1 270 | 1 267 | 1 282 | 1 241 | 1 271 | 1 366 | 1 452 |

| 1856  | 1861  | 1866  | 1872  | 1876  | 1881  | 1886  | 1891  | 1896  |
| ----- | ----- | ----- | ----- | ----- | ----- | ----- | ----- | ----- |
| 1 694 | 1 848 | 1 858 | 1 775 | 1 727 | 1 756 | 1 736 | 1 822 | 1 696 |

| 1901  | 1906  | 1911  | 1921  | 1926  | 1931  | 1936  | 1946  | 1954  |
| ----- | ----- | ----- | ----- | ----- | ----- | ----- | ----- | ----- |
| 1 662 | 1 517 | 1 553 | 1 277 | 1 388 | 1 647 | 1 913 | 2 162 | 2 613 |

| 1962  | 1968  | 1975  | 1982  | 1990  | 1999  | 2006  | 2011  | 2016   |
| ----- | ----- | ----- | ----- | ----- | ----- | ----- | ----- | ------ |
| 3 748 | 5 143 | 6 482 | 7 801 | 8 207 | 8 967 | 9 282 | 9 800 | 10 223 |

| 2021   | 2022   | - | - | - | - | - | - | - |
| ------ | ------ | - | - | - | - | - | - | - |
| 10 218 | 10 492 | - | - | - | - | - | - | - |

### Manifestations culturelles et festivités

#### Locales
La commune compte une trentaine d'associations culturelles et accueille de nombreuses manifestations dont :
- la fête du vin doux[188], fin septembre, place des Grèves, depuis 1977 ;
- les éditions du festival national d'opéras pour enfants[M 34] se sont déroulées chaque année de 1990 à 1992 puis tous les 2 ans de 1992 à 2002[189] ;
- depuis 2004, le festival d'images sous-marines Images de l'eau delà : concours, conférences, projections, expositions[190] ;
- le festival Geek Faëries (2010-2012).

Le 14 juillet 1989, la commune commémore le bicentenaire de la Révolution française par l'organisation de manifestations et cérémonies. À cette occasion, un arbre de la liberté, un chêne, est officiellement planté par la municipalité dans le parc de l'Espace Béraire.

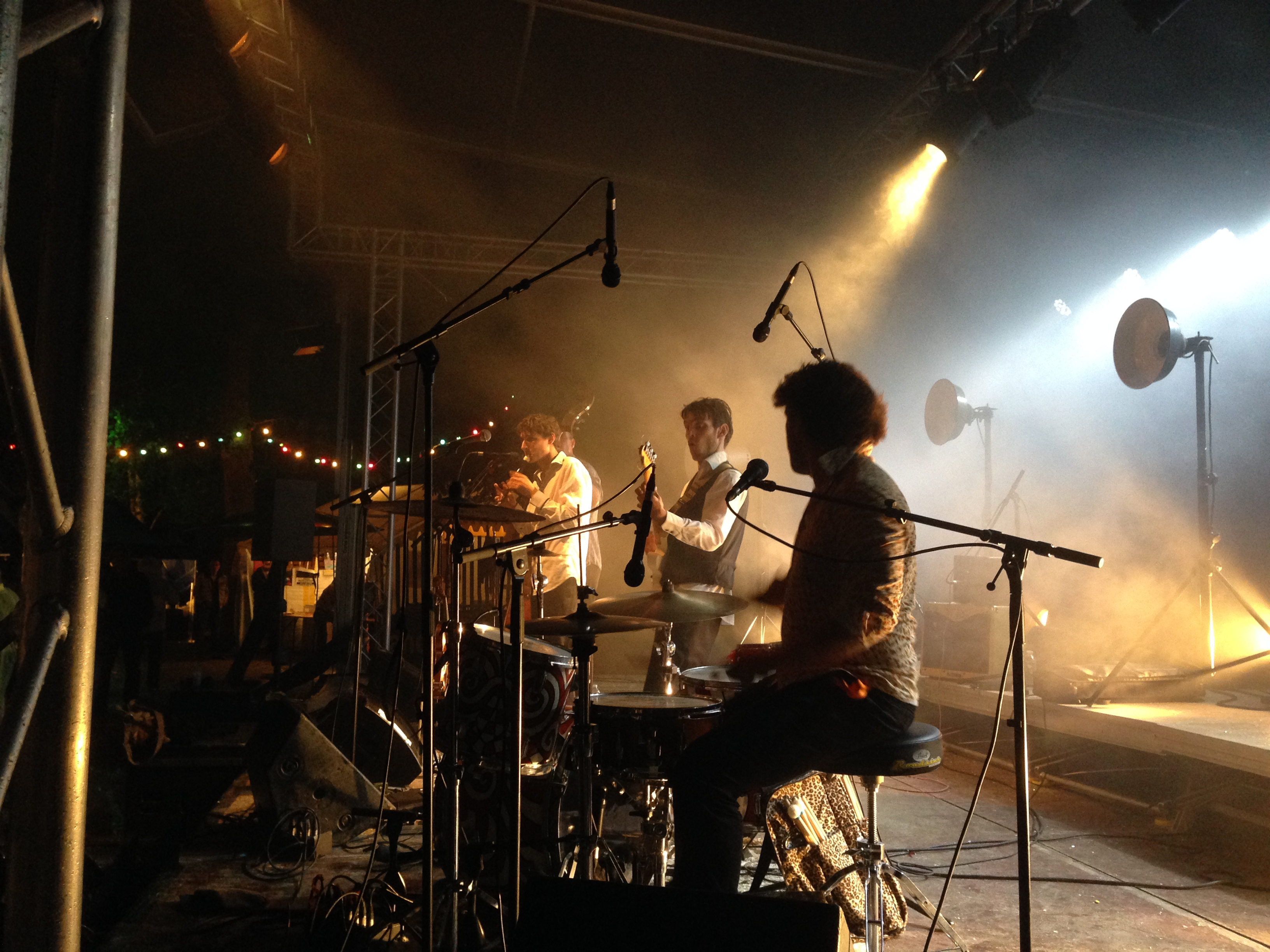
Festival Balade en Musiques.

Depuis sa création en 2008/2009, le service culturel municipal propose une saison de programmations culturelles tout le long de l'année avec plusieurs temps forts:
- le festival « Balade en musiques » en juin depuis 2008, place des Grèves et renommé depuis 2022 « Sons au fil de l'eau[191] » ;
- les fêtes d'automne, entre 2008 et 2015, appelées « Festival E Chap & Vous! » ;
- la « fête des Duits »[192], à partir de l'été 2014 et pendant quelques années, a permis de créer en bord de Loire et dans le parc de la Solitude, un espace culturel original voué à la légende du Dragon de Saint-Mesmin et à la création artistique.
- « la rue au fil de l'eau », festival des arts de la rue, ayant lieu en été à partir de 2021, dans le centre bourg et place de l'église[193], en lien avec « le Loiret au fil de l'eau », manifestation d'été organisée par le Conseil départemental du Loiret[194].

En outre, pour commémorer les 1 500 ans de la mort de saint Mesmin, la ville a proposé tout au long de l'année 2020 des manifestations culturelles autour de la légende du dragon de Béraire.

#### Agglomération
La commune participe par ailleurs à des manifestations organisées au niveau de l'agglomération :
- le festival intercommunal Festiv'Elles organisé dans le cadre de la journée internationale des droits des femmes en mars de chaque année depuis 2015. Créé au départ avec deux communes de l'agglomération orléanaise, au fil des années, d’autres communes se sont jointes au projet. Elles sont aujourd'hui onze (La Chapelle-Saint-Mesmin, Chécy, Fleury-les-Aubrais, Ingré, Orléans, Ormes, Saint-Jean-de-Braye, Saint-Jean-de-la-Ruelle, Saint-Jean-le-Blanc, Saran et Semoy) à proposer une programmation diverse, variée et complémentaire (expositions, projections, spectacles tout public, concerts et spectacles d’humour)[196] ;
- les Fêtes johanniques d'Orléans, qui fêtent chaque début mai la libération d'Orléans par Jeanne d'Arc en 1429, restent la manifestation populaire la plus importante et la plus ancienne de l'agglomération Orléanaise[197] ;
- le festival de Loire rassemble en septembre à Orléans, depuis 2003, tous les deux ans les années impaires, une importante batellerie internationale (700 mariniers, 500 artistes, 150 exposants) avec près de 300 manifestations gratuites programmées autour de ce thème, sur deux kilomètres de quais[198].

### Sports
Les clubs sportifs de la ville (environ 22 associations, 3 400 licenciés) sont regroupés au sein de l'Union sportive chapelloise, créée en 1941.
En 1990, la commune créé une école municipale des sports réservée aux enfants de quatre à six ans.
Jusqu'en 2022, la commune disposait de deux gymnases : Jean Sadoul (1972 et dénommé ainsi en 1992) et Aurélien-Hatton (le complexe sportif dont dépend le gymnase est aménagé en 1970 et ce dernier agrandi en 1993) et d'une piscine municipale construite en 1973 et réhabilitée en 2011. Le gymnase Jean-Sadoul désormais trop vétuste et inadapté, ferme ses portes fin juin 2022 pour être démoli et laisser la place, début octobre 2022 (les travaux ayant démarré fin 2020), à un nouveau complexe sportif plus moderne, plus vaste (2 640 m2), plus économe et mieux adapté aux activités des associations sportives locales, dénommé Nicolas Bonneau, en hommage à son maire à l'origine du projet, décédé en 2020.
Un circuit de BMX, situé en bord de Loire au lieu-dit Vaussoudun dans le domaine public fluvial (géré par l'État) depuis 1988, accueille régulièrement des compétitions nationales et internationales. Ce terrain « en dur » est précédé en 1983 par l'implantation d'un simple parcours de bicross (encore en activité) près de la place des Grèves. L'association le Bi Club Chapellois, utilisatrice du circuit, est le premier club de BMX de France en nombre de licenciés. En 1993, le club organise les championnats d'Europe de Bicross. Avec 310 licenciés, celui-ci s’est vu remettre en 2017 par le président de la Fédération française de cyclisme, le trophée de plus grand club de cyclisme français, sur 2 508 clubs, toutes disciplines confondues.
Un nouveau circuit de BMX, dénommé Stadium BMX de La Chapelle Saint-Mesmin, composé d’une piste d’une longueur de 420 mètres et muni de deux buttes de départ s’élevant chacune respectivement à une hauteur de 5 et de 8 mètres, respectant les normes des compétitions internationales, ainsi que d'un pumptrack en libre accès, est édifié en 2024 à l'extrême ouest de la commune au lieu-dit Les Pierrelayes. La zone dédiée à ce projet a en effet été validée le 29 avril 2021 par le conseil d'Orléans Métropole dans le cadre de l'élaboration du Plan local d'urbanisme métropolitain (PLUM). Ce circuit, inauguré le 19 octobre 2024, intègre la plus longue piste de BMX de France.

### Vie associative
En dehors des associations sportives et culturelles, la commune témoigne d'une vie associative intense,. Elle compte de nombreuses associations culturelles, comme « Bidon é vous », Échanges franco-allemands, Détente et loisirs et le Groupe d'Histoire Locale (GHL) qui depuis 1984 oeuvre en faveur de la sauvegarde de la mémoire de l'histoire de la commune, des associations humanitaires, d'entraide et sociales.
L'Harmonie de La Chapelle Saint-Mesmin est le groupe culturel le plus ancien de la commune encore en activité, puisque l'orchestre a été fondé par la compagnie des sapeurs-pompiers en 1863, à la suite de la dissolution de la Garde nationale en 1852.

### Cultes

#### Culte catholique
Le territoire de la commune dépend du « groupement paroissial de La Chapelle-Saint-Mesmin-Chaingy-St Ay (Agylus) » au sein du « pôle missionnaire Ouest » du diocèse d'Orléans. Le lieu de culte est l'église Saint-Mesmin où la messe est célébrée chaque dimanche.

#### Autres cultes
Le lieu de culte musulman est la mosquée Al-Taqwa néanmoins, il est possible d'aller dans l'une des quatre mosquées d'Orléans (pakistanaise, La Source, Es-Sunna et Ibn Badis). Les Chapellois ne disposent pas de lieux de culte israélite et protestant. Pour ces religions, les lieux de culte les plus proches sont à Orléans : synagogue d'Orléans et plusieurs lieux de culte protestant, notamment le temple de l'Église protestante unie de France, le centre de l'Église évangélique libre d'Orléans, le centre de l'Église Parole de Vie, l'Église évangélique baptiste de l'Orléanais.

### Médias

#### Télévision
France 3 Orléans Loiret est la chaîne locale publique sur l'actualité du Loiret et de sa métropole.

#### Radio
Plusieurs chaînes de radio peuvent être reçues dans la commune, parmi lesquelles (classement en fonction de la fréquence d'émission) :
- Radio Campus Orléans (88.3 FM) : radio étudiante de l'agglomération orléanaise[215] ;
- RCF Loiret (ex-RCF Saint Aignan) (91.2 FM) : radio locale chrétienne du diocèse d'Orléans[216] ;
- Chérie FM Centre-Val de Loire (91.6 FM) : programme local de Chérie FM depuis Tours ;
- Nostalgie Orléans (93.7 FM) : déclinaison orléanaise de Nostalgie ;
- Radio Arc-en-Ciel (96.2 FM) : radio associative de l'agglomération orléanaise ;
- Forum (97.5 FM) : radio locale commerciale émettant sur une large couverture allant du Centre jusqu'au Limousin en passant par les Pays de la Loire et le Poitou-Charentes. Elle appartient au Groupe 1981 à Orléans ;
- NRJ Orléans (100.4 FM) : déclinaison orléanaise d'NRJ ;
- France Bleu Orléans (100.9 FM) : radio locale publique émettant aussi en Loir-et-Cher ;
- Vibration (102.0 FM) : radio locale commerciale émettant dans le Centre et sur une partie des Pays de la Loire. Elle appartient au Groupe 1981 à Orléans.

#### Presse
Les Chapellois sont informés par :
- les pages locales du quotidien La République du Centre[LaR 10] ;
- le magazine municipal LCSM, bulletin trimestriel d'information de 20 pages, tirage couleur, distribué gratuitement aux habitants et consultable sur le site de la mairie[M 42] ;
- le Guide Pratique, guide municipal annuel de 64 pages, recensant les services, les commerces, les entreprises, les associations et fournissant tous renseignements utiles ;
- le Bulletin annuel du Groupe d'histoire locale (GHL) de La Chapelle Saint-Mesmin ;
- L'Étudiant autonome, journal des étudiants de l'agglomération orléanaise dont le siège de la rédaction est situé sur le campus de La Source ;
- La Tribune d'Orléans, journal gratuit d'informations locales paraissant chaque jeudi (le journal a cessé son activité le 12 septembre 2015 et a été regroupé avec L'Hebd'O, devenant ainsi La Tribune/Hebd'O, magazine [gratuit] d'information d'Orléans et d'Orléans Métropole, paraissant chaque mercredi) ;
- Edith Magazine, féminin mensuel gratuit d'Orléans et son agglomération.

#### Internet
Le déploiement du réseau FTTH (de l'anglais : Fiber to the Home, en français : Fibre optique jusqu'au domicile) est opérationnel depuis 2016 sur tout le territoire de la commune.

## Économie

### Revenus de la population et fiscalité
En 2018 (données Insee publiées en janvier 2021), la commune compte 4 227 ménages, 10 072 personnes dans les ménages fiscaux, et un revenu fiscal médian déclaré par unité de consommation de 22 730 €, ce qui place La Chapelle-Saint-Mesmin au 9 764e rang par ordre décroissant parmi les 31 330 communes de plus de 34 ménages en métropole.
Cette valeur de 22 730 euros de revenu fiscal médian disponible est très légèrement supérieure (+ 3,5 %) à la médiane départementale qui s'établit, pour la même année, à 21 960 euros.

### Emploi
| Division      | 2007  | 2012   | 2017   |
| ------------- | ----- | ------ | ------ |
| Commune       | 7 %   | 9 %    | 9,6 %  |
| Département   | 9,2 % | 12,1 % | 13,1 % |
| France métro. | 11 %  | 12,7 % | 13,4 % |

En 2017, la population âgée de 15 à 64 ans s'élève à 6 280 personnes, parmi lesquelles on compte 78,5 % d'actifs dont 71 % ayant un emploi et 7,5 % de chômeurs. Depuis 2007, le taux de chômage communal (au sens du recensement) des 15-64 ans est inférieur à celui de la France et du département.
On compte 3 446 emplois dans la commune, contre 3 189 en 2007 et 3 489 en 2012. Le nombre d'actifs ayant un emploi résidant dans la commune étant de 4 485, l'indicateur de concentration d'emploi est de 76,8 %.
Seulement 19,3 % des habitants travaillent dans la commune. Pour se rendre au travail, 82 % des habitants utilisent un véhicule personnel ou de fonction à quatre roues, 9,9 % de transports en commun, 5,7 % s'y rendent en deux-roues, à vélo ou à pied. Enfin 2,4 % n'ont pas besoin de transport (travail au domicile).

### Entreprises, commerces et agriculture

#### Secteurs d'activité
| Secteur                                                      | Postes salariés | Taux   |
| ------------------------------------------------------------ | --------------- | ------ |
| Ensemble                                                     | 3 592           | 100    |
| Agriculture                                                  | 0               | 0      |
| Industrie                                                    | 397             | 11,1 % |
| Construction                                                 | 312             | 8,7 %  |
| Commerce, transports, services divers                        | 2 182           | 60,7 % |
| Administration publique, enseignement, santé, action sociale | 741             | 20,6 % |

Le tissu économique communal est largement représenté par les commerces, transports et services divers qui représentent 61 % des
emplois sur le territoire en 2017, contre 47,3 % aux niveaux départemental et national,.
L'activité agricole. encore présente en 2010 a connu une érosion continue en 30 ans, passant de 21 exploitations agricoles ayant leur siège dans la commune en 1988, à 9 en 2000, 8 en 2010. En 2017, la commune ne compte plus que trois exploitants agricoles.
L'activité industrielle, avec 397 emplois dans la commune et 11,1 % des emplois, est non négligeable mais reste inférieure au niveau départemental, où elle représente 16,7 %.

#### Zonage
La commune dispose de cinq zones d'activité :
- la zone des Portes de Micy, zone communale située directement à la sortie du péage autoroutier Orléans/Centre ;
- la zone de la Chistera, zone privée située au long de l'avenue Georges Pompidou à proximité du péage autoroutier Orléans/Centre, de la deuxième ligne de tramway et du parc relais de 176 places ;
- la zone Descartes, zone privée à environ deux minutes du péage autoroutier Orléans/Centre ;
- la zone des Forges, zone communale située au nord de la ville et à environ 1 km du péage autoroutier ;
- la zone des Quatre Cheminées, zone communale située à la sortie ouest de la ville en bordure de la route départementale 2152. Cette zone doit faire l’objet d’un agrandissement dans le cadre du plan local d'urbanisme mis en révision en 2015 et adopté par Orléans Métropole en 2019 (voir plus haut la section « Projets d'aménagement »).

#### Industrie

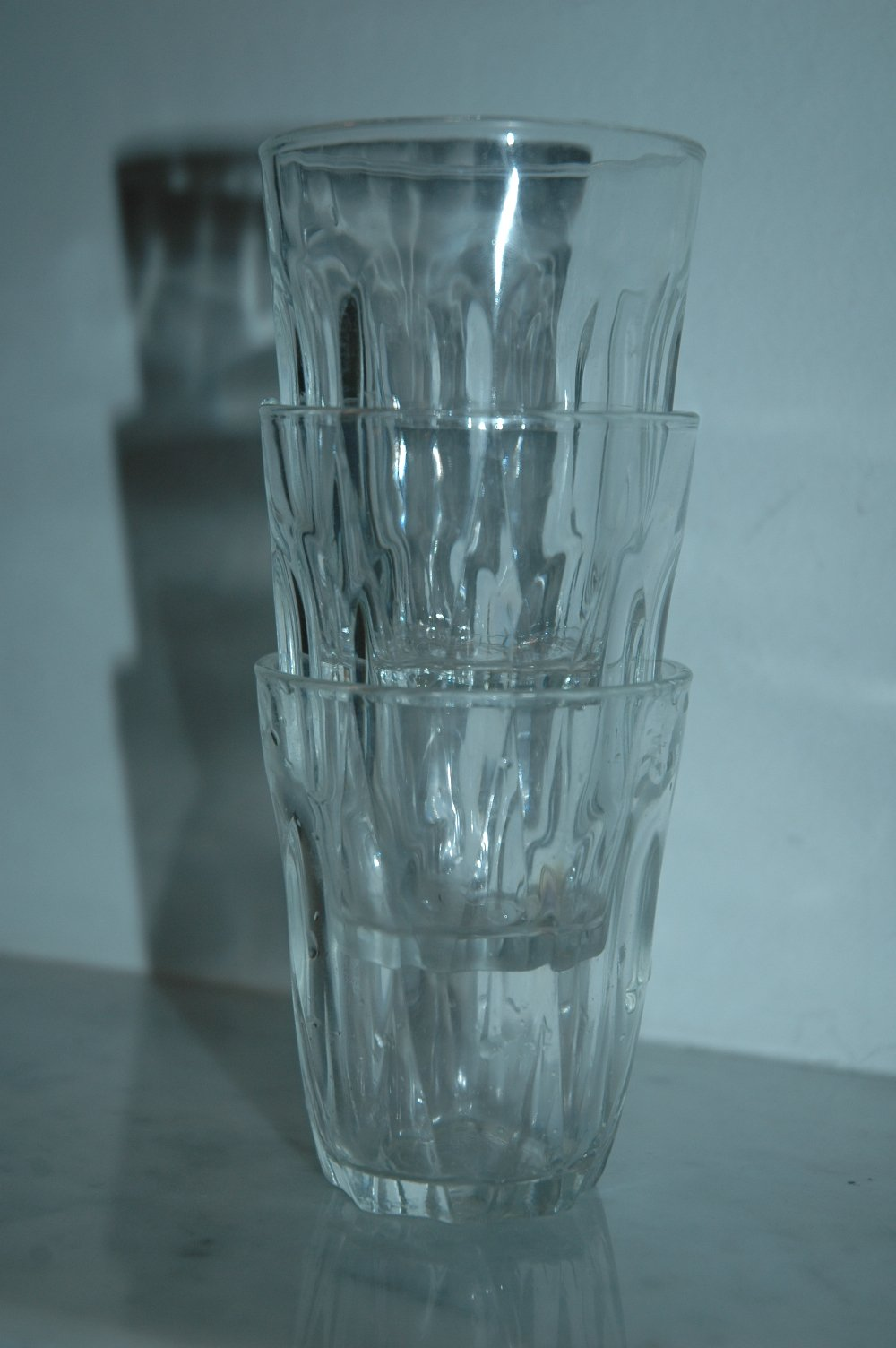
Verres Duralex-DSC 3968.

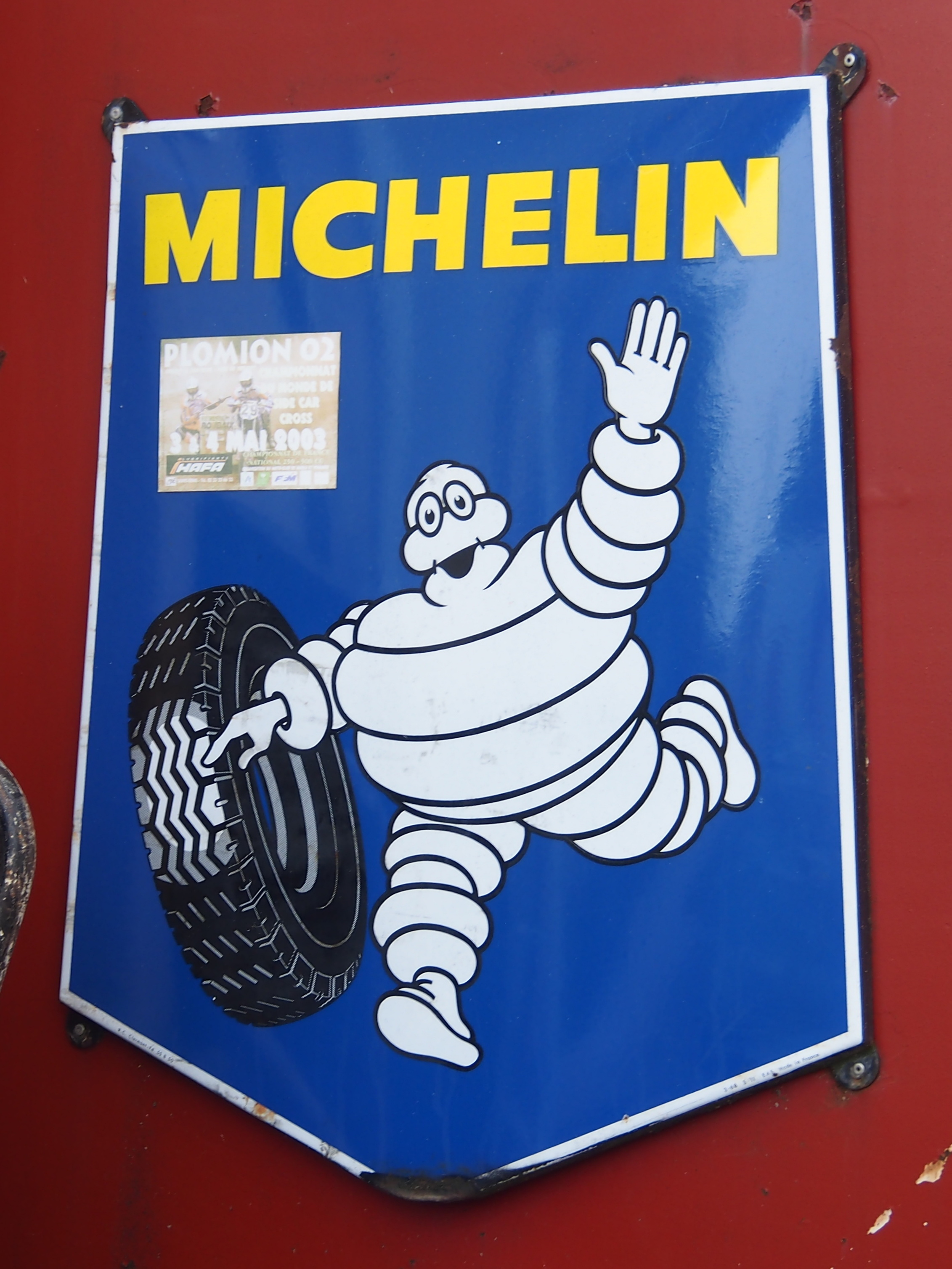
Affiche publicitaire Michelin.

Il subsiste un réel secteur industriel entre l'usine Duralex (dotée d'une imposante cheminée) et l'autoroute A71 au lieu-dit des Hauts-Champs, ce secteur est par ailleurs connexe à la zone industrielle d'Ingré / Saint-Jean-de-la-Ruelle (communes limitrophes) et est très bien desservie par les infrastructures autoroutières. Les deux principales entreprises en activité sont les entreprises Duralex et la conserverie de légumes Maingourd. L'entreprise Michelin qui a également été un employeur important de ce secteur d'activité a aujourd'hui disparu.
La verrerie Duralex, emploie en 2021 environ 260 personnes. Placée en redressement judiciaire en septembre 2020, le tribunal de commerce d'Orléans a validé, fin janvier 2021, son rachat par la maison mère de Pyrex, International Cookware,.
En avril 2024, Duralex sollicite l'ouverture d'une procédure de redressement judiciaire auprès du tribunal de commerce d'Orléans en raison des difficultés de l'entreprise à subvenir à ses besoins dans un contexte de flambée des prix de l'énergie,.
Le 26 juillet 2024, le tribunal de commerce d’Orléans choisit l'offre de SCOP portée par une majorité des salariés et par le syndicat CFDT avec le soutien des politiques locaux.
Cette verrerie, créée en 1927 par le vinaigrier Dessaux, a appartenu également au parfumeur François Coty en 1930, sous le nom de société des verreries de La Chapelle-Saint-Mesmin. Elle servait alors à fabriquer des flacons de parfum. Elle a été acquise par Saint-Gobain en 1934. En 1935, l'usine compte 575 salariés. Certains entrepôts à l'est au lieu-dit des Forges ont été cédés à d'autres entreprises depuis l'avènement des flux tendus. À la fin des années 1960, l'usine compte 1 000 employés sur 41 000 m2 couverts et produit 600 000 articles par jour. Mais la vaisselle trempée Duralex « incassable » fabriquée sur place qui équipe encore de nombreuses cuisines de collectivités continue d'être exportée en 2021 dans plus de 100 pays du monde. Ceci malgré l'installation d'usines similaires du prototype performant Chapellois par le groupe Saint-Gobain dans d'autres pays et après des licenciements massifs à La Chapelle dans les années 1980 accompagnés d'importants mouvements sociaux. La vaisselle Duralex modèle de design industrielle du XXe siècle est présente au MoMa Store, boutique du Musée of Modern Art de New York.
La conserverie de légumes René Maingourd (Groupe CECAB-Eureden : D'aucy-Maingourd-Depenne…), créée initialement en 1880 à Orléans, est installée dans la commune depuis 1969 en face de l'entrée/sortie des autoroutes A10 et A71 à l'extrémité sud-est de ce secteur industriel de la commune. En 2019, elle employait 154 personnes et présentait un chiffre d'affaires de 42 676 908 €,.
Une importante entreprise Michelin (domaine de 19 hectares dont 41 000 m2 de bâtiments) s'est installée en 1950 au sud-est de l'actuelle verrerie Duralex et à l'est de la rue d'Ingré, et a compté des effectifs importants (1 300 personnes jusqu'aux années 1980, 850 personnes en 1988 et 522 personnes en 1991). Pendant ces 50 années d'existence, l'usine a fabriqué pneus (le « Métalic »), chambres à air et enfin cartes routières. Faisant suite à la cessation des activités industrielles et la suppression de 485 emplois en 1991 puis de la fin des activités sur les cartes routières en août 2007 avec une quarantaine d'employés, et enfin à la démolition du site en 1996-1997, il ne reste aujourd'hui de l'usine Michelin que quelques traces (notamment une petite cité pavillonnaire réservée au personnel de l'usine : Les Oiseaux et La Noue), et laisse place au siège social voisin du groupe Mr Bricolage.

#### Agriculture
Au XIXe siècle, environ 400 familles paysannes vivaient de l'agriculture. En 1950, on comptait 362 exploitants. En 1972, le nombre se réduit à 49. En 2017, la commune ne compte plus que trois exploitants agricoles.
En raison de la taille et du morcellement des parcelles cultivables ainsi que du manque de chemins pour y circuler, le syndicat agricole local propose, en 1945, de procéder à un remembrement de la propriété foncière. La commune fut l'une des premières du département à le mettre en place en 1950. L'association foncière (AFP) fut créée à cette occasion. Cette opération permit de réduire le nombre de parcelles cadastrales de 18 960 à 1 405. Un second remembrement a lieu à l'occasion de la construction et le passage de l'autoroute A10 sur le territoire de la commune en 1974 afin de procéder à la remise en forme des parcelles et des chemins d'exploitation. L'association foncière est chargée d'entretenir les chemins d'exploitation qui ne peuvent être classés dans le domaine communal, à l'exception du chemin de l'échelle rétrocédé à la commune en 1992.
Afin d'améliorer leurs revenus, les cultivateurs, en contrat avec la Société d'exploitation industrielle des tabacs et des allumettes (Seita), s'essayèrent à la culture du tabac à partir de 1950. On compte huit planteurs dès la première année, seize en 1956 et enfin deux en 1970. Mais cette activité, bien que rémunératrice, exigeait beaucoup d'énergie et de temps. Elle cessa en 1970,.

#### Commerce

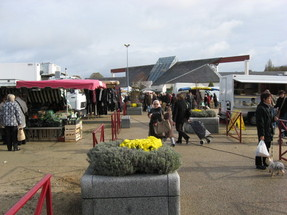
Le marché de Béraire.

Le marché de Béraire, créé en 2009, a lieu le samedi matin de 8 h à 13 h devant l’Espace Béraire. C'est un marché à dominante alimentaire qui compte 30 commerçants et producteurs.
Les petits commerces et moyennes surfaces se trouvent principalement le long de l'ancienne route nationale (route de Blois, rue Nationale, route d'Orléans), créant des micro-centralités le long de cet axe et lui conférant une certaine animation malgré le flux important de véhicules. Le supermarché de la marque Intermarché s'installe à l'ouest de la commune en 1983.
La place du Bourg, anciennement commerçante, ne compte plus en 2021 qu'un bistrot.

#### Services
Le château des Hauts a été vendu en 2012 par le conseil général du Loiret à la société d'informatique Pentalog qui en a entrepris la rénovation pour en faire son siège.
Le siège social du groupe Mr Bricolage est situé à La Chapelle-Saint-Mesmin depuis 2000 en lieu et place de l'ancienne usine Michelin dans la zone industrielle. Il regroupe plus de 340 collaborateurs.

## Culture locale, patrimoine et tourisme
- Architecture religieuse

'"`UNIQ--templatestyles-0000000B-QINU`"'  - 1Église Saint-Mesmin
  - 2Grotte du dragon de Béraire
  - 3Croix Noble
  - 4Chapelle Chemin de Beuvry
- Architecture civile

'"`UNIQ--templatestyles-0000000B-QINU`"'  - 1Ancien petit séminaire
  - 2Petit château
  - 3Château de la Source du Rollin
  - 4Château de l'Ardoise
  - 5Château des Hauts
  - 6Château des Tourelles

### Patrimoine religieux

#### Église Saint-Mesmin
L'église Saint-Mesmin est l'une des plus anciennes du Val de Loire, bâtie à flanc de coteau au-dessus de la grotte dite du dragon aux XIe et XIIe siècles. Elle est « classée » au titre des monuments historiques depuis 1862.

#### Grotte du dragon de Béraire
La grotte du dragon de Béraire, située juste en dessous de la Villa Béraire (Villa Berarii) à l'emplacement de l'église Saint-Mesmin, aurait été, selon la légende, le repère d'un dragon terrassé par Maximin de Micy (saint Mesmin l'Ancien), 2e abbé de Micy située sur la rive opposée. Il y fut enterré à sa mort en 520.

#### La Croix Noble
C'est une croix en pierre taillée, d'1,86 mètre de hauteur, située à l'extrémité nord-ouest de la commune, au carrefour des rues d'Orentay et de l'Azone et des routes de Chaingy et de La Chapelle. Elle y a été installée le 19 avril 1874 par trois carriers, au croisement de cinq chemins empruntés à l'époque principalement par des troupeaux de bovins. Ce monument a été précédé, au XVIIe siècle, par une autre croix, disparue plusieurs années avant son remplacement par la croix actuelle. Elle a été extraite d'une carrière souterraine située à proximité par Jacques Moreau, agriculteur et carrier. Les aménagements récents des chemins en routes ont permis la création d'un terre-plein au milieu du carrefour mettant en valeur cette croix. Mutilée par une collision malheureuse dans les années 1980, la Croix Noble a été restaurée par l'Atelier de la Perrière de La Chapelle Saint-Mesmin. Une restauration de la croix (décapage et peinture des inscriptions gravées) est entreprise en 2021.

#### La chapelleChemin de Beuvry

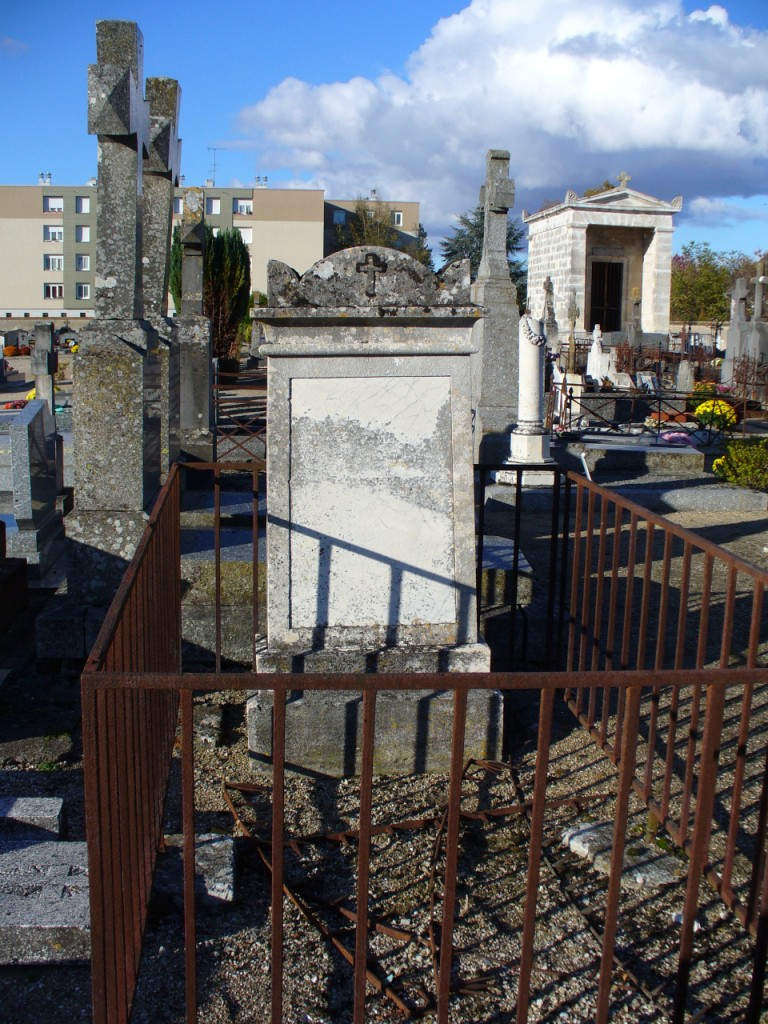
Chapelle Chemin de Beuvry (en haut à droite du cliché).

Cette chapelle sépulcrale de la famille Chemin de Beuvry est un imposant monument funéraire en forme de temple grec érigé en 1837 dans le cimetière dit « du bourg » à la mémoire de Etienne Jean Désiré Chemin de Beuvry (voir liste des propriétaires du château des Hauts) par sa veuve Françoise Le Pilleur de Beuvry qui en fit don, ainsi que deux parcelles de terrain du cimetière, à la commune.

### Patrimoine civil

#### Ancien petit séminaire
Propriété de l'hôpital d'Orléans jusqu'en 2020, le petit séminaire était, entre 1846 à 1906, l'école secondaire ecclésiastique dépendant du séminaire d'Orléans. Il est créé par Jean-Jacques Fayet et continue de se développer sous l'épiscopat de Félix Dupanloup. Il a compté jusqu'à 300 élèves. Paul Gauguin fut l'un de ses élèves les plus illustres.

#### Châteaux

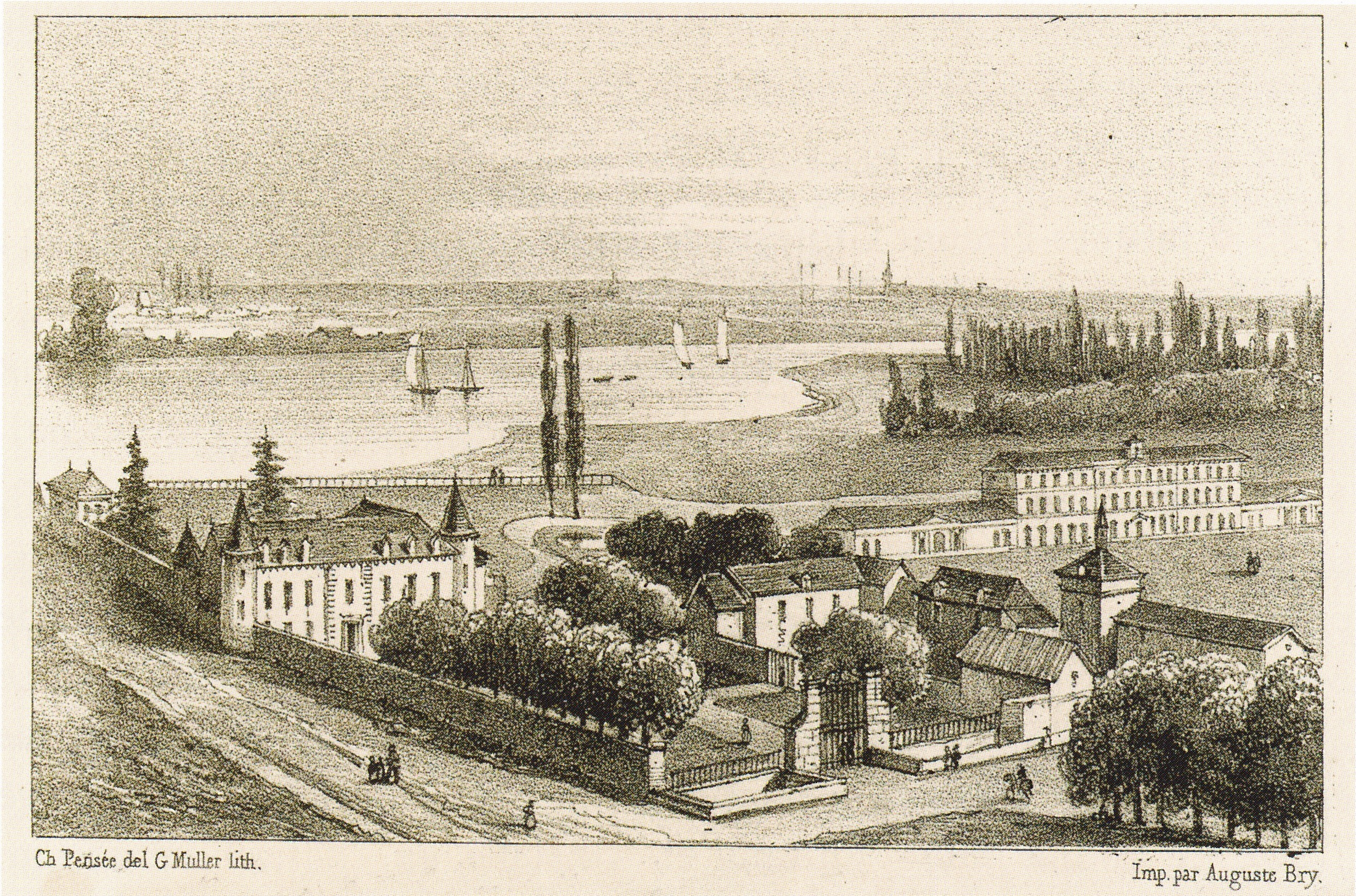
Le Château des Hauts au XIXe siècle.
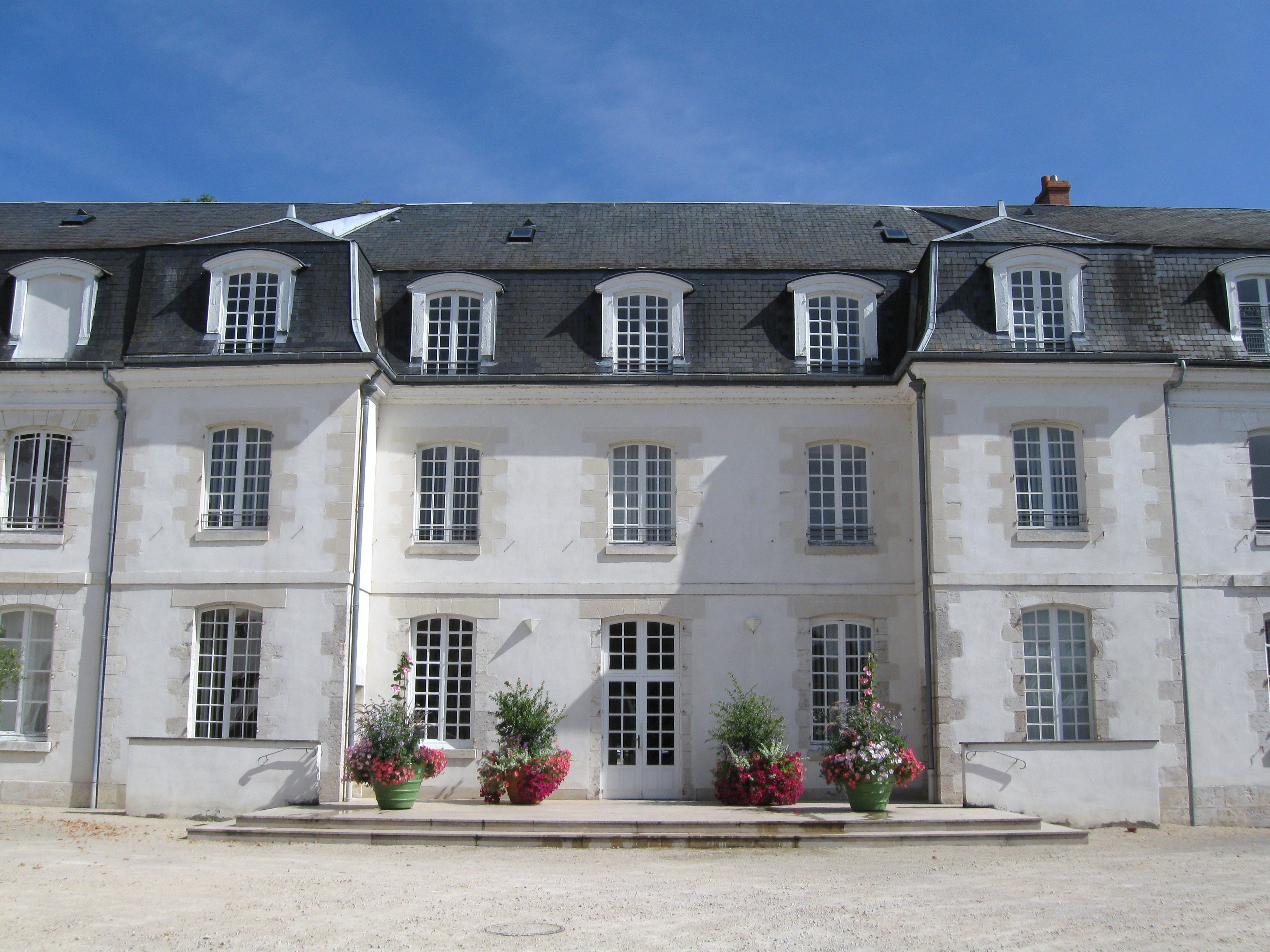
Le petit-château.
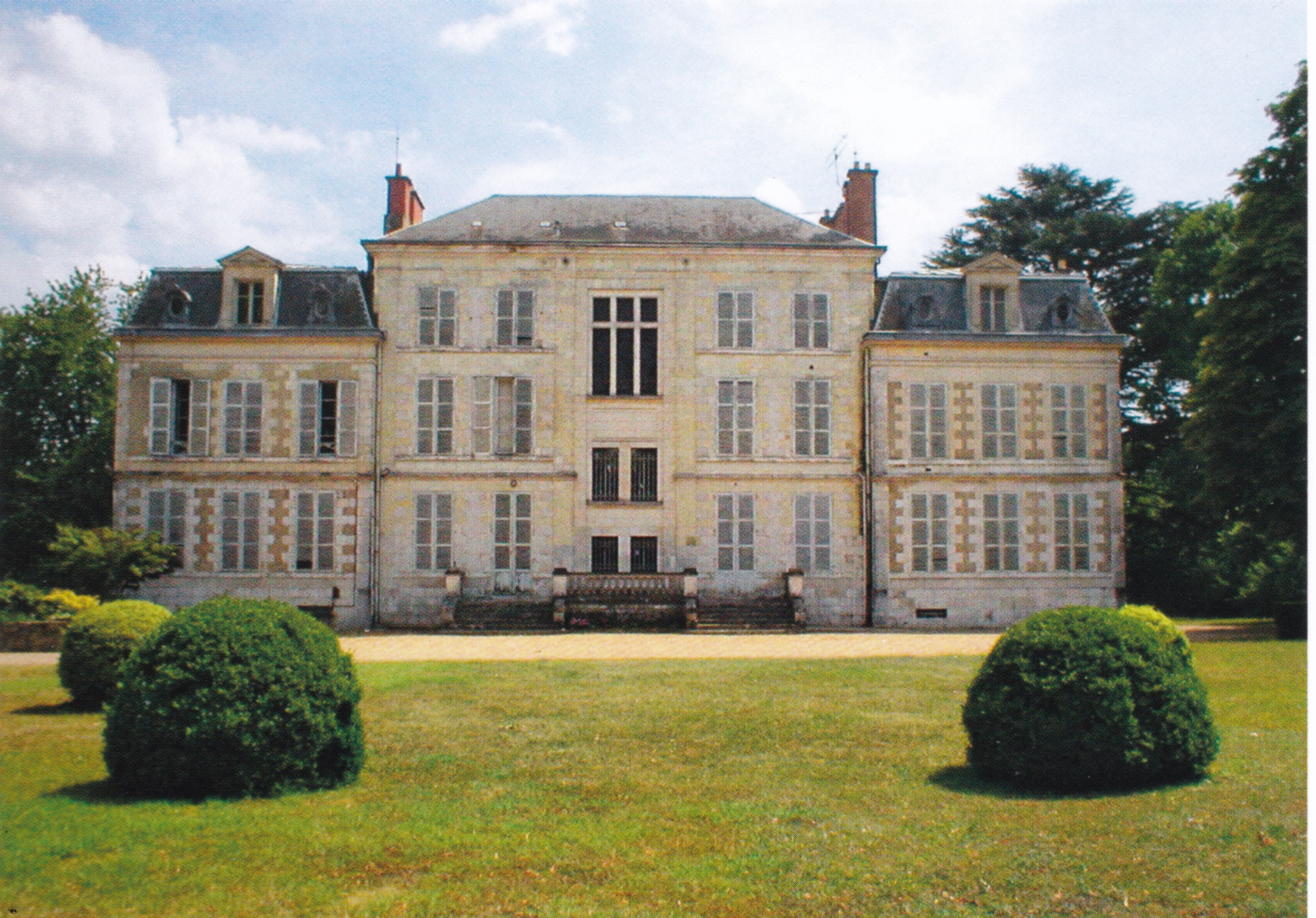
Château de la Source du Rollin.
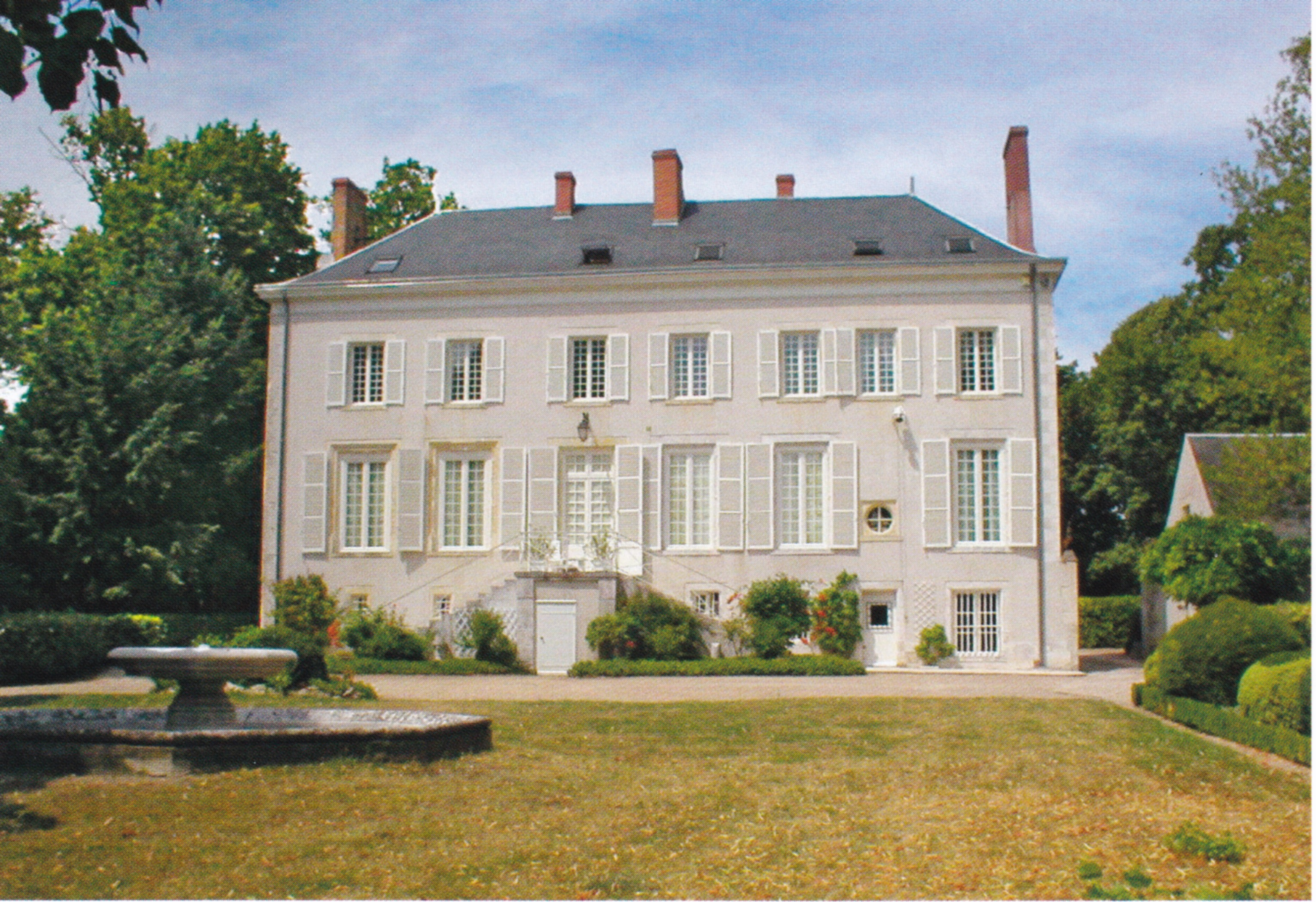
Château de l'Ardoise.
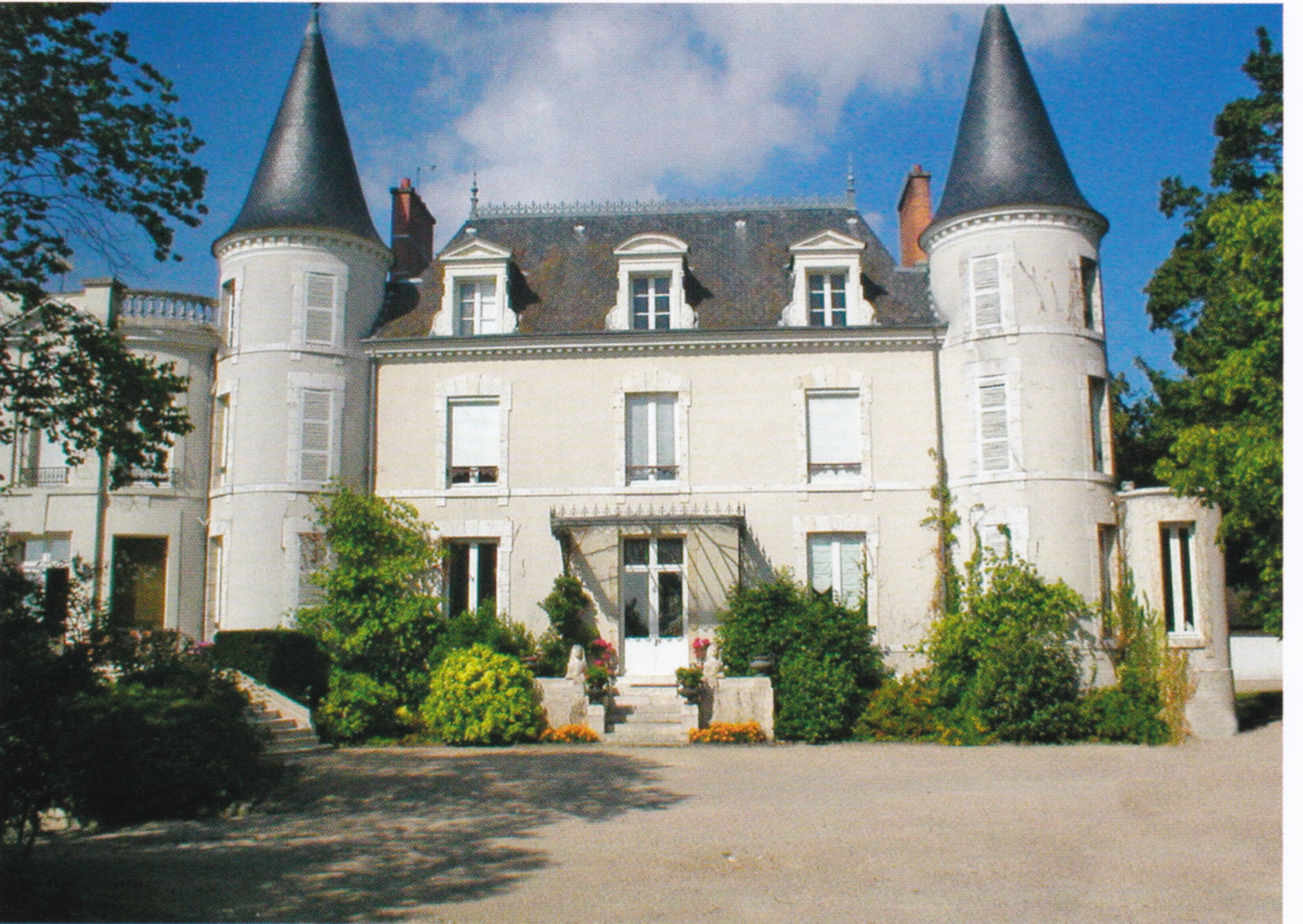
Château des Tourelles.

La commune contient plusieurs châteaux :
- le château des Hauts qui date du XVe siècle est le siège de la société d'informatique Pentalog[230]. Il a été la résidence notamment de Marie Touchet la maîtresse de Charles IX, la tragédienne Mademoiselle Raucourt[234] et Félix Dupanloup évêque d'Orléans ;
- le Petit château ou château de la Solitude, abrite l'hôtel de ville depuis 1999 ;
- le château de la Source du Rollin ou château du Rollin, construit au XIXe siècle[T 11], est, en 2021, une hostellerie de charme pouvant accueillir réceptions, fêtes de mariage et séminaires[235] ;
- le château de l'Ardoise a notamment été à partir de 1840 la demeure d'Ernest Pillon, archéologue et découvreur de la grotte du dragon de Béraire[GHL 45] ;

- le château des Tourelles bâti dans la seconde moitié du XIXe siècle ;
- le petit château (à ne pas confondre avec l'autre petit château, actuel hôtel de ville), belle demeure possédant une cave voutée construite au Moyen Âge ; il fut habité dans les années 1920 par la comédienne Nelly Cormon ;
- les châteaux des Oiseaux, des Pervenches, de La Barre de l'Ange et de Monteloup (dont il ne subsiste aujourd'hui que l'allée) ont été démolis dans les années 1950 et 1960 pour laisser la place à des lotissements ou à des ensembles immobiliers.

#### Ancienne mairie
L'ancienne mairie, située sur la route départementale 2152, abrite l'école municipale de musique et de danse depuis 1999.

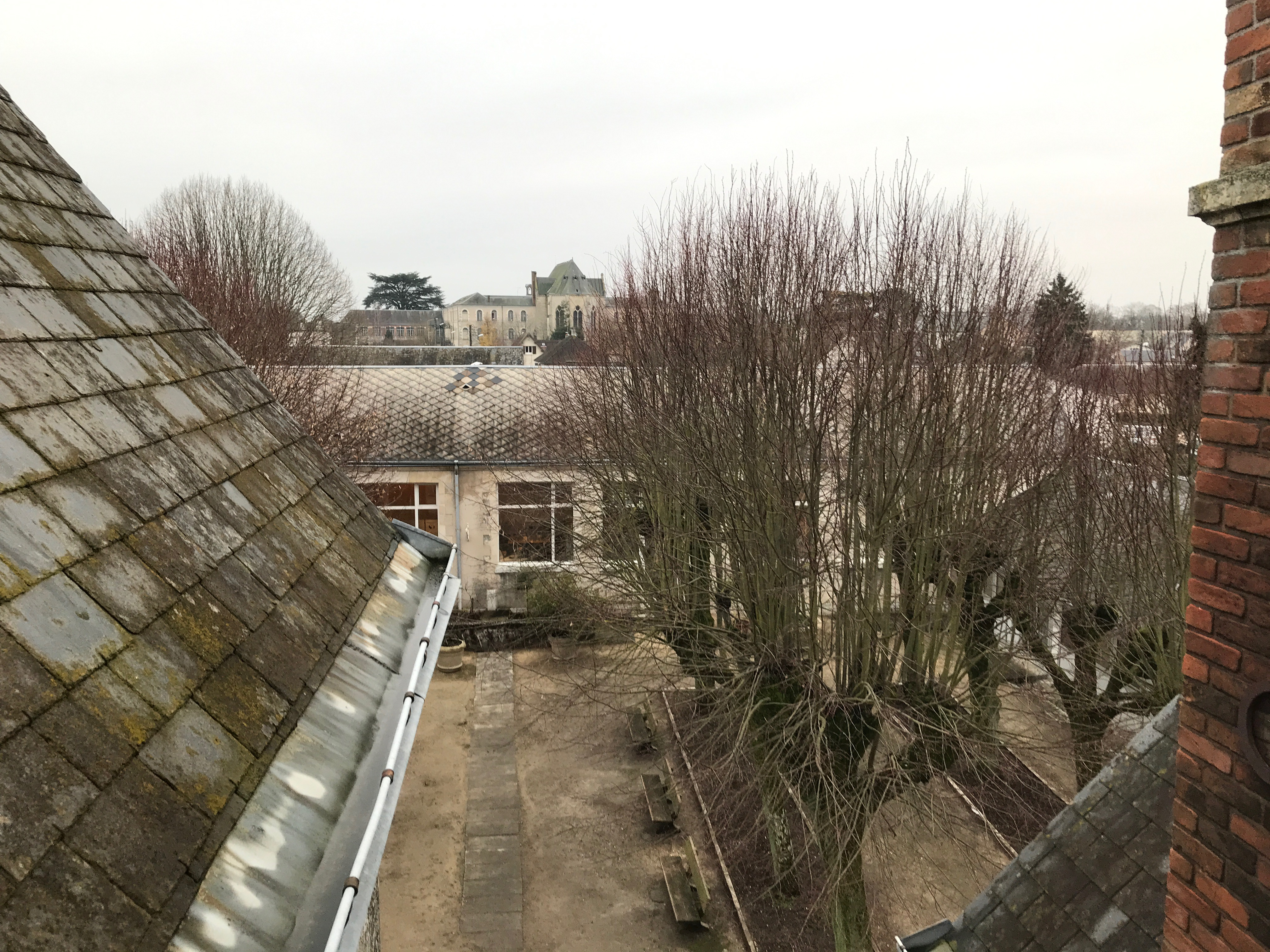
Vue de l'ancienne école communale au second plan et du petit séminaire au lointain.

En 1881, le conseil municipal décide de faire édifier une nouvelle école. Trois ans plus tard, en 1884, une mairie-école remplace la précédente en bordure de la route principale, au hameau de La Guide « à l'emplacement de la pompe », situation plus centrale pour la commune mais éloignée du centre ancien et de la Loire dont celle-ci se détourne progressivement. L'ancienne école communale (bibliothèque municipale depuis 2000 après avoir servi pendant plusieurs années de salle du conseil municipal) et la cour de l'école étaient situées juste derrière la mairie. Au moment de sa construction, un mur séparait l'école des filles de celle des garçons. Un puits commun, construit dans l'axe du mur, permettait d'en actionner le treuil indépendamment d'un côté (à l'ouest, coté garçons) ou de l'autre (à l'est, côté filles). Le mur et le puits seront démolis dans les années 1950. Un muret entourant de part et d'autre une large grille à double vantaux est édifié face à la route principale. À l'est de ce mur est également construit le local abritant la pompe à incendie et à l'ouest, celui de la prison. Début 1884, il est également décidé d'ajouter une annexe pour y installer l'horloge de la mairie au-dessus de laquelle est percée une lucarne-cloche. Celle-ci ne sera branchée au réseau électrique qu'en 1978. Le coût de la construction des bâtiments et de l'expropriation des propriétaires des terrains, qui s'élève à la somme 93 947,84 francs, est financé en partie par un emprunt (auprès de l'État, de particuliers et de la caisse des écoles) et par la revente des anciens locaux des écoles et de la mairie situés place du bourg. Le bâtiment est rénové en 1959, sous le mandat d'Aurélien Hatton, maire.

#### Autres patrimoines civils
La commune possède de nombreux autres lieux et monuments civils :
- l'ancienne salle des fêtes, ancienne lingerie[GHL 48] du petit séminaire (qui accueille depuis 2000 le studio de l'école municipale de danse[Note 40] et les bâtiments de l'ancien asile Sainte-Anne (actuels locaux associatifs), propriétés de l'ancien petit séminaire, ont été attribués à la commune en 1911[238], à la suite du vote de la loi de séparation des Églises et de l'État en 1905. Concerts, bals, séances de théâtre et de cinéma s'y déroulaient jusqu'à la construction de l'Espace Béraire ;
- le gîte d'étape municipal, anciennement Closerie des Roses construite en 1909[Note 41], acquis par la commune en 1989[M 50] et aménagé en 1991[M 51], d'une capacité de 15 personnes, situé en pleine verdure en bord de Loire, accueille randonneurs et cyclo-touristes toute l'année ;
- le bâtiment abritant le poste de police municipale actuel, construit en 1934 pour y installer le bureau de poste, a été racheté par la commune en 1983[M 52] ;
- le bureau de poste actuel, construit par la commune[M 53], a été inauguré le 26 février 1982[GHL 49]. Auparavant sur ce terrain, il existait un vaste réfectoire construit en 1938 en remplacement de la cantine scolaire (située depuis 1932 dans l'actuelle salle Déparday) et jugée trop exiguë[M 54]. Ce bâtiment est démoli avant 1981 pour laisser la place au bureau de poste actuel ;
- le centre social et la halte garderie ouvrent en 1978[M 55] ;
- le monument aux morts, faisant suite à une souscription publique en 1919, est inauguré en novembre 1921 en mémoire des Chapellois morts pour la France au cours de la Première Guerre mondiale. Il est situé dans le cimetière dit « du bourg ». Trois plaques fixées sur celui-ci rendent également hommage aux morts de la Guerre franco-allemande de 1870, de la Seconde Guerre mondiale et de la guerre d'Algérie[Note 42]. Les sépultures de quelques maires de la commune du XIXe siècle s'y trouvent. Un nouveau cimetière a été créé en 1982 à la limite ouest de la commune ;

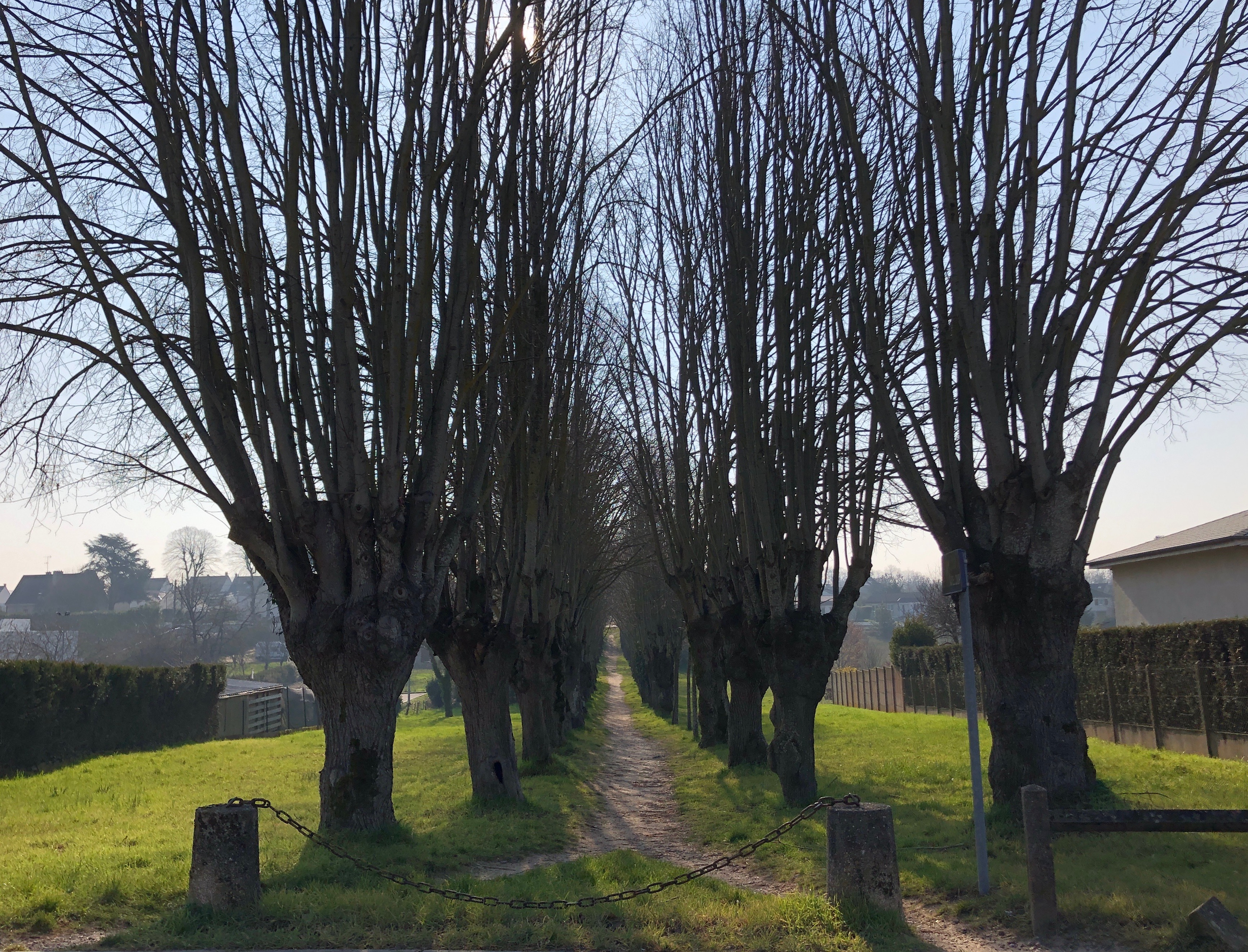
L'allée de Monteloup.

- l'allée de Monteloup, située au lieu-dit le Poirier Baron, constitue l'unique vestige de cette propriété, composée d'un petit château et de communs, datant du XVIIIe siècle démolis dans les années 1970 et remplacés par le lotissement homonyme. C'est une allée remarquable conservée en l'état bordée de tilleuls qui part de la route de Blois au nord et qui menait vers l'entrée de la propriété. À l'époque, on la surnommait allée à Drufin, du nom de famille des derniers propriétaires (1807 à 1962)[Note 43]. Elle est aujourd'hui classée dans le domaine communal[GHL 51],[M 56] ;
- les serres municipales sont construites en 1988[M 57] ;
- Le pont de l'A71 sur la Loire, pont autoroutier en béton précontraint entre la commune et Saint-Pryvé-Saint-Mesmin.

### Tourisme
- Une offre d'hostellerie diversifiée existe (7 hôtels pour 359 chambres[I 15]) principalement à proximité de l'entrée des autoroutes A10 et A71 (entrée/sortie Orléans-Centre) et sur la route d'Orléans à laquelle s'ajoute une aire municipale d'autocaravanes (camping-cars) de 23 emplacements d’environ 60 m2 chacun situé en bord de Loire[Note 44].

- Un parcours touristique « Nature et Culture », intitulé A la découverte de la Chapelle-Saint-Mesmin, composé de « six missions », a été créé par la commune au moyen d'une application gratuite téléchargeable sur smartphone[239].
- Un parcours patrimonial, composé de 13 panneaux de bois retraçant l'histoire de la commune et décrivant la richesse de son patrimoine (Culture et Nature), intitulé Sur les traces du passeur, sera mis en place au début de l'été 2023 près des bords de Loire[M 58].
- La commune sera intégrée mi-2023, dans l'itinéraire crée par le conseil départemental du Loiret, intitulé La Route des Illustres du Loiret, par l'implantation de deux panneaux évoquant la vie de deux personnalités artistiques ayant vécu à La Chapelle Saint-Mesmin : Mademoiselle Raucourt et Eugène Prévost-Messemin[240].

### Sites et paysages remarquables

#### Sites archéologiques
Le plan local d'urbanisme approuvé en 2019 a permis de répertorier 19 sites de vestiges archéologiques :
1. le site gallo-romain au lieu-dit Les Garreaux ;
2. la carrière d'extraction de calcaire d'époque au lieu-dit Pailly ;
3. l'indice toponymique d'activité métallurgique au lieu-dit Les Forges ;
4. le site d'habitat du Haut-Empire romain au lieu-dit de Gouffault ;
5. l'enclos circulaire d'époque indéterminée aux lieux-dits L'Épinodier et Les Fourreaux ;
6. la voie romaine potentielle d'Orléans à Tours (route communale) ;
7. la voie romaine probable d'Orléans à Tours (N152) ;
8. le site préhistorique (mobilier lithique de surface non daté) rue du Clos du Four ;
9. l'agglomération gallo-romaine, médiévale et moderne (La Chapelle Saint-Mesmin) ;
10. le château médiéval (château des Hauts) ;
11. la station magdalénienne de Monteloup aux lieux-dits de Monteloup et Les Neuf Arpents ;
12. le village du Moyen Âge au lieu-dit de l'Ardoise ;
13. le site préhistorique (mobilier lithique de surface non daté) au lieu-dit Le Coteau ;
14. l'enclos circulaire (château de la Source) ;
15. le site gallo-romain (lieu de culte potentiel) au lieu-dit La Source du Rollin ;
16. le site du Paléolithique et du Mésolithique au lieu-dit Besançon ;
17. le moulin à vent d'époque moderne au lieu-dit Pailly, autrefois appelé le « moulin Boucher »[Note 45] ;
18. le moulin à vent d'époque moderne au lieu-dit Sud Grattelard ;
19. le moulin à vent d'époque moderne au lieu-dit Sud de la Noue[Note 46].

Le territoire de la commune comprend d'autres sites archéologiques :
- en 1862, l'archéologue Ernest Pillon[GHL 54] découvre des sépultures, à l'emplacement du château des Tourelles (construit en 1869), qui attestent l'existence d'une nécropole païenne gallo-romaine avec la présence de squelettes dont chacun portait une médaille de nolage[241] ;
- en 2005, à l'occasion de l'aménagement du lotissement des Grands Clos, des fouilles archéologiques permettent de confirmer l'existence (un siècle avant notre ère) d'un village d'époque protohistorique (vaisselle céramique, torchis, trous de poteaux) et la mise au jour de vestiges (vaisselle céramique, lampe à huile, fusaïole, carreau d'arbalète, dé à coudre, pièce de monnaie), provenant d'une probable bâtisse seigneuriale (pigeonnier ou tour défensive) datant de l'époque médiévale (XIVe siècle et XVe siècle)[GHL 55] ;
- en 2007, près du lieu-dit Gouffault, un rapport archéologique de sondage effectué sur 720 m2 par le Bureau d'Études de Recherches et d'Applications (BERA) a permis de récolter des pièces de monnaie gauloises, romaines et du IXe siècle, divers objets métalliques du Moyen Âge, des tessons de céramique et de mettre en évidence des pieds de mur (calcaire, briques et tuiles d'origine gallo-romaine), des trous de poteaux et différents fossés[GHL 56].

#### Arbres et paysages remarquables
La commune regroupe un certain nombre d'arbres ou d'allées d'arbres remarquables répertoriés dans le plan local d'urbanisme métropolitain. Notamment quatre grand cèdres, deux séquoias géants et quatre longues allées regroupant au total plus de 250 tilleuls, menant ou ayant mené à des châteaux (château des Hauts, château de l'Ardoise, château de la Source du Rollin et ancien château de Monteloup) répartis principalement au Sud et à l'Est du territoire.
La place des Grèves, située en bordure de Loire à proximité d'une zone boisée (les bois de La Chapelle dénommé également « parc municipal » dont le bois de Vaussoudun fait partie), constitue un potentiel touristique pour la commune. En effet, ce site naturel bordé par le sentier GR3 et bénéficiant du classement du Val de Loire au patrimoine mondial de l’UNESCO, se trouve dans un rayon d'accès : de l'église Saint-Mesmin, de la grotte du dragon de Béraire, de la Réserve naturelle nationale de Saint-Mesmin, de l'ancienne cale du passeur de Loire, du gîte d’étapes municipal, de la guinguette municipale, du minigolf municipal, de l'aire municipal de camping-cars, du terrain de jeu de pétanque, du parcours de santé, d'une aire de pique-nique, d'une aire de jeux pour jeunes enfants, d'un mini-terrain de BMX.
Le lieu, présentant un espace dégagé face à la Loire, constitue également un point de vue idéal pour l'observation de la faune et la flore des bords de Loire. La place est également un lieu de convivialité, de détente, de loisirs et de promenades familiales.
Elle est également utilisée pour l'accueil de manifestations musicales estivales, à l'occasion de la fête de la musique ou du festival annuel municipal Ballade en Musique.

### Équipements culturels
La ville possède plusieurs équipements culturels dont la gestion est confiée au service culturel de la mairie, créé en 2008/2009 :
- l'Espace Béraire, complexe culturel et lieu de diffusion, édifié en 1986 (comprenant une salle de congrès de 600 places, un auditorium de 130 places, une salle de restaurant de 100 places, une cuisine, plusieurs salles de réunions et un espace d’exposition en mezzanine) est situé au sein du vaste parc de Béraire, ouvert au public. L'édifice est inauguré le 27 septembre 1986[M 59] ;
- la bibliothèque municipale, créée en janvier 1978[M 60]. D'abord implantée dans le centre social, elle est intégrée à l'Espace Béraire en 1986 et s'installe enfin en 2001 dans les locaux réaménagés de l’école de l'ancienne mairie sous la dénomination de Bibliothèque Louis-Rouilly. Environ 30 000 documents sont mis à la disposition des lecteurs. Un portage à domicile de livres est proposé aux personnes âgées, handicapées ou malades. En 2023, la structure s'est vu décerner par le Ministère de la Culture[245], le label offre de lecture « Facile à lire », destinée aux personnes qui n’ont jamais vraiment maîtrisé l’apprentissage de la lecture ou qui ont désappris à lire[246];
- l'école municipale de musique, de danse et de théâtre[Note 47], créée en 1978[Note 48]. Disciplines : formation musicale, piano, violon, guitare, flûte traversière, clarinette, saxophone, trompette, cor d’harmonie, trombone, tuba, percussions, batterie, chorales, orchestres, danse classique, modern’jazz et théâtre. Les enseignants artistiques encadrent le fonctionnement d’un Orchestre à l'école qui a été créé au cours du mandat municipal 2014/2020[M 66]. L’EMM est installée dans l'ancienne mairie depuis septembre 1999[M 46] ;

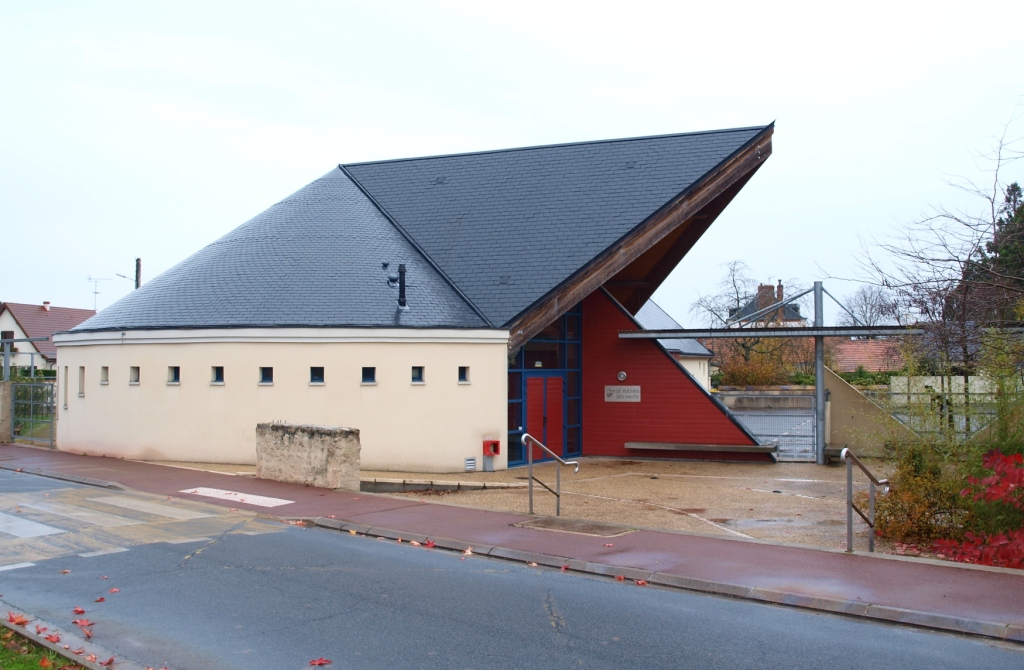
La salle du Plessis des Hauts.

- la salle du Plessis des Hauts, salle polyvalente à destination des associations[Note 49], est inaugurée en 2006 ;
- la salle Messemin, salle d'exposition attenante à la bibliothèque municipale, inaugurée en 2007 en hommage au peintre Chapellois Eugène Prévost dit Messemin ;
- l'ancienne salle des fêtes, réhabilitée en 2001 et aménagée en studio de danse est réservée aux cours de danse classique et de modern'jazz ;
- la Maison de Beauvois, ancienne maison paysanne, acquise et rénovée en 1993, salle réservée aux associations ;
- la Guinguette, acquise et rénovée en 1989, et dénommée ainsi en 1995[M 69], située en bord de Loire, lieu convivial d'activités associatives d'intérieur et de plein-air;
- les salles René Déparday[Note 50], situées derrière la médiathèque municipale, construites en 1932[M 70] à l'origine pour l'ouverture d'une classe enfantine (école maternelle) et la création d'une cantine scolaire et d'une cuisine à destination des écoliers de la commune ; ceci jusqu’à l'édification de l'école élémentaire Jean-Vilar en 1952. Elles sont utilisées comme centre social jusqu'aux années 1960 et sont aujourd'hui réservées aux activités associatives.

### Personnalités liées à la commune
Parmi les nombreuses personnalités liées à La Chapelle Saint-Mesmin, on peut citer :
- saint Mesmin l'Ancien ou Maximin de Micy (-520), 2e abbé du monastère de Saint-Mesmin de Micy ;
- Jean-Jacques Fayet (1786-1849), évêque d'Orléans et homme politique. Il achète la propriété du château des Hauts en 1844, afin d'y faire bâtir le petit séminaire (en 2021 : maison de retraite Paul-Gauguin) ;
- Louis-Émile Vanderburch, (1794-1862), écrivain et dramaturge français, habita le petit château, qui héberge l'actuelle mairie, de 1836 à 1853 ;
- Félix Dupanloup (1802-1878), évêque d'Orléans et homme politique. Il fait du château des Hauts sa résidence d'été privilégiée et dirigea le petit séminaire ;
- Françoise Raucourt (1756-1815), illustre comédienne de la Comédie-Française qui avait fait l'acquisition du Château des Hauts[247].
- Ernest Pillon (1803-1874), peintre, dessinateur et archéologue. Il s'installe à La Chapelle Saint-Mesmin en 1840 en faisant l'acquisition du château de l'Ardoise et élu conseiller municipal en 1845 ; il y meurt, il est inhumé dans le vieux cimetière ;
- Alexandre Collin (1808-1890), ingénieur. Il réhabilite l'accès à la grotte du Dragon en 1857 ;
- Eugène Prévost (1880-1944), peintre et décorateur ; il est né dans la commune.
- Émile Rousseau (1899-1979), artiste lyrique ; il a vécu à La Chapelle[248] ;
- Alain Drufin (1942-2024), athlète, spécialiste du lancer du poids ; il est né dans la commune ;
- Bruno Bini (1954), footballeur puis entraîneur. Il est élu conseiller municipal en 2014 ;
- Franck Bellucci (1966), écrivain, comédien et enseignant, réside dans la commune[249].

Personnalités liées à la commune
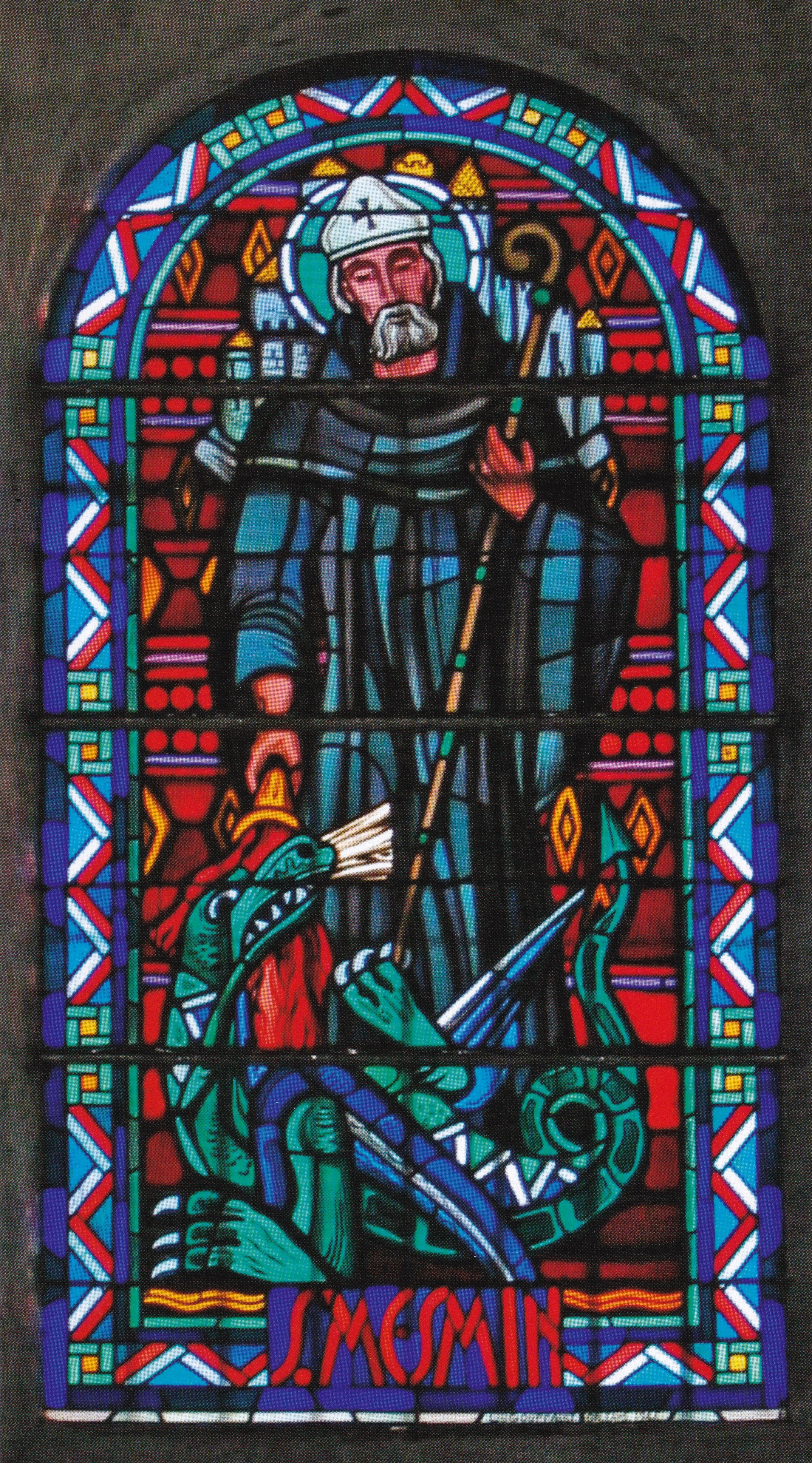
Saint Mesmin l'ancien
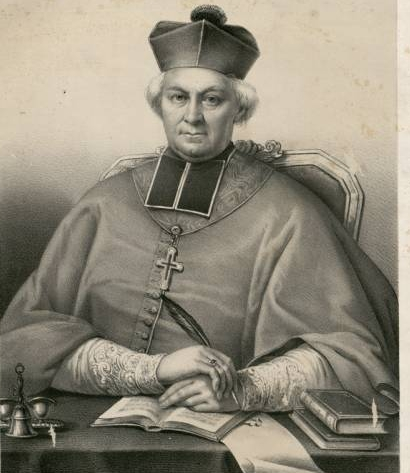
Jean-Jacques Fayet
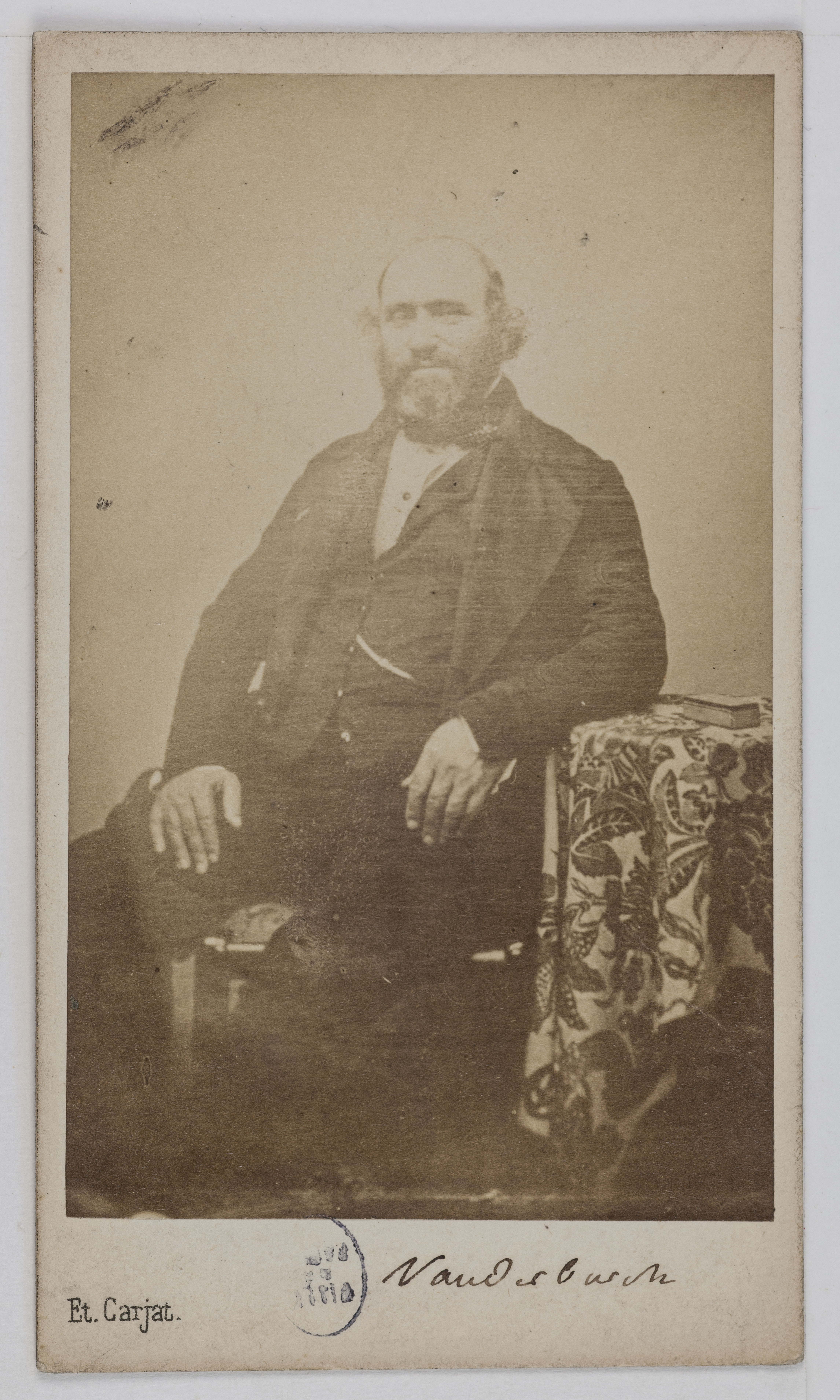
Louis-Émile Vanderburch
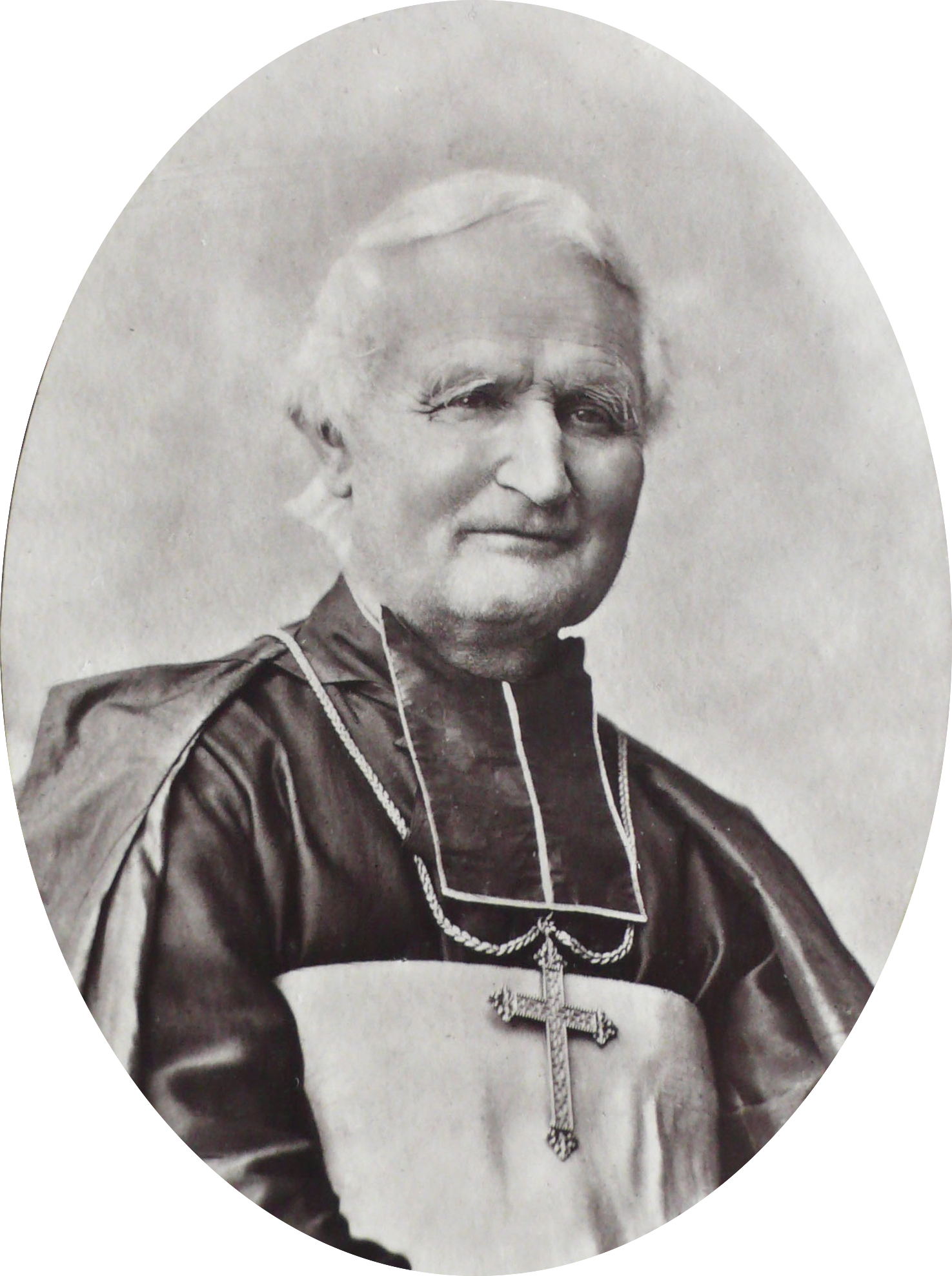
Félix Dupanloup
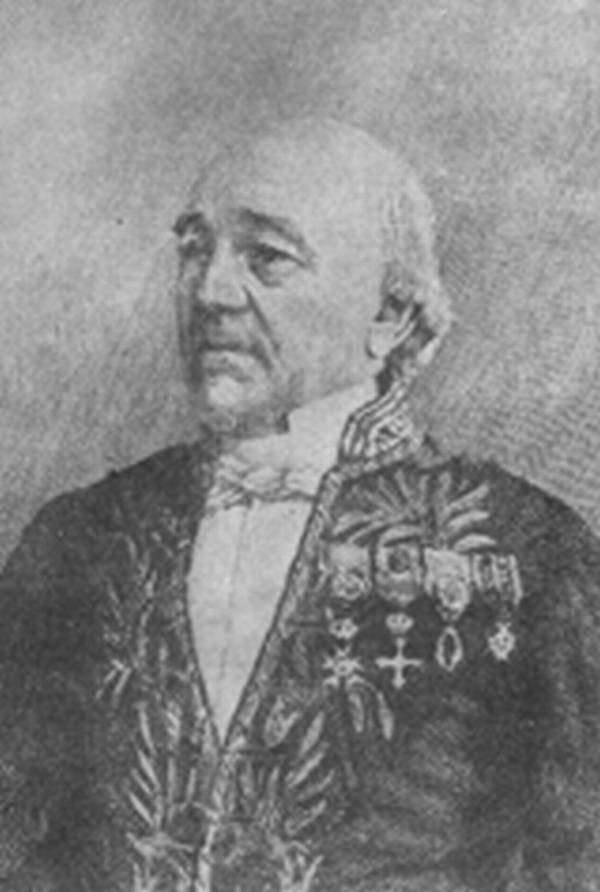
Alexandre Collin
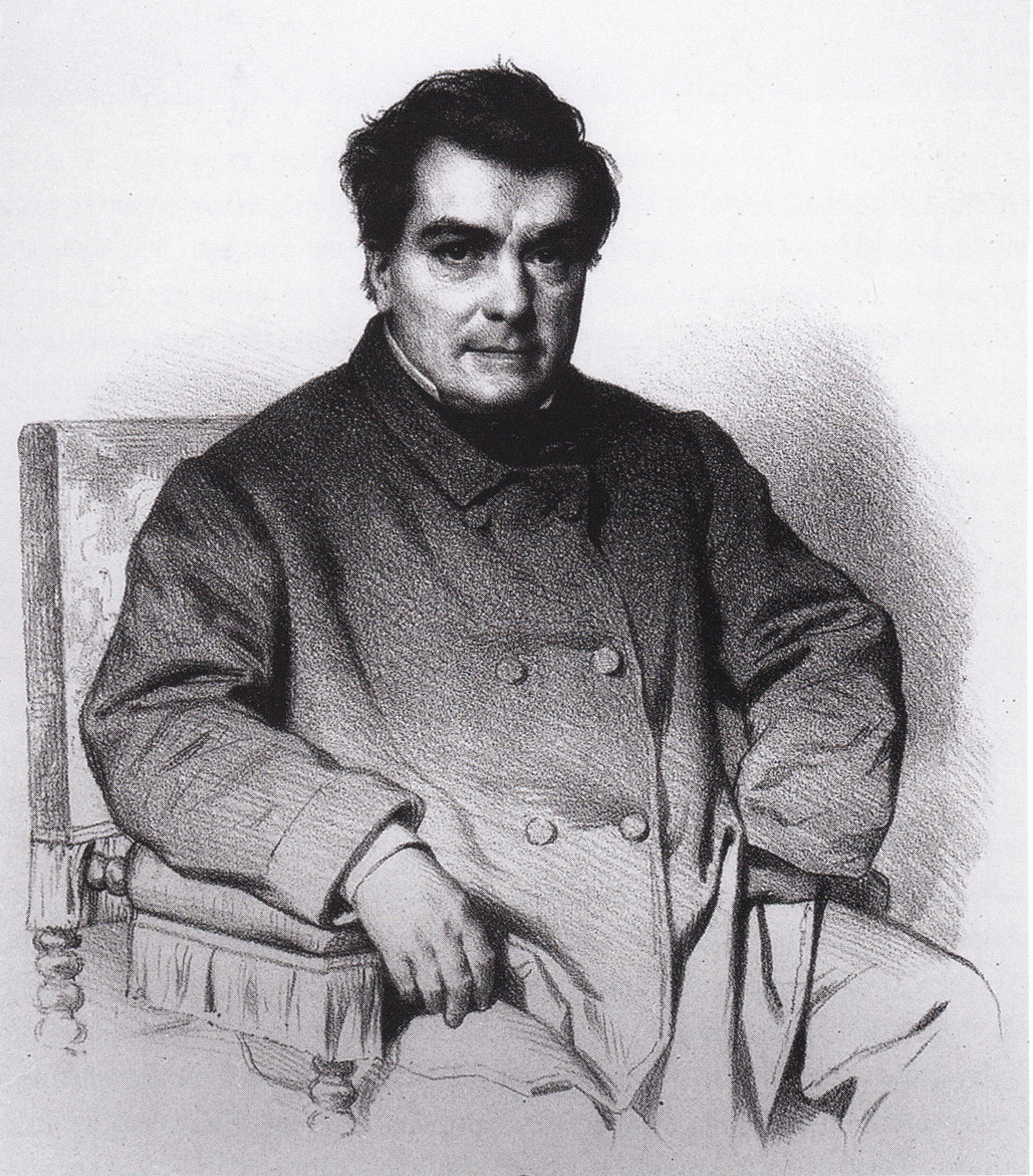
Ernest Pillon
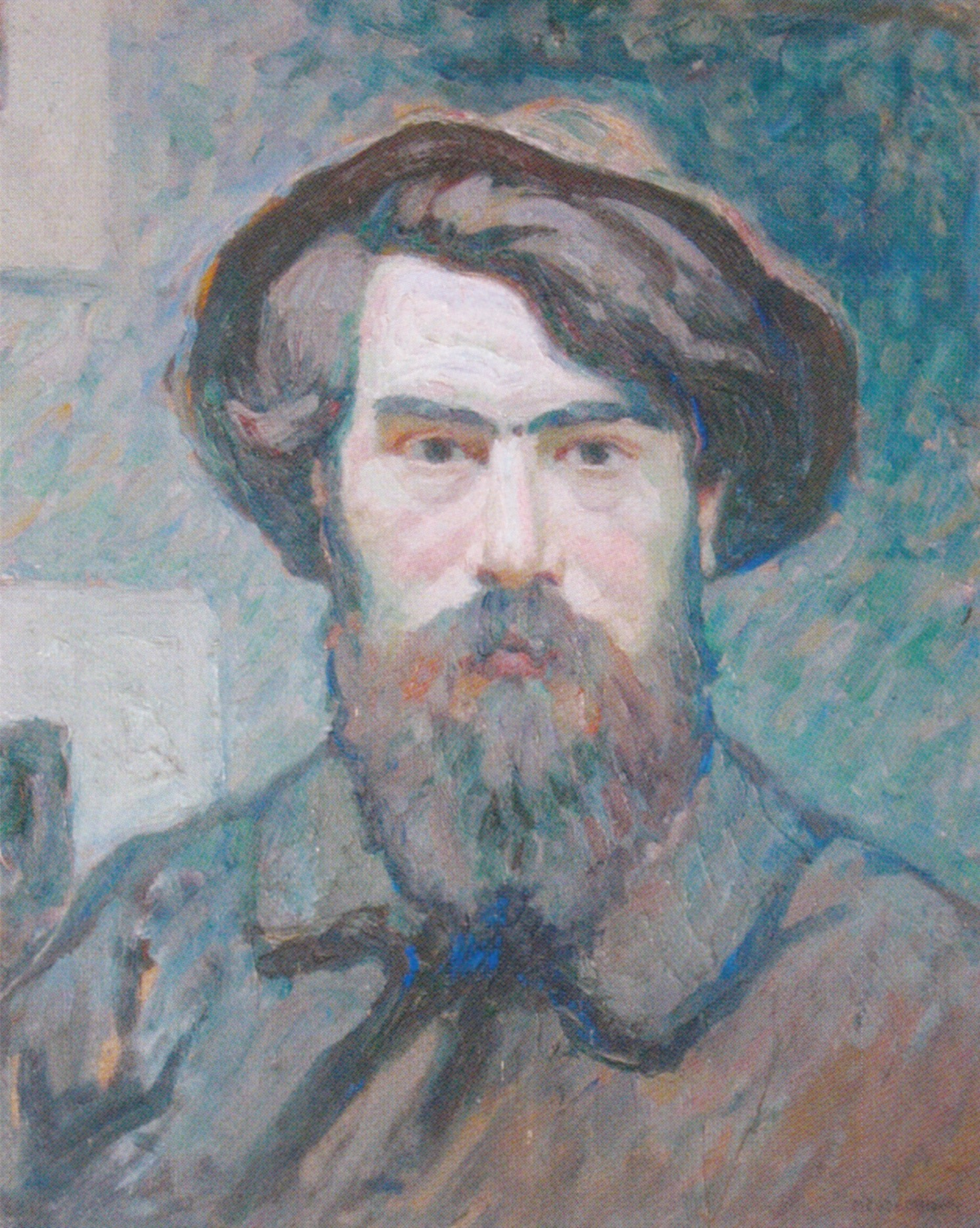
Eugène Prévost-Messemin
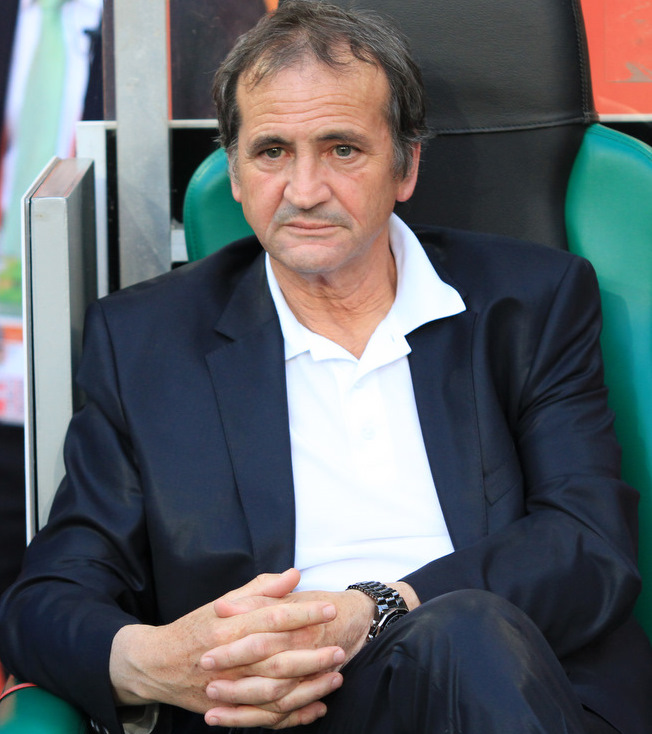
Bruno Bini

### Représentation de la commune

#### Héraldique
| Blason de La Chapelle-Saint-Mesmin | Sur proposition des Archives départementales du Loiret, les armes de La Chapelle-Saint-Mesmin, adoptées par le conseil municipal en 1977, se blasonnent ainsi : D'azur à la croix componée d'argent et de gueules de neuf pièces, cantonnée de quatre fleurs de lys d'or. |

#### Flamme postale
En octobre 1990, la municipalité crée une flamme postale, afin de mieux faire connaitre l'identité de la commune (église, Loire, faune ligérienne) au moyen des échanges postaux.

#### Logo et identité visuelle
La refonte de l’identité visuelle de la commune est réalisée en 2016 avec en particulier la création d’un nouveau logo qui remplace celui utilisé depuis 1991. Une charte graphique associée au logo est parallèlement créée,.

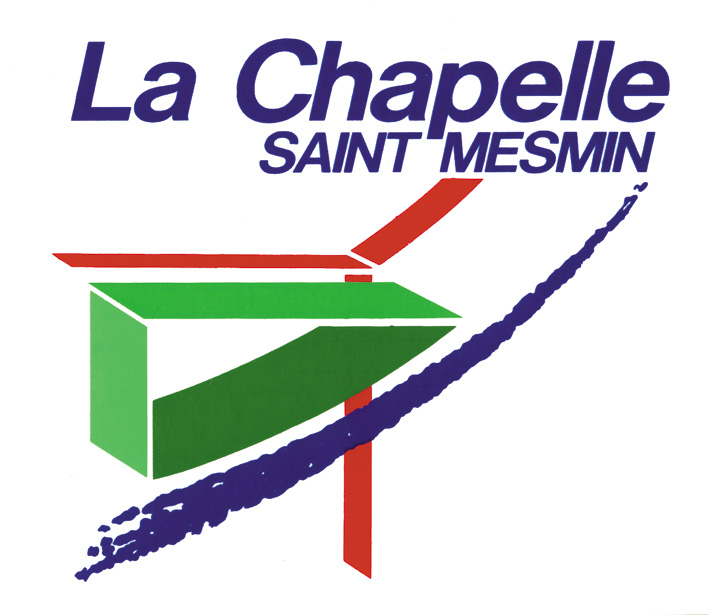
Logo de la commune entre 1991 et 2016.
Logo de la commune depuis 2016.

#### Ouvrages

##### Par auteur
- René Biémont, Orléans : Chapitres divers : Commune de La Chapelle-Saint-Mesmin, Orléans, Herluison, 1880, 508 p. (ISBN 9780483239036), p. 325.  réédité en 2018 par Forgotten Books, London
- Camille Bloch, Cahiers de doléances du bailliage d'Orléans pour les États généraux de 1789 - tome 1, Orléans, Ministère de l'Instruction publique, 1906 (lire en ligne).
- Camille Bloch, Cahiers de doléances du bailliage d'Orléans pour les États généraux de 1789 - tome 2, Orléans, Ministère de l'Instruction publique, 1907 (lire en ligne).
- Gilles Cosson, Les taureaux de Khorsabad, Paris, Plon, 1994, 318 p. (ISBN -2 259-00084-3), p. 237, 248.
- René Crozet, Petite histoire de l'Orléanais : Des origines au début du XXe siècle, Cressé, Edition des Régionalismes, 1936, 236 p. (ISBN 9782824004648), réédité en 2015
- Du Boys, Netty (1837-1890), L'Abbé Hetsch : par l'auteur des Derniers jours de Mgr Dupanloup ; avec introduction de Mgr Perraud, Paris, Librairie Poussielgue Frères, 1886, 692 p. (lire en ligne)
- Jacques Debal, Histoire d'Orléans et de son terroir : tome II (XVIIe, XVIIIe et XIXe siècles), Le Coteau (42120), Editions Horvath, 1982, 365 p. (ISBN 2-7171-0247-7).
- Jean-Marie Flonneau, Deux siècles d'industrie dans le Loiret : 1750-1950, Orléans, Chambre de commerce et d'industrie du Loiret, 1992, 120 p. (ISBN 2-909390-02-0), p. 107 à 108.
- Pierre Georges, Béraire ou La Chapelle Saint-Mesmin : La petite histoire, Vincennes, Editions de la vie contemporaine, 1936, 30 p.
- François-Henri Houbart, Histoire de l'Orgue en Orléanais et dans le Loiret : Inventaire des orgues, facteurs, organistes, compositeurs, Sampzon, Delatour France, 2016, 482 p. (ISBN 9782414068753). .
- Émile Huet, Histoire du Petit Séminaire de La Chapelle Saint-Mesmin, Orléans, Paul Pigelet & Fils, 1913, 450 p., réédité en 2010 par Kessinger Publishing  (ISBN 1166792625 et 978-1166792626).
- Abbé Eugène Jarossay, Histoire de l'Abbaye de Micy-Saint-Mesmin Lez-Orléans (502-1790), son influence religieuse et sociale : d'après les archives et les documents originaux, pièces justificatives et gravures, avec une lettre de Mgr Touchet, Orléans, M. Marron, 1902, 543 p. (lire en ligne). Réédité en 2010 par Kessinger Publishing  (ISBN 978-1167713569). Disponible sur le site de University of Toronto Libraries (lire en ligne).
- Abbé Lagrange, Vie de Monseigneur Dupanloup : Evêque d'Orléans, Membre de l'Académie Française, t. 1, 2 et 3, Paris, Librairie Poussielgue Frères, 1883, 1548 p. (lire en ligne).
- Berthold de Micy, Vie de saint Mesmin : Vita Sancti Maximini, dédiée à Jonas, évêque d’Orléans, Abbaye de Micy, 830. Édité en 1668 par Dom Jean Mabillon, ASOB saec1, Paris, 1668, p. 580-597. Bibliotheca hagiographica latina, Vol. 2, Vita BHL 5817, page 851, Bruxelles, 1898-1899[253].
- Abbé Patron, Département du Loiret : Dictionnaire des communes, Paris, Comédit, 1991, réédition de 1870, 511 p. (ISBN 978-2-909112-01-5 et 2-909112-01-2)
- Abbé Patron (préf. Mgr Dupanloup), Recherches historiques sur l'Orléanais : où Essai sur l'histoire, l'archéologie, la statistique des villes, villages, hameaux, églises, chapelles, châteaux forts abbayes, hôpitaux et institutions de l'Orléanais proprement dit: depuis l'époque celtique jusqu'à nos jours, t. 1, Blanchard, 1870, 511 p. (lire en ligne), p. 365.
- Abbé Patron (préf. Mgr Dupanloup), Recherches historiques sur l'Orléanais : où Essai sur l'histoire, l'archéologie, la statistique des villes, villages, hameaux, églises, chapelles, châteaux forts abbayes, hôpitaux et institutions de l'Orléanais proprement dit: depuis l'époque celtique jusqu'à nos jours, t. 2, Blanchard, 1871, 621 p. (lire en ligne).
- Jean-René Perrin (préf. Préface de Jean-Pierre Sueur, sénateur du Loiret), La Légende du Dragon de Béraire, Sampzon, Éditions Édilivre, 2017, 112 p. (ISBN 978-2-7521-0302-4). Académie d'Orléans Agriculture, Sciences, Belles-Lettres et Arts VIe Série, tome 20, 2010, p. 145 : Lire en ligne la communication de J.R Perrin (2010) .
- Louis Marie Prudhomme, Dictionnaire géographique et méthodique de la République française en 120 départements, volume 1, Paris, Louis Marie Prudhomme, 1798, 673 p. (lire en ligne).
- Catherine Thion, La Chapelle-Saint-Mesmin, des siècles d'histoire, La Chapelle-Saint-Mesmin, Mairie de La Chapelle-Saint-Mesmin, 2007, 2016, 93 p. (ISBN 978-2-9529017-0-3).
- Charles Vander-Burch Fils, Biographie d'un homme de lettres, Saint-Étienne, Imprimerie veuve Théolier Ainé et Cie, 1863, 19 p. (lire en ligne)
- Frédéric Zégierman, Le guide des pays de France - Nord, Paris, Fayard, avril 1999, 637 p. (ISBN 2-213-59960-2).
- Catherine Maurizi, La Chapelle-Saint-Mesmin de 1830 à nos jours, Nanterre, Université Paris X, 1975, 59 p. : Citation sur le site MemHOuest
- Olivier Villacroux, La Verrerie de la Chapelle-Saint-Mesmin ou l'histoire d'un produit : le Duralex (1934-1969), Tours, Bibliothèque d'Histoire, Archéologie, Histoire de l'Art (Tours), 1998 : Citation sur le site MemHOuest
- Sandrine Beaudenuit, Les vignerons de La Chapelle-Saint-Mesmin (1750-1812), Orléans, Bibliothèque Universitaire (Orléans - Lettres) - R34-1042, 1999, 146 p. : Citation sur le site MemHOuest
- Michel Faul, La sulfureuse Mlle Raucourt de la Comédie-Française, théâtre, sexe et politique des Lumières à la Première Restauration, Lanore, 2023

##### Collectifs
- Collectif, Bulletins annuels et éditions spéciales hors série du Groupe d'Histoire Locale, La Chapelle Saint-Mesmin, GHL, depuis 1984 (ISSN 0981-0706). .
- Collectif, Petit Séminaire de La Chapelle Saint-Mesmin : le site, l'histoire, l'œuvre, Orléans, Herluison, 32 p.
- Fête de la cinquantaine et douzième réunion triennale des anciens présidées par S. G. Mgr : l'évêque d'Orléans le 26 juillet 1896 : petit séminaire de La Chapelle-Saint-Mesmin, Orléans, Paul Pigelet, 1896, 70 p. (lire en ligne).
- Collectif, Loiret : un département à l'élégance naturelle, Paris, Christine Bonneton, 2 septembre 1998, 319 p. (ISBN 978-2-86253-234-9)
- Claude Motte, Isabelle Séguy & Christine Théré, avec la collaboration de Dominique Tixier-Basse, Communes d’hier, communes d’aujourd’hui : Les communes de la France métropolitaine, 1801-2001. Dictionnaire d’histoire administrative, Paris, Institut National d’Études Démographiques,, 2003, 408 p. (ISBN 978-2-7332-1028-4, lire en ligne).

#### Rapports
- Plan de prévention des risques d'inondations dans le Val d'Orléans : Agglomération Orléanaise : Rapport de présentation, 20 janvier 2015 (lire en ligne) - Règlement - CHAPELLE-SAINT-MESMIN.pdf Carte du zonage réglementaire de La Chapelle-Saint-Mesmin.
- Rapport 2015 sur le prix et la qualité du service public d'assainissement (lire en ligne)
- Les services publics d'eau et d'assainissement (lire en ligne)
- Plan de gestion 2016-2020 de la réserve naturelle de Saint-Mesmin, diagnostic
- Dossier complet : Commune de La Chapelle-Saint-Mesmin (45075), Institut national de la statistique et des études économiques, 22 septembre 2020 (lire en ligne).
- Dossier complet : Département du Loiret (45), Institut national de la statistique et des études économiques, 22 septembre 2020 (lire en ligne).

#### Filmographie
Vidéos
Vidéos archivées sur les images d'archives en région Centre-Val de Loire :
- Séjour familial au Petit Bel-Air; durée : 10 min 10 s - réalisateur : Emile Lauquin - 1932 ;
- Séjour familial au Petit Bel-Air; durée : 7 min 56 s - réalisateur : Emile Lauquin - 1933[254] ;
- Après-midi familial au jardin à La Chapelle-Saint-Mesmin; durée : 4 min 16 s - réalisateur : Pierre Villiaume - Septembre 1948 ;
- Danses traditionnelles à La Chapelle-Saint-Mesmin; durée : 1 min 20 s - réalisateur : Emile Lauquin - 1965/1966.

Vidéo archivée sur la chaîne Youtube du Festival national d'opéras pour enfants de La Chapelle-Saint-Mesmin :
- Cérémonie de remise des prix du 1er festival d'opéras pour enfants le 1er juillet 1990 sur le parvis de l'Espace Béraire, suivi d'un lâcher de ballons et d'un chant commun interprété par tous les enfants participants; durée : 11 min, archives du festival - 1990.

Long métrage
Quelques scènes du long métrage de Gaël Lépingle Des garçons de province (2023) ont été tournées en 2020 à La Chapelle Saint-Mesmin, notamment près de la place de l'hôtel de ville, place de l'église, dans le parc de l'ancien petit séminaire, dans le parc de la Solitude, et sur l'esplanade de l'Espace Béraire :
- Bande annonce Des garçons de province; durée : 90' - réalisateur : Gaël Lépingle - 2023